# عصر الاستكشاف

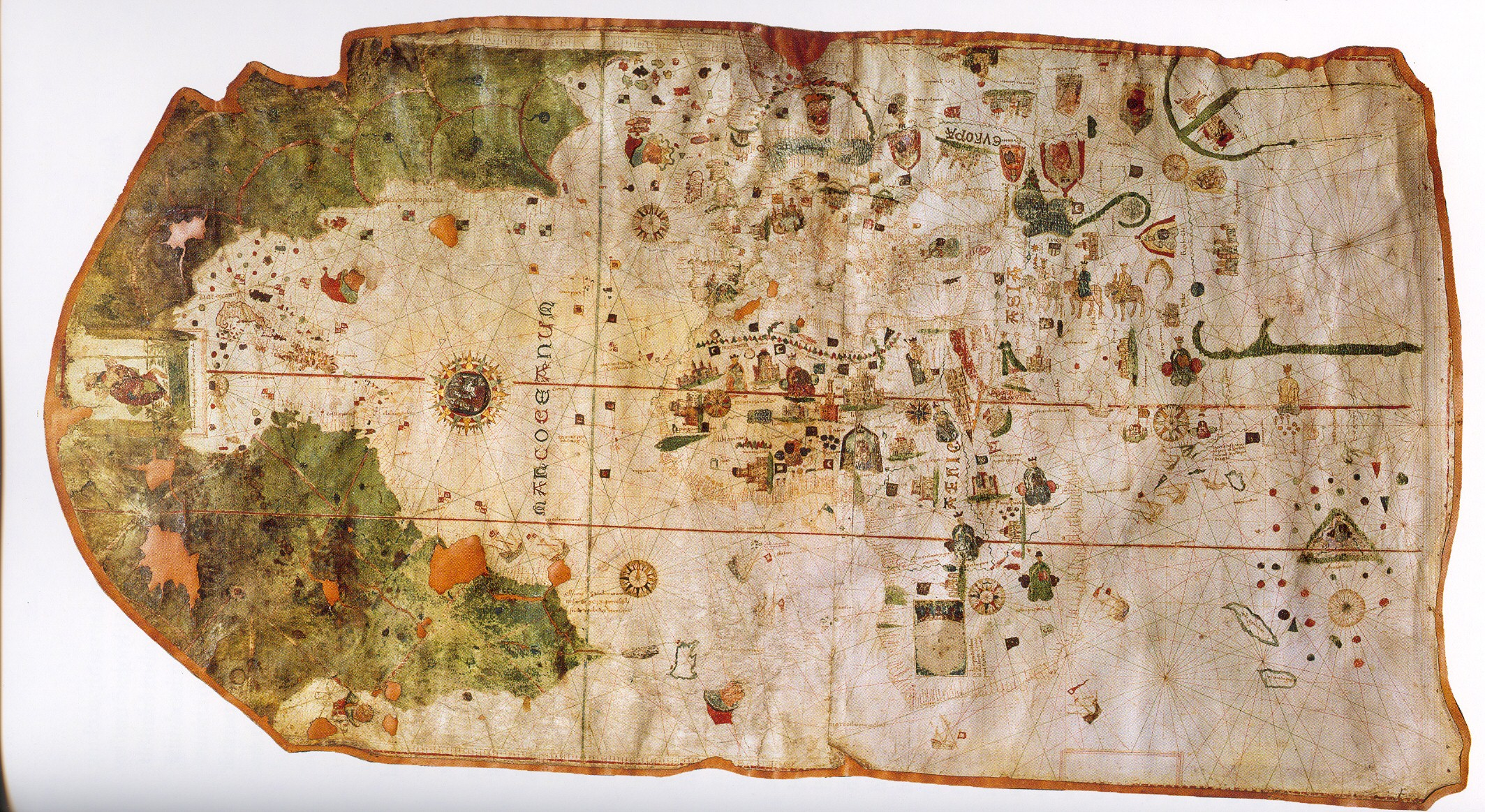
خريطة خوان دي لا كوسا لعام 1500، أول تمثيل بلا منازع للأمريكتين. متحف البحرية في مدريد، مدريد، إسبانيا.

كوكب الكرة الأرضية الكانتوني عام 1502 وهو أقدم مخطط واضح يُظهر استكشافات كولومبوس لأمريكا الوسطى، كورتي ريال لنيوفاوندلاند، وفاسكو دا غاما إلى الهند وكابرال إلى البرازيل. يصور خط معاهدة توردسيلاس على اليسار.Biblioteca Estense، مودينا، إيطاليا.

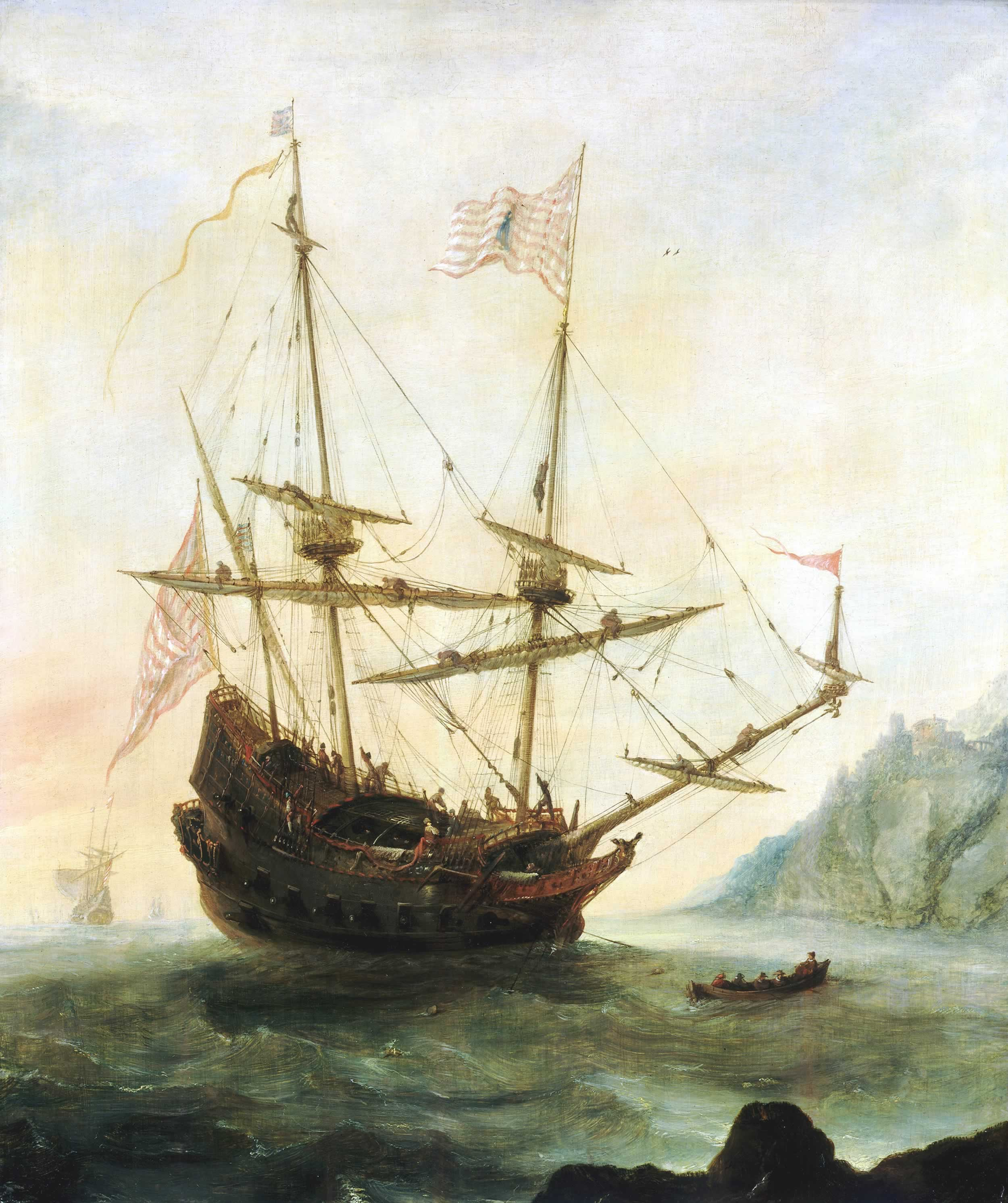
سفينة سانتا ماريا

عصر الاكتشافات، أو عصر الاستكشاف والمعروفة باسم الفترة الحديثة المبكرة، وهي فترة متداخلة إلى حد كبير مع عصر الشراع، وتبدأ من بداية القرن الخامس عشر حتى أوائل القرن السابع عشر في التاريخ الأوروبي الذي ظهر فيها استكشاف واسع النطاق لمناطق خارجية، واعتبارها قوة عاملة في الثقافة الأوروبية والتي كانت بداية العولمة. كما يمثل صعود فترة التبني على نطاق واسع في أوروبا للاستعمار والعمل التجاري كسياسات وطنية. قامت السفن الأوروبية خلالها بالسفر حول العالم للبحث عن طرق تجارية جديدة وعن شركاء تجارة جدد لتغذية الرأسمالية السريعة النمو في أوروبا. وأثناء بحثهم عثروا صدفة على أراضٍ كانت مجهولة بالنسبة إليهم رغم أن معظمها كان مأهولاً بالسكان. يُمثل عصر الاكتشاف وصول الغزاة من قارات غير معروفة سابقًا. من أشهر المستكشفين في ذلك الوقت: كريستوفر كولومبوس وفاسكو دا غاما وفرديناند ماجلان.
برزت عمليات الاكتشاف الواسعة لما وراء البحار التي قادها البرتغاليون والإسبان، وانضم إليهم لاحقًا الهولنديون والإنجليز والفرنسيون، باعتبارها عاملًا مهمًا في الثقافة الأوروبية، خصوصًا اللقاء الأول بين الأوروبيين والسكان الأصليين واستعمار الأمريكيّتين. تُعدّ تلك الاكتشافات علامة على تبني الفكر الاستعماري كونه سياسة حكومية في عدد من الدول الأوروبية. كانت الأراضي المجهولة للأوروبيين جاهزة للاكتشاف، لكنها كانت أرضًا مأهولة بالسكان قبل وصول الأوروبيين. فهو في بعض الأحيان مرادف للموجة الأولى من الاستعمار الأوروبي.
بدأ الاستكشاف العالمي بالاكتشافات البرتغالية خارج البحر الأبيض المتوسط إلى جزر الكناري سنة 1336، وبعدها مع أرخبيل ماديرا الأطلسي وجزر الأزور في 1419 و 1427 وساحل غرب أفريقيا في 1434، ثم اكتشاف فاسكو دا غاما الطريق البحري إلى الهند في 1498؛ حيث بدأت الوجود البحري والتجاري البرتغالي في كيرالا والمحيط الهندي.
وكذلك كانت اكتشافاتهم من تاج قشتالة (إسبانيا) ورحلات كولومبوس عبر الأطلسي إلى الأمريكتين ما بين 1492 و1502، والتي شهدت استعمار الأمريكتين وهو أمر بيولوجي مرتبط بذلك. فالتبادل التجاري والتجارة عبر الأطلسي التي استمرت أحداثها وآثارها وعواقبها حتى الوقت الحاضر وغالبًا ما يشار إليها على أنها بداية الحقبة الحديثة المبكرة. بعد سنوات قامت البعثة الإسبانية لبعثة ماجلان-إلكانو بأول رحلة حول العالم بين 1519 و 1522، والتي اعتبرت إنجازًا كبيرًا في الملاحة البحرية، وكان لها تأثير كبير على الفهم الأوروبي للعالم. أدت هذه الاكتشافات إلى العديد من الحملات البحرية عبر المحيط الأطلسي والهندي والمحيط الهادئ، والبعثات البرية في الأمريكتين وآسيا وأفريقيا وأستراليا التي استمرت حتى أواخر القرن التاسع عشر، تلاها استكشاف المناطق القطبية [الإنجليزية] في القرن العشرين.
أدت الاستكشافات الخارجية الأوروبية إلى ظهور التجارة الدولية والإمبراطوريات الاستعمارية الأوروبية، ومع الاتصال بين العالم القديم (أوروبا وآسيا وأفريقيا) والعالم الجديد (الأمريكتان وأستراليا) تم إنتاج ما يسمى بالتبادل الكولومبي، وهو نقل واسع النطاق للنباتات، والحيوانات والغذاء والسكان البشر (بما في ذلك تجارة العبيد) والأمراض المعدية والثقافات بين نصفي الكرة الشرقي والغربي. حيث كان يُمثل واحدة من أهم الأحداث العالمية المتعلقة بالبيئة والزراعة والثقافة في التاريخ. كذلك سمح عصر الاستكشاف والاستكشاف الأوروبي في وقت لاحق برسم خريطة للأرض، مما أدى إلى رؤية جديدة للعالم والحضارات البعيدة التي أصبح الاتصال بها سهل، ولكن أدى أيضا إلى انتشار الأمراض التي أهلكت السكان حيث لم تكن في السابق موجودة عند استكشاف أوراسيا وأفريقيا وإلى الاستعباد والاستغلال والغزو العسكري والهيمنة الاقتصادية من قبل أوروبا ومستعمراتها على السكان الأصليين. كما سمحت الاستكشافات الأوروبية بتوسيع المسيحية في جميع أنحاء العالم: مع انتشار النشاط التبشيري، وأصبحت في نهاية المطاف حينها أكبر ديانة في العالم.
شكل التقدم التقني والفكري في عصر النهضة البذرة التي بدأت عصر الاستكشاف. وقد شمل هذا التقدم علوما مختلفة كعلم الخرائط والملاحة والتطورات في بناء السفن والتي كان أهمها اختراع السفن الكبيرة والتي جمعت التصميم العربي والأوروبي للسفن مما جعل الإبحار خارج البحر المتوسط آمنا. يضاف إلى ذلك رغبة العديد في أوروبا لإيجاد طريق بديل للذهاب إلى آسيا عن طريق الغرب.

## مفهوم الاكتشاف
يحتاج مفهوم الاكتشاف إلى تفحص دقيق، خصوصًا إذا ما أخذنا بعين الاعتبار تاريخ أصل هذا المصطلح وفقًا لهذا التحقيب. وُجد مصطلح «عصر الاكتشاف» في الأدب التاريخي، ولا يزال قيد الاستخدام. يدعي جاي. إتش. باري، وهو مَنْ اختار «عصر الاستطلاع» ليكون مصطلحًا بديلًا، أن هذه الفترة لم تشهد اكتشاف الأوروبيين مناطق مجهولة سابقًا فحسب، بل أدت أيضًا إلى اتساع المعرفة الجغرافية والعلم القائم على الدليل التجريبي. يقول باري أن تلك الفترة «شهدت أول انتصارات في البحث أو الكشف التجريبي على الحجة، وبدايات الارتباط الوثيق بين العلم والتقنية والعمل اليومي الذي يشكّل سمة جوهرية للعالم الغربي الحديث». يستشهد أنثوني باغدن بعبارة من المؤرخ إدموندو أوغورمان «شكّلت أحداث أكتوبر 1492» اكتشافًا «جديدًا لكافة الأوروبيين. اكتشاف شيء لم يملكوا أدنى فكرة عن وجوده مسبقًا، والآن بات ظاهرًا أمامهم». يزيد أوغورمان على ما سبق قائلًا إن الاتصال المادي والجغرافي مع تلك الأراضي الجديدة لم يحمل الأهمية ذاتها موازنة بمساعي الأوروبيين لإدراج هذه المعرفة الجديدة ضمن منظور رؤيتهم العالمية، أو ما يُطلق عليه أوغورمان «كشف أمريكا». يفحص باغدن أصول المصطلحين «اكتشاف» و«كشف» بعناية. اشُتقت كلمة ديسكوفري أو Discovery بالإنجليزية، ومثيلاتها في اللغات الرومانسية، من ديسكو-أوبيريو disco-operio، والتي تعني ما يبدو أو التجلى أو العرض للنظر، في دلالة واضحة على أن ما اكتُشف كان موجودًا في السابق. استخدم قلة من الأوروبيين مصطلح «كشف» لوصف التقاء الأوروبيين بالسكان الأصليين، باستثناء رسام الخرائط الألماني مارتن فالدسميلر الذي كان أول مَنْ استخدم مصطلح «أمريكا» في خريطته. 
استند المبدأ القانوني المركزي لمذهب الاستكشاف، والأخير من مفاهيم القانون الدولي الذي أوضحته المحكمة العليا للولايات المتحدة ووضعته سنة 1823 إلى تأكيد حق القوى الأوروبية العظمى بالمطالبة بالأراضي التي وصلت إليها عبر الاكتشافات. استُخدمت فكرة «الاكتشاف» لفرض حق تلك الدول بالاستعمار وعصر الاكتشاف، لكن هذه الفكرة تعرضت لاعتراض شديد من طرف السكان الأصليين والباحثين أيضًا. عارض الكثير من السكان الأصليين أساسًا مفهوم «اكتشاف» أرضهم والمطالب الاستعمارية التي رافقت هذا الاكتشاف، باعتبار أن ما حدث هو استعمار بالقوة ويلغي وجود السكان الأصليين.
أُطلق على تلك الفترة اسم بديل هو عصر الاستكشاف، لكنه خضع للتدقيق أيضًا بعد التفكّر في كيفية فهم واستخدام مصطلح استكشاف. ادُعي أن فهم المصطلح واستخدامه، كاستخدامه في العلوم عمومًا، يندرج تحت إطار الرحلات الاستعمارية والاضطهاد والاستغلال، ويُستخدم لوصف تلك الأمور أيضًا، جراء ربطه بمفاهيم أخرى كـ «الثغر» (مثلما جاء في فرضية الثغر [الإنجليزية]) وفكرة المصير الواضح، وصولًا إلى عصر استكشاف الفضاء المعاصر.
في المقابل، استُخدم مصطلح ومفهوم الاتصال، أي الاتصال الأول بين المجتمعات المعزولة عن بعضها، لإكساب عصر الاكتشاف والاستعمار طابعًا أكثر تفصيلًا يعبّر عن تجربة متبادلة، وأُطلق على تلك الفترة أسماء أخرى كعصر الاتصال أو فترة الاتصال.

## لمحة عامة
منذ 1418 بدأ البرتغاليون في استكشاف ساحل المحيط الأطلسي لأفريقيا بشكل منهجي وتسلسلي برعاية الأمير هنري الذي أشرف على تطوير سفينة جديدة أخف وزنا بكثير وسميت الكارافيل، حيث كان يمكن أن تبحر إلى مكان أبعد وأسرع، وقبل كل شيء كانت قادرة على المناورة ويمكن أن تبحر بالقرب من الريح أو في اتجاه الريح. وصل بارتولوميو دياز من خلال هذا الطريق إلى المحيط الهندي في 1488.
وفي سنة 1492 قام الملكان الكاثوليكيان لقشتالة وأرغون بتمويل خطة الجنوي كريستوفر كولومبوس للإبحار غرباً للوصل إلى جزر الهند عبر عبور المحيط الأطلسي. واجه كولومبوس قارة مجهولة من قبل معظم الأوروبيين (على الرغم من أنها قد استكشفها واستعمرها الإسكندنافيون مؤقتًا منذ 500 عام). وبعدها سُميت أمريكا على اسم أمريكو فسبوتشي وهو تاجر عمل لصالح البرتغال. سرعان ما طالبت البرتغال بهذه الأراضي بموجب شروط معاهدة ألكاسوفاس، لكن قشتالة تمكنت من إقناع البابا إسكندر السادس الذي كان هو نفسه قشتاليًا بإصدار أربعة مراسيم بابوية [الإنجليزية] لتقسيم العالم إلى منطقتين للاستكشاف، حيث تتمتع كل مملكة بحقوق حصرية في المطالبة بالأراضي المكتشفة حديثًا. تم تعديلها بموجب معاهدة تورديسيلاس التي صدق عليها البابا يوليوس الثاني.
| أهم الإكتشافات/ الوصول                      | المستكشف               | السنة | الداعم                       |
| ------------------------------------------- | ---------------------- | ----- | ---------------------------- |
| نهر الكونغو                                 | ديوغو كاو              | 1482  | جواو الثاني                  |
| رأس الرجاء الصالح المحيط الهندي             | دياز                   | 1488  | جواو الثاني                  |
| الهند الغربية                               | كولومبوس               | 1492  | فرناندو وإيزابيلا            |
| الهند                                       | فاسكو دا غاما          | 1498  | مانويل الأول                 |
| البرازيل                                    | كابرال                 | 1500  | مانويل الأول                 |
| جزر التوابل وأسترالاسيا (غرب المحيط الهادئ) | ألبوكيرك وآبرو وسيراو  | 1512  | مانويل الأول                 |
| المحيط الهادئ                               | فاسكو نونييث دي بالبوا | 1513  | فرناندو الثاني               |
| مضيق ماجلان                                 | ماجلان                 | 1520  | شارلكان                      |
| الفلبين                                     | ماجلان                 | 1521  | شارلكان                      |
| الدوران حول الأرض                           | ماجلان وإلكانو         | 1522  | شارلكان                      |
| أستراليا                                    | وليام جانزون           | 1606  | شركة الهند الشرقية الهولندية |
| نيوزيلندا                                   | أبل تاسمان             | 1642  | شركة الهند الشرقية الهولندية |
| الجزر القريبة من القطب الجنوبي              | جيمس كوك               | 1773  | جورج الثالث                  |
| هاواي                                       | جيمس كوك               | 1778  | جورج الثالث                  |

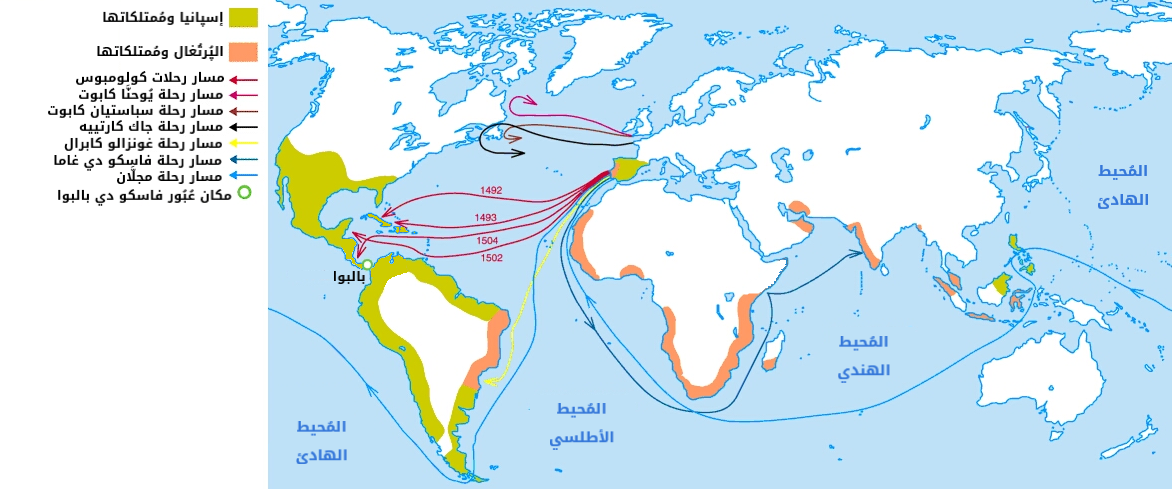
خريطة بالرحلات الرئيسة لعصر الاستكشاف. انظر التفاصيل في الجدول أدناه:

وصلت بعثة برتغالية بقيادة فاسكو دا غاما إلى الهند عن طريق الإبحار في جميع أنحاء أفريقيا، وفتح التجارة المباشرة مع آسيا في سنة 1498. في الوقت الذي كانت تُرسل فيه أساطيل استكشافية أخرى إلى شمال أمريكا الجنوبية، كانت أساطيل الهند البرتغالية [الإنجليزية] في الأعوام التالية قد توسعت إلى طريق المحيط الشرقي والذي يصل أحيانًا أمريكا الجنوبية وبهذه الطريقة تم فتح دائرة من العالم الجديد إلى آسيا (بدءًا من عام 1500 في ظل قيادة بيدرو ألفاريز كابرال) وبالتالي تم استكشاف الجزر في جنوب المحيط الأطلسي والمحيط الهندي الجنوبي. سرعان ما أبحر البرتغاليون بعد ذلك شرقاً إلى جزر التوابل المهمة سنة 1512، ووصلوا الصين بعدها بعام، لم يصلوا إلى اليابان إلا في 1543. وفي سنة 1513 عبر الإسباني فاسكو نونييث دي بالبوا برزخ بنما ووصل إلى «البحر الآخر» من العالم الجديد. وبالتالي تلقت أوروبا لأول مرة أنباء عن شرق وغرب المحيط الهادئ خلال عام واحد، وكان سنة 1512. وفي 1522 سرعان ما تداخلت الاستكشافات بين الشرق والغرب وكان ذلك حينما أتمت بعثة قشتالية (إسبانية) بقيادة المستكشف البرتغالي فرناندو ماجلان ومعه المستكشف الأسباني خوان سباستيان إلكانو، والتي أبحرت غرباً لتكون أول طواف حول العالم، في حين وصل الكونكيستدور (الغزاة الإسبان) المناطق الداخلية من الأمريكتين، وبعدها وصلوا إلى بعض جزر جنوب المحيط الهادئ. كان الهدف الرئيسي من هذه الرحلة هو تعطيل التجارة البرتغالية في الشرق.
وبدءًا من سنة 1495 دخل الفرنسيون والإنجليز والهولنديون في سباق الاستكشافات بعد أن تعلموا تلك الاستثمارات، ليتحدوا الاحتكار الأيبيري للتجارة البحرية من خلال البحث عن طرق جديدة. بدأو من خلال الحملتين الإنجليزية والفرنسية الأولى بالإبحار إلى السواحل الغربية لأمريكا الشمالية والجنوبية (بدأ جون كابوت الرحلة الاستكشافية الأولى سنة 1497 إلى الشمال لصالح إنجلترا، تلاها الحملات الفرنسية إلى أمريكا الجنوبية وبعدها إلى أمريكا الشمالية) من ثم إلى المحيط الهادئ حول أمريكا الجنوبية. ولتتبعهم طرق البرتغاليين حول أفريقيا في المحيط الهندي اكتشفوا أستراليا سنة 1606 ثم نيوزيلندا سنة 1642 وهاواي سنة 1778. في الوقت نفسه بدأت الحملات الروسية، فاستولوا على سيبيريا بأكملها تقريباً بين 1580 - 1640، وثم ألاسكا في عقد 1730.

## خلفية
انظر أيضًا: خرائط العالم المبكر والتسلسل الزمني للاستكشاف الأوروبي لآسيا

### صعود التجارة الأوروبية
أدى سقوط روما إلى قطع سبل التواصل بين أوروبا وبلاد الشرق البعيدة. كانت أوروبا المسيحية متخلفة مقارنة بالمسلمين الذي استطاعوا غزو مساحات كبيرة من الأراضي في الشرق الأوسط وشمال أفريقيا، وضمّها بسرعة إلى الخلافة الإسلامية. لم تحقق الحملات الصليبية لاستعادة الأرض المقدسة نجاحًا عسكريًا، لكنها ساهمت في تعرّف أوروبا على الشرق الأوسط والبضائع الثمينة التي كانت تُباع أو تُصنع هناك. وبدءًا من القرن الثاني عشر تبدل اقتصاد أوروبا بسبب ربط طرق التجارة البحرية والنهرية، ما دفع بأوروبا إلى إنشاء شبكات تجارية.:345
قبل القرن 12 كانت العقبة الرئيسية أمام التجارة شرق مضيق جبل طارق الذي يفصل البحر الأبيض المتوسط عن المحيط الأطلسي، هي سيطرة المسلمين على مساحات شاسعة من الأراضي، ومنها شبه الجزيرة الأيبيرية والاحتكارات التجارية لدول المدن الإيطالية، وخاصة البندقية وجنوة. بدأ النمو الاقتصادي لإسبانيا بالازدهار بعد الاستيلاء على أجزاء من الأندلس فيما يعرف الآن بجنوب إسبانيا وحصار لشبونة سنة 1147م. ولقد ساعد تراجع قوة الدولة الفاطمية البحرية التي بدأت قبل الحملة الصليبية الأولى الجمهوريات البحرية الإيطالية، وخاصة البندقية وجنوة وبيزا على الهيمنة على التجارة في شرق البحر المتوسط، حتى أصبح التجار الإيطاليون أثرياء وذو تأثير سياسي. أدت تلك التغييرات التجارية في شرق المتوسط إلى تضاؤل القوة البحرية البيزنطية، خاصة بعد وفاة الإمبراطور مانويل كومنينوس في 1180، حيث أبرمت سلالته العديد من المعاهدات والامتيازات البارزة مع التجار الإيطاليين، مما سمح باستغلال الموانئ البيزنطية. وفي أواخر القرن 11 غزا النورمان إنجلترا وسمحوا بحرية التجارة في بحر الشمال. كانت حينها الرابطة الهانزية وهي اتحاد لنقابات تجارية وبلداتها في شمال ألمانيا على طول بحر الشمال وبحر البلطيق، عاملاً فعالاً في التنمية التجارية في المنطقة. وفي القرن 12 أنتجت منطقة فلاندرز وهينو وبرابنت أرقى أنواع المنسوجات في شمال أوروبا، مما شجع التًُجار من جنوة والبندقية على الإبحار مباشرة إليها.:316–38 وفي سنة 1277 قام نيكولوزو سبينولا بأول رحلة مباشرة مسجلة من جنوة إلى فلاندرز.:328

### التكنولوجيا: تصميم السفن والبوصلة

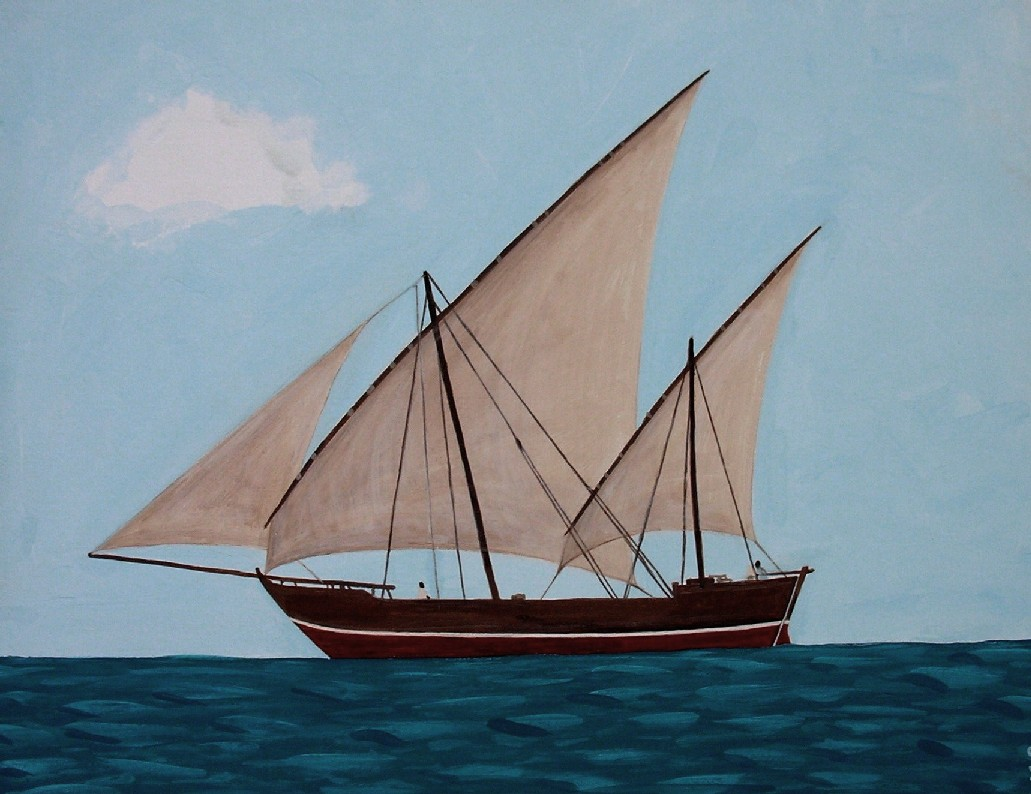
الكارافيل مع اثنين من منصات الشراع الراحل والأعمدة وشراع أمامي. اخترع البرتغاليون الكارافيل، فأصبحوا أكثر قدرة على المناورة، مما جعل لهم التأثير القوي في عصر الاستكشاف.

كانت التطورات التكنولوجية مُهمة لٍعصر الاستكشاف حيث تم اعتماد البوصلة المغناطيسية والتقدم في تصميم وصناعة السفن. اخترع الصينين البوصلة وكانت إضافة إلى الطريقة القديمة للملاحة والتي كانت تقوم على مشاهدات الشمس والنجوم. كانت تستخدم للملاحة في الصين بحلول القرن الحادي عشر ومن ثم اعتمدها التجار العرب في المحيط الهندي. انتشرت البوصلة ووصلت أوروبا في أواخر القرن الثاني عشر أو أوائل القرن الثالث عشر. وفي عام 1232، تم ذكر استخدام البوصلة للملاحة في المحيط الهندي لأول مرة. استخدم الأوروبيون بوصلة «جافة»، مع إبرة محورية. وكانت أيضًا خريطة البوصلة تُعد اختراعًا أوروبيأ.
لم يتم تسجيل أصل اسم سفينة جنك ريغ (junk rig) مباشرةً، ولكن تم نسب هذا الاسم إلى سفينة من تصميم جنك الصيني التقليدي، حيث كان تجهيز السفينة قيد الاستخدام عندما وجدها الأوروبيون لأول مرة. ينسب جونستون هذا النوع من الاختراع البحري إلى شعب الملايو الذين يُدعون (Nusantaran)، حيث يتضح أنهم اخترعوا بشكل مستقل هذه السفن الشراعية المصنوعة من الحصير المنسوج والمعزز بالخيزران وكان ذلك على الأقل قبل الميلاد بعدة مئات من السنين. كذلك قاموا أيضًا بصنع موازين توازن بجانب هذا النوع من الشراع (أشرعة tanja). وبسبب اختراع هذه الأنواع من السفن البحرية، أصبح الإبحار حول الساحل الغربي لأفريقيا ممكنًا، وذلك نظرًا لقدرتها على الإبحار ضد الرياح. وعلى التوالي، ألهم هذا النوع من السفن الشراعية العرب الغربيين والبولينيزيين من شرقهم لتطوير السفن الشراعية مثل المخلب المتأخر والسلطعون أو ما يسمى بالإنجليزية (lateen and crab claw sail). قام الصينيون أيضًا بالعديد من التحسينات المهمة في تصميم السفن، مثل الدفة في مؤخرة السفينة والأعمدة المتعددة. أعطت هذه التحسينات قدرة أكبر على المناورة التجارية وسمحت للسفن بالإبحار في أي وقت من السنة. ما بين عام 1280و 1330، تم إنتاج هذه السفن ذات الطراز الجديد في الولايات الإيطالية، مما أدى إلى تعزيز التجارة والاتصال بين شمال وجنوب أوروبا. قام الجاويون ببناء سفينة تجارية للمحيطات تُدعى بو في بدايات القرن الأول الميلادي على الأقل. كان طولها أكثر من 50 مترًا وكان لها مساحة واسعة تمتد من 4 إلى 7 أمتار. كانت سفينة بو قادرة على حمل 700 شخص على متنها مع أكثر من 10000 من البضائع (أي ما يعادل 250-1000 طن حسب التفسيرات المختلفة). كانت سفينة بو مبنية بألواح متعددة لمقاومة العواصف، وكان لها 4 أشرعة بالإضافة إلى شراع احتياطي. وصل الجاويون عن طريقها بالفعل إلى غانا بحلول القرن الثامن. ازداد نمو السفن في الحجم، وتطلب عدد أقل من أطقم الملاحة كما أنها كانت قادرة على الإبحار لمسافات أطول دون توقف. نتيجة لذلك انخفضت تكاليف الشحن لمسافات طويلة بشكل كبير بحلول القرن الرابع عشر. ظلت سفينة الكوج شعبية تجاريًا بسبب انخفاض تكلفتها. كذلك نوع آخر من السفن يُسمى قادس وقد بقي يستخدم للتجارة.

### المعرفة الجغرافية والخرائط المبكرة

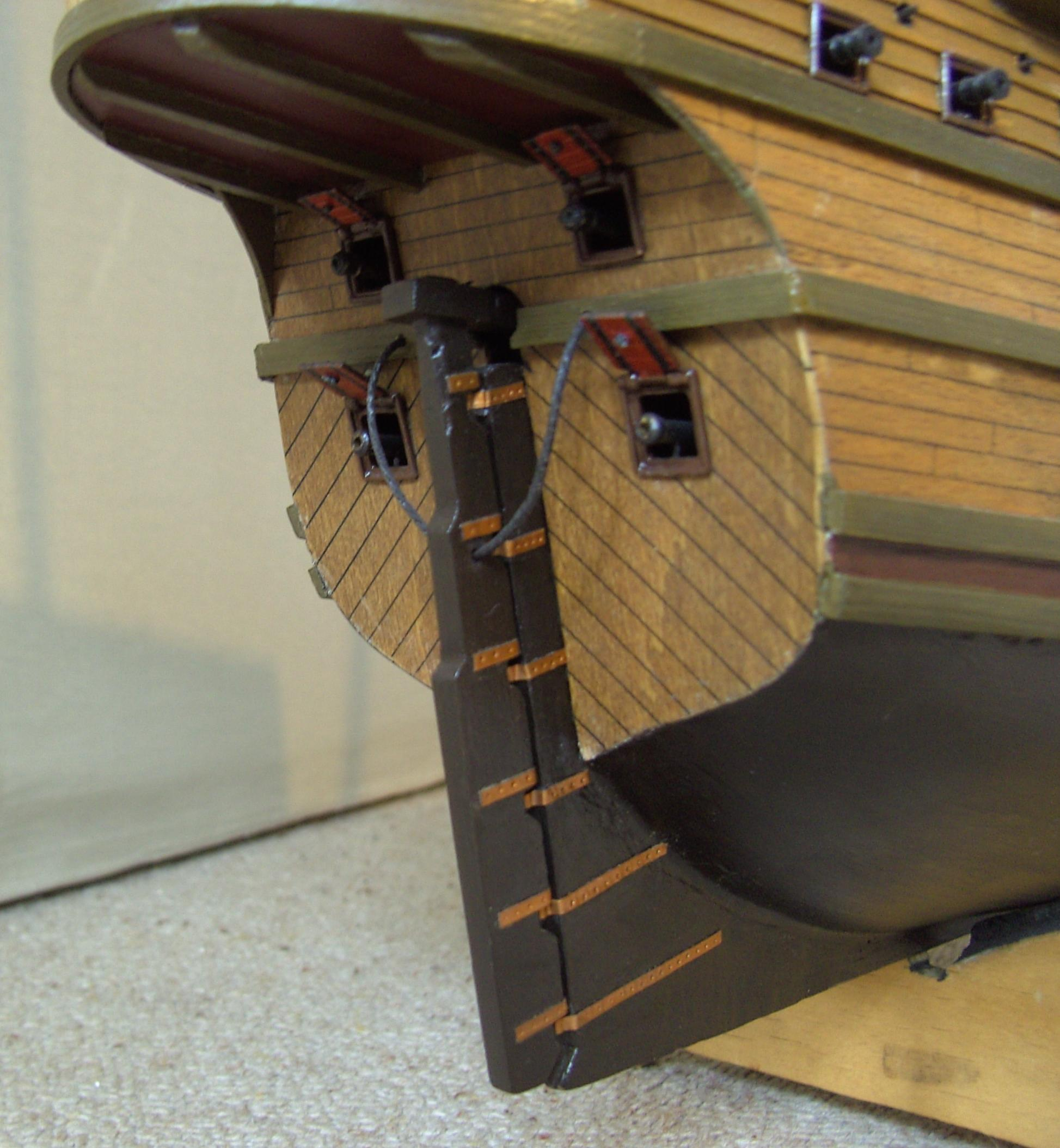
دفة المؤخرة من نوع محور ارتكاز المفصلة مع مسمارها للسفينة الحربية ألدر فو لوبيك من الرابطة الهانزية (1567–1581).

وصف كتاب الإبحار في البحر الأحمر أو الأرتيري (Periplus of the Erythraean Sea)، وهو دليل ملاحي يعود تاريخه إلى ما بين 40 و60 ميلادي، طريقًا اكتُشف حديثًا من البحر الأحمر يصل إلى الهند. احتوى السجل وصفًا لأسواقٍ في بلدات حول البحر الأحمر والخليج العربي والمحيط الهندي، بالإضافة إلى الساحل الشرقي لأفريقيا، وجاء في الوصف «في ما وراء تلك المناطق، ينعطف المحيط المجهول نحو الغرب، ويمر بمحاذاة مناطق إلى الجنوب من إثيوبيا وليبيا وأفريقيا، ثم يمتزج مع البحر الغربي (في إشارة على المحيط الأطلسي على الأرجح)». جاءت معرفة أوروبا الوسطى بآسيا شرق الإمبراطورية البيزنطية من خلال بعض التقارير الجزئية، والتي غالبًا ما تتخللها أساطير تعود إلى زمن غزوات الإسكندر المقدوني وخلفائه.
كانت شبكات تجار الرذينة [الإنجليزية] اليهود مصدرًا آخرًا للتعرف على الشرق -والرذينة هم تجار يهود استقروا في العالمين الإسلامي والمسيحي، وعملوا بالتنسيق مع بعضهم وفق شبكات التجارة التي كانت منتشرة حينها بين أوروبا والعالم الإسلامي، وتحديدًا خلال عصر الإمارات الصليبية.
وفي سنة 1154 وضع الجغرافي العربي الإدريسي وصفًا للعالم، وأنشأ أول خريطة ضمّنها في كتاب نزهة المشتاق في اختراق الآفاق الذي ألّفه للملك روجر الثاني ملك صقلية، بناءً على طلبه. كانت أفريقيا معروفة جزئيًا لدى المسيحيين والبحارة العرب وسكان البندقية وجنوة، لكن امتدادها الجنوبي كان مجهولًا تمامًا. ذكرت تقارير وجود صحراء أفريقية كبيرة، واقتصرت معرفة الأوروبيين على سواحل البحر المتوسط في القارة الأوروبية لأن الحاجز العربي في شمال أفريقيا أعاق استكشاف البر الداخلي. كانت المعرفة بسواحل أفريقيا على المحيط الأطلسي مجزأة ومشتقة أساسًا من الخرائط القديمة للإغريق والرومان القائمة أساسًا على المعلومات القرطاجية، وتشمل أيضًا زمن استكشاف موريتانيا على يد الرومان. وكان البحر الأحمر مجهولًا إلى حد كبير، ولم يتمكّن الأوروبيون من جمع معرفة بحرية دقيقة عنه إلا عن طريق الروابط التجارية للجمهوريات البحرية، وبالذات جمهورية البندقية.

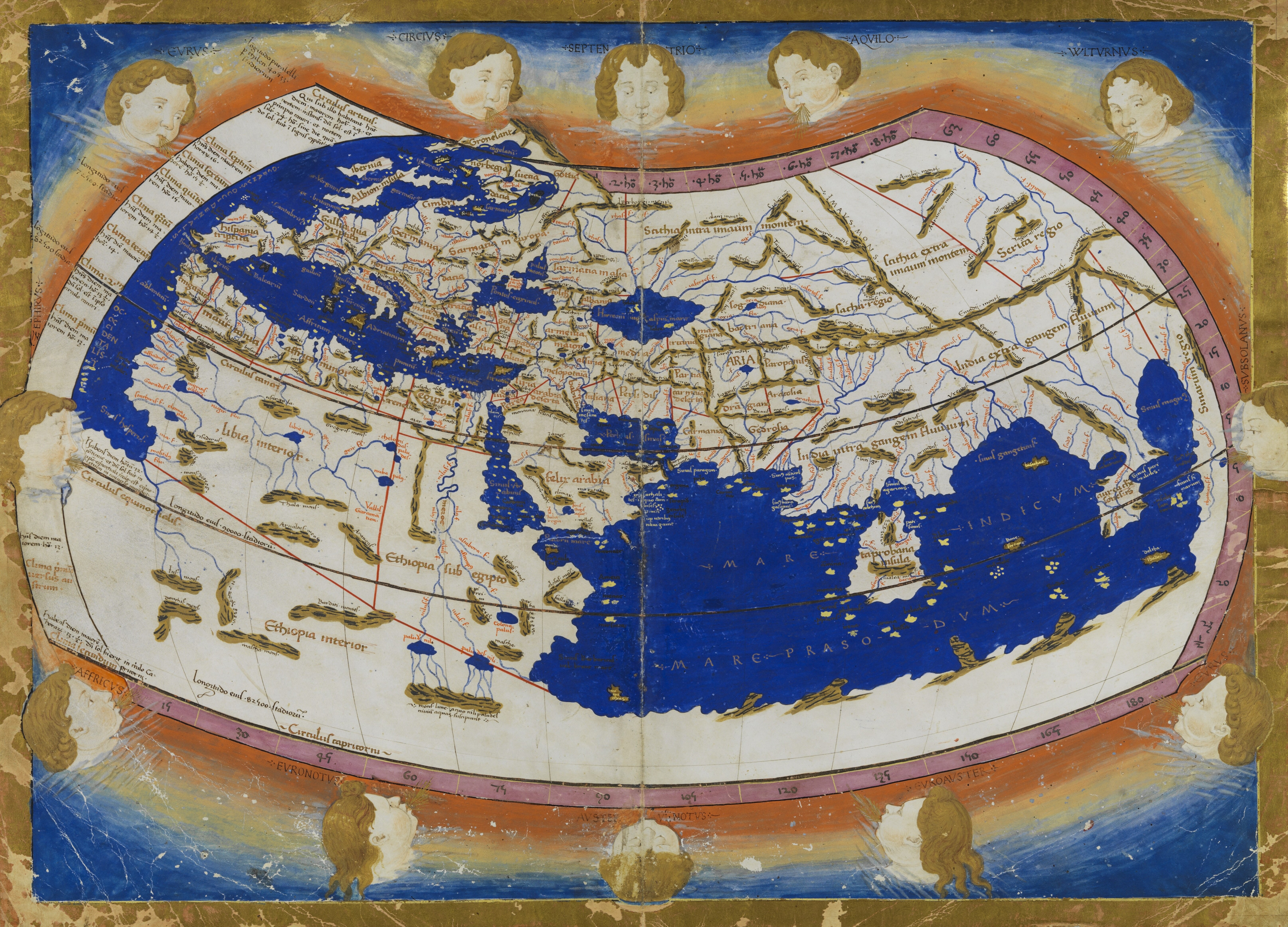
خريطة العالم لبطليموس (القرن 2 م) أعاد نيكولاس جرمانوس صياغتها في القرن 15.

كانت تجارة المحيط الهندي معروفة لدى التجار العرب الذين أبحروا عبرها. بين عامي 1405 و1421 رعى الإمبراطور يونغلي من سلالة مينغ الصينية سلسلة من البعثات البحرية عبر أسطول الخزينة الصينية، وتحت قيادة البحار تشنغ خه. زارت السفن شبه الجزيرة العربية وشرق أفريقيا والهند وجنوب شرق آسيا البحري وتايلاند، لكن الرحلات توقفت فجأة عقب وفاة الإمبراطور، وفق ما ذكره المترجم والرحالة المسلم ما خوا. تزامنًا مع اتباع سلالة مينغ الصينية سياسة هايجن الانعزالية، والتي اقتضت حظر الأنشطة البحرية وتقييد التجارة البحرية، لم ترسل الصين أي سفنٍ إضافية بعد وفاة الإمبراطور.
وحوالي سنة 1400 وصلت ترجمةٌ لاتينية لمعجم بطليموس المعروف باسم الجغرافية إلى إيطاليا قادمة من القسطنطينية. كان استكشاف تلك المعرفة الجغرافية الرومانية بمثابة اكتشاف جديد لرسم الخرائط والرؤية الكونية، على الرغم من أن تلك الخرائط عززت فكرة خاطئة مفادها أن المحيط الهندي حبيس اليابسة.

### الرحلات الأوروبية في العصور الوسطى (1241-1438)

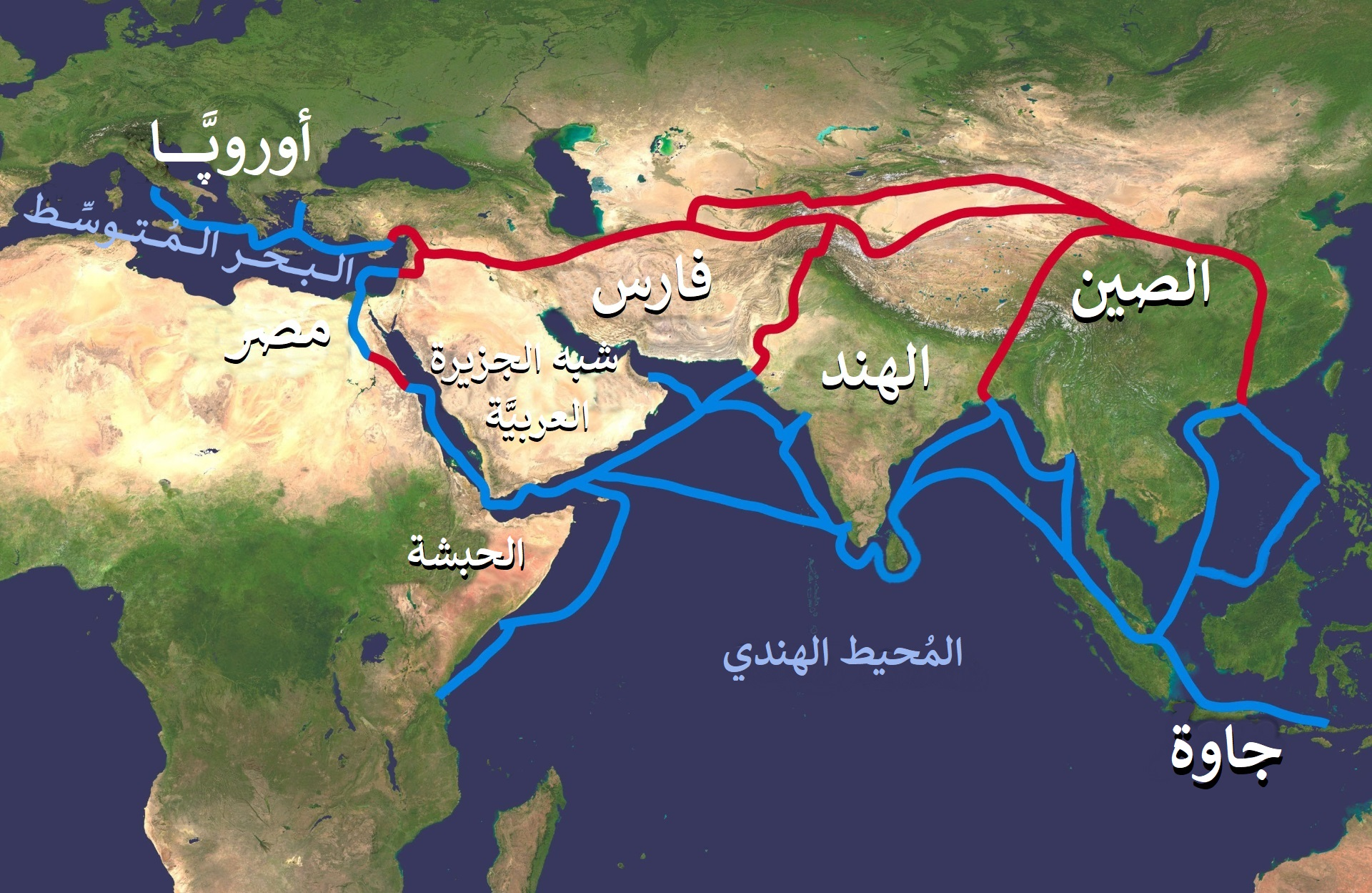
طريق الحرير وطرق تجارة التوابل الأخرى التي أغلقها العثمانيون أمام الأوروبيون سنة 1453 مما حفز الاستكشاف لإيجاد طرق بحرية بديلة

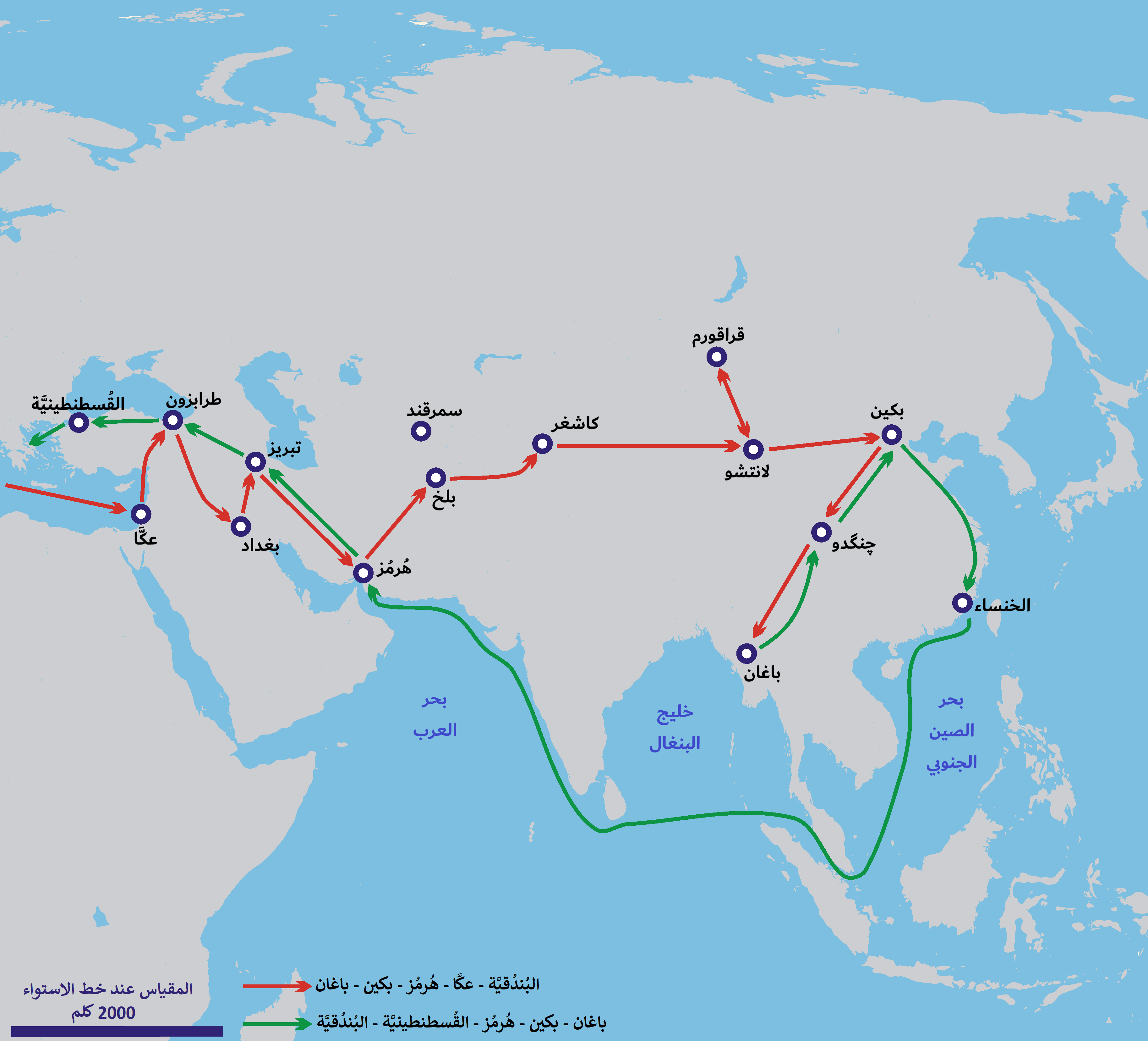
رحلات ماركو بولو (1271–1295)

أجرى الأوروبيون سلسلة من البعثات قبل عصر الاكتشاف، وعبروا أوراسيا برًا في أواخر العصور الوسطى. شكّل المغول تهديدًا لأوروبا، ولكنهم وحدوا أجزاءً كبيرة من أوراسيا، ومنذ سنة 1206 أتاح الاستقرار الناجم عن الهيمنة المغولية من إقامة طرق تجارة آمنة وخطوط اتصال امتدت من الشرق الأوسط إلى الصين. وتوالت استفادة الأوروبيين من ذلك لاستكشاف الشرق. كان معظمهم من الإيطاليين. هناك عدد من الروايات ذكرت عن تجار من شمال إفريقيا ومنطقة البحر الأبيض المتوسط كانوا يتاجرون في المحيط الهندي أواخر العصور الوسطى.
بدأت دول أوروبا المسيحية في إرسال سفاراتها إلى قراقورم أثناء غزوات المغول للشام. كان أول هؤلاء الرحالة جون كاربيني الذي أرسله البابا إنوسنت الرابع إلى الخان العظيم، فسافر إلى منغوليا وعاد في الفترة من 1241 إلى 1247. في نفس الوقت تقريبًا سافر الأمير الروسي ياروسلاف فسيفولودوفيتش ومن بعده أبناؤه ألكسندر نيفسكي وأندريه الثاني ملك فلاديمير إلى عاصمة المغول. وعلى الرغم من نتائجها السياسية القوية، إلا أن تلك الرحلات لم تدون بالتفصيل. أعقب ذلك رحلات أخرى لرحالة مثل الفرنسي أندريه دي لونجومو والفلمنكي ويليام من روبروك، الذين وصلوا إلى الصين عبر آسيا الوسطى. أملى ماركو بولو تاجر البندقية سردًا لرحلاته في جميع أنحاء آسيا من 1271 إلى 1295 في كتابه الرحلات، واصفًا كونه ضيفًا عند أسرة يوان في بلاط قوبلاي خان، وقد تمت قراءته في جميع أنحاء أوروبا.
وفي سنة 1291 أجرت جنوة أول محاولة لاستكشاف المحيط الأطلسي عندما أبحر الأخوان التجار فاندينو وأوغولينو فيفالدي [الإنجليزية] من جنوة بإثنين من القوادس لكنهما اختفيا قبالة الساحل المغربي، مما أثار مخاوف السفر عبر المحيط. وخلال الفترة من (1325 - 1354) سافر الرحالة ابن بطوطة من طنجة عابرًا شمال إفريقيا والصحراء وغرب إفريقيا وجنوب أوروبا وأوروبا الشرقية والقرن الأفريقي والشرق الأوسط وآسيا حتى وصل الصين. وبعد عودته سرد أخبار رحلته على محمد بن جزي الكلبي في مدينة فاس، وسماها تحفة النظار في غرائب الأمصار وعجائب الأسفار. وفي سنوات 1357 و 1371 اكتسب كتاب من أسفار مفترضة قام بتجميعها جون ماندفيل شعبية غير عادية. على الرغم من طبيعة القصص غير الموثوقة والخيالية في كثير من الأحيان، فقد تم استخدامها لتكون مرجعًا عن الشرق ومصر والشام بشكل عام، لتأكيد الاعتقاد القديم بأن القدس كانت مركز العالم.
بعد فترة من علاقات الدولة التيمورية مع أوروبا [الإنجليزية] نشر نيكولو دي كونتي في سنة 1439 وصفًا لأسفاره كونه تاجر مسلم إلى الهند وجنوب شرق آسيا، وفي الفترة 1466–1472 سافر التاجر الروسي أفاناسي نكيتين من تفير إلى الهند، حيث وصفها في كتابه رحلة ما وراء البحار الثلاثة.
لم يكن لتلك الرحلات البرية تأثير فوري يذكر. حيث انهارت إمبراطورية المغول بالسرعة التي تشكلت بها وسرعان ما أصبح الطريق إلى الشرق أكثر صعوبة وخطورة. كما منع الموت الأسود في القرن الرابع عشر السفر والتجارة. وأدى صعود الدولة العثمانية إلى الحد من إمكانيات التجارة البرية الأوروبية.

### البعثات الصينية (1405–1433)

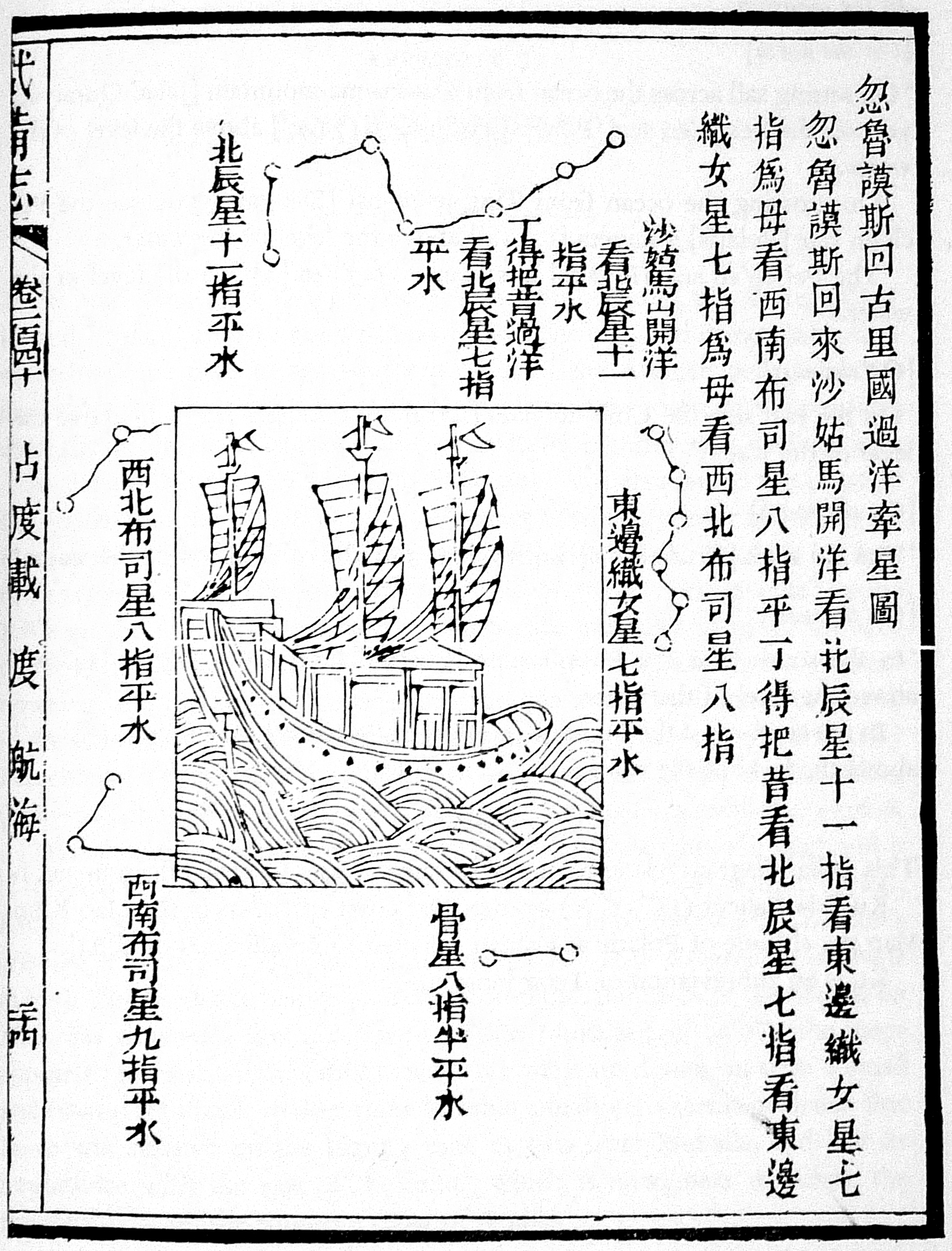
خريطة ماو كون ويُعتقد أنها استندت إلى رحلات تشنغ خه والتي تُظهر اتجاهات الإبحار بين موانئ جنوب شرق آسيا وحتى ماليندي. وو بي تشي (1628)

كان للصينيين صلات واسعة من خلال تجارتهم في آسيا، حيث أبحروا إلى شبه الجزيرة العربية وشرق إفريقيا ومصر منذ عهد أسرة تانغ (618-907 م). وخلال سنوات 1405 و 1421 رعى ثالث إمبراطور لأسرة مينغ يونغلي سلسلة من البعثات البعيدة إلى المحيط الهندي تحت قيادة الأدميرال تشنغ خه. على الرغم من أهميتها إلا أن تلك الرحلات لم تؤد إلى روابط دائمة مع أقاليم ما وراء البحار بسبب تطبيق سياسة الانعزالية في الصين، حيث أنهت الرحلات والمعرفة بها.
تم إعداد أسطول كبير من سفن الجنك الجديدة لهذه البعثات الدبلوماسية الدولية. أكبر سفن الجنك تلك - التي أطلق عليها الصينيون اسم باو تشوان (سفن الكنوز) - وبلغ قياسها 121 مترًا (400 قدمًا) من المقدمة إلى المؤخرة، وانضم إليها آلاف البحارة. تم إطلاق ما لا يقل عن سبع بعثات موثقة جيدًا، كل منها أكبر وأغلى من سابقتها، وقد غادرت الرحلة الأولى سنة 1405. زارت تلك الأساطيل شبه الجزيرة العربية وشرق إفريقيا والهند وأرخبيل الملايو وتايلاند (التي كانت تسمى في ذلك الوقت سيام)، وتبادلوا البضائع على طول الطريق. قدموا هدايا من الذهب والفضة والخزف والحرير. بالمقابل تلقوا هدايا مثل النعام والحمير الوحشية والجمال والعاج والزرافات. وبعد وفاة الإمبراطور يونغلي قاد تشنغ خه رحلته الأخيرة من نانكينغ سنة 1431 وعاد إلى بكين سنة 1433. ومن المحتمل جدًا أن تكون هذه الرحلة الأخيرة قد وصلت إلى مدغشقر. وكتب ما هوان عن تلك الأسفار، وهو مسافر مسلم ومترجم رافق تشنغ خه في ثلاث من الرحلات الاستكشافية السبع، وذكرها في كتاب أسماه ينغ يا شنغ لان (المسح الشامل لشواطئ المحيط) (1433).
كان لتلك البعثات تأثير كبير ودائم على تنظيم الشبكة البحرية، بإنشاء واستخدام قنوات ونقاط اتصال، وبالتالي إعادة هيكلة العلاقات والتبادل الثقافي الدولي. كانت مؤثرة بشكل خاص حيث لم تمارس أي دولة أخرى هيمنة بحرية على جميع قطاعات المحيط الهندي قبل تلك الرحلات. روج المينغ بنقاط اتصال بديلة لتكون إستراتيجية للهيمنة على الشبكة البحرية. على سبيل المثال: بسبب المساهمة الصينية نمت موانئ مثل ملقا (في جنوب شرق آسيا) وكوتشين (على ساحل مليبار) وماليندي (على الساحل السواحلي) لتكون بدائل رئيسية عن الموانئ الأخرى المهمة والراسخة. صعد أسطول مينغ التجاري من حدة التنافس بين الأنظمة السياسية والمنافسين، حيث سعى كل منهم إلى التحالف مع أسرة مينغ الصينية.
أدت الرحلات أيضًا إلى التكامل الاقليمي للمحيط الغربي وزيادة التنقل الدولي للأشخاص والأفكار والبضائع. كما وفرت منبر للخطابات العالمية جرت في أماكن مثل سفن أسطول مينغ التجاري وعواصم مملكة مينغ (نانجينغ وبكين) وحفلات الاستقبال التي نظمها بلاط مينغ للممثلين الأجانب. تجمعت مجموعات متنوعة من الناس من جميع أنحاء البلدان البحرية وتفاعلوا وسافروا معًا عندما أبحر أسطول كنز مينغ من وإلى مملكة مينغ الصينية. لأول مرة في تاريخها كانت المنطقة البحرية الممتدة من الصين إلى إفريقيا تحت سيطرة قوة إمبراطورية واحدة، وبالتالي سمحت بإنشاء فضاء أممي واحد.
بعد وفاة الإمبراطور يونغلي توقفت تلك الرحلات الطويلة، حيث قام خلفائه بتطبيق سياسة هايجن وهي سياسة انعزالية، وإن ظلت التجارة البحرية محدودة. ففقد الصينيون اهتمامهم بما أطلقوا عليه أراضي البربر وانتقلوا إلى الداخل، وشعر خلفاء يونغلي أن الحملات هي ضارة بالدولة الصينية؛ فأوقف الإمبراطور هونغ شي أي حملات استكشافية أخرى، وأخفى الإمبراطور شوان دو الكثير من المعلومات حول رحلات تشنغ خه.

## المحيط الأطلسي (1419-1507)

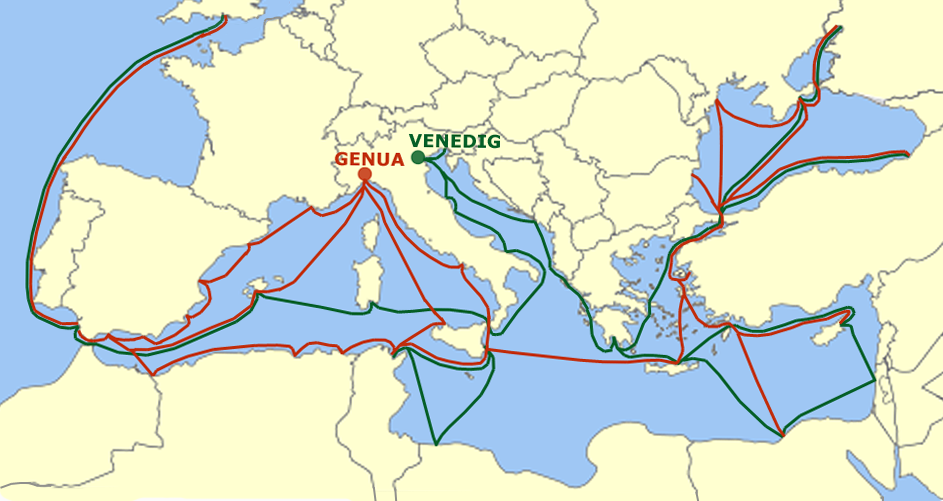
طرق التجارة البحرية لجنوة (أحمر) والبنادقة (أخضر) في البحر الأبيض المتوسط والبحر الأسود

احتكرت جمهورية البندقية والجمهوريات البحرية المجاورة التجارة الأوروبية مع الشرق الأوسط منذ القرن الثامن حتى القرن الخامس عشر. أغنت تجارة الحرير والتوابل التي شملت التوابل والبخور والأعشاب والعقاقير والأفيون الدول المدن المتوسطية غنًا شديدًا. كانت التوابل من أغلى المنتجات وأكثرها طلبًا في العصور الوسطى، إذ استُخدمت في طب العصور الوسطى والطقوس الدينية ومستحضرات التجميل والعطور وأيضًا كمضافات غذائية ومواد الحافظة. واستُوردت جميعها من آسيا وأفريقيا.
سيطر التجار المسلمون -معظمهم من البحارة العرب من اليمن وسلطنة عمان- على الطرق البحرية في جميع أنحاء المحيط الهندي، مستغلين مناطق المصدر في الشرق الأقصى، وشحنها إلى المراكز التجارية في الهند وخاصة في كاليكوت، ثم غربًا إلى هرمز في الخليج العربي (الخليج الفارسي) وجدة في البحر الأحمر. ومن هناك عبر الطرق البرية إلى سواحل البحر المتوسط. ثم يقوم تجار البندقية بتوزيع البضائع إلى أوروبا، وكان ذلك حتى صعود الدولة العثمانية وفي النهاية سقطت القسطنطينية سنة 1453، مما منع الأوروبيين من الطرق البحرية-البرية المشتركة المهمة حول بحر إيجه والبوسفور والبحر الأسود. حافظ الفينيسيون والجمهوريات البحرية الإيطالية الأخرى على وصول محدود لبعض البضائع الآسيوية، عبر تجارة جنوب شرق البحر الأبيض المتوسط، في موانئ مثل أنطاكية وعكا والإسكندرية.
تحول أهالي جنوة إلى تجارة القمح وزيت الزيتون في شمال إفريقيا (التي قُدرت أيضًا كمصدر للطاقة) وإلى البحث عن الفضة والذهب بعد إجبارهم على تقليص أنشطتهم في البحر الأسود، وبسبب حروبهم مع البندقية. كان لدى الأوروبيين عجز مستمر من الذهب والفضة، إذ كانت العملة النقدية تذهب في اتجاه واحد فقط: للخارج حيث تنفق على التجارة الشرقية التي أوقفت. استُنفدت العديد من المناجم الأوروبية، وأدت قلة السبائك إلى تطوير نظام مصرفي معقد لإدارة المخاطر في التجارة (تأسس أول مصرف حكومي بانكو دي سان جورجيو [الإنجليزية] في سنة 1407 في جنوة). أبحروا أيضًا إلى موانئ بروج (فلاندرز) وإنجلترا، وتأسست مجتمعات لأهالي جنوة في البرتغال التي استفادت من مشاريعهم وخبراتهم المالية.
كان أساس الإبحار الأوروبي قريبًا من الملاحة الساحلية، مسترشدًا بخرائط بورتولان. حددت تلك الخرائط طرقًا مثبتة للمحيطات تسترشد بالمعالم الساحلية: يغادر البحارة من نقطة معروفة، ويتبعوا اتجاه البوصلة، ثم يحاولوا تحديد موقعهم من خلال معالمها. استخدم الأوروبيون الغربيون البوصلة في أول استكشاف للمحيطات، واستفادوا من التقدم الجديد التدريجي في رسم الخرائط وعلم الفلك. استُخدمت الأدوات الملاحية العربية مثل الأسطرلاب والربع في الملاحة الفلكية.

### الاستكشافات البرتغالية

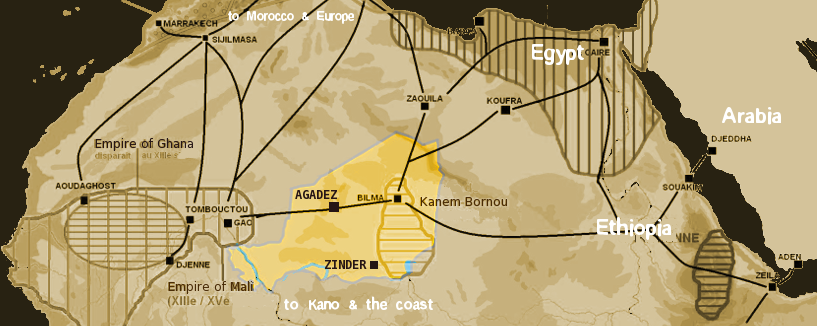
التجارة العابرة للصحراء الكبرى حوالي سنة 1400، مع إبراز النيجر الحديثة

اهتم دينيس ملك البرتغال شخصيًا بالصادرات في سنة 1297، ومع اكتمال استعادة الجزء البرتغالي خلال حروب الاستعادة، أبرم اتفاقًا مع التاجر البحار الجنوي مانويل بيسانيا (بيساينو) سنة 1317، حيث عينه الأدميرال الأول للقوات البحرية البرتغالية بهدف إنشاء وتقوية البحرية البرتغالية. أدى تفشي الطاعون الدبلي إلى انخفاض حاد في عدد السكان في النصف الثاني من القرن الرابع عشر: قدم البحر بدائل، فاستقر معظم السكان في مناطق الصيد والتجارة الساحلية. شجع أفونسو الرابع ملك البرتغال خلال حكمه (1325-1357) بالتجارة البحرية وأمر ببدء الاستكشافات. رغم أن جزر الكناري كانت معروفة لجنوة، إلا أن البرتغاليين ادعوا أنهم اكتشفوها رسميًا تحت رعاية البرتغاليين ولكن نازعتهم قشتالة عليها سنة 1344، مما أدى إلى توسيع خصومتهم نحو البحر.
في خطوة لضمان احتكار التجارة سعى الأوروبيون (بدءًا بالبرتغاليين) إلى إقامة نظام تجاري في البحر الأبيض المتوسط يعتمد على القوة العسكرية وممارسات الترهيب لتحويل التجارة لتمر عبر الموانئ الخاضعة لسيطرتهم، حيث يمكن فرض ضريبة عليها. وفي سنة 1415 احتل البرتغاليون سبتة للسيطرة على الملاحة في الساحل الأفريقي. تواجد الأمير الشاب هنري الملاح هناك وأصبح على اطلاع بإمكانيات الربح في طرق التجارة عبر الصحراء الكبرى. عبرت طرق تجارة العبيد والذهب التي تربط غرب أفريقيا مع البحر الأبيض المتوسط من خلال الصحراء الغربية لقرون عديدة، وخضعت لسيطرة المسلمين في شمال أفريقيا.
سعى هنري إلى معرفة مدى امتداد الأقاليم الإسلامية في أفريقيا، على أمل تجاوزها والتجارة مع غرب أفريقيا عن طريق البحر مباشرة، والعثور على حلفاء في الأراضي المسيحية الأسطورية إلى الجنوب مثل مملكة الكاهن يوحنا المسيحية المفقودة منذ زمن طويل، والتأكد من إمكانية الوصول إلى جزر الهند، المصدر المربح لتجارة التوابل عن طريق البحر. استثمر هنري في رعاية رحلات متوجهة إلى ساحل موريتانيا، وجمع العديد من التجار وملاك السفن وأصحاب المصلحة ممن يمتلكون اهتمامًا بالممرات البحرية الجديدة. سرعان ما اكتُشفت جزيرة ماديرا سنة 1419 وجزر الأزور سنة 1427 في المحيط الأطلسي. اكتُشفت تلك الجزر حصرًا عن طريق الرحلات التي سيرها الأمير هنري الملاح. قاد المستكشف البرتغالي جواو غونسالفيس زاركو البعثة بنفسه وأنشأ مستوطنات في جزيرة ماديرا.
لم يكن الأوروبيون آنذاك على علم بما يقع وراء كيب نون (رأس شونار) على الساحل الأفريقي، وما إذا كان من الممكن العودة بعد عبوره. حذرت الأساطير البحرية من الوحوش المحيطية أو من أقاصي الأرض، ولكن هنري الملاح تحدى تلك المعتقدات، فبدءًا من 1421 تغلبت المناورات البحرية المنتظمة على هذه المعتقدات ووصلت إلى رأس بوجادور الذي كان من الصعب الوصول إليه، إذ عبره أحد ملاحي الأمير هنري غيل إينيس سنة 1434.
في خطوة شكّلت تقدمًا هامًا، ابتُكرت الكارافيل في منتصف القرن 15، وهي سفن صغيرة قادرة على الإبحار باتجاه الريح أكثر من أي سفينة أخرى في أوروبا في ذلك الوقت. حيث تطورت من تصاميم سفن الصيد، وكانت الأولى التي أمكنها ترك الملاحة الساحلية والإبحار بأمان في المحيط الأطلسي المفتوح. فيما يتعلق بالملاحة الفلكية، استخدم البرتغاليون التقويم الفلكي والذي شهد انتشارًا ملحوظًا في القرن 15. التقويم الفلكي هو مخططات فلكية تحدد مواقع النجوم على مدى فترة زمنية معينة. وفي 1496 نشر الفلكي اليهودي والمنجم وعالم الرياضيات أبراهام زاكوتو روزنامة احتوت على جداول تستعرض حركات النجوم. أحدثت هذه الجداول ثورة في علم الملاحة، ومكّنت من حساب خط العرض. غير أن حساب خط الطول بدقة بقي أمرًا بعيد المنال، وكافح البحارة من أجل تحديده لعدة قرون. استمر الاستكشاف المنهجي أكثر من أي وقت مضى جنوبًا باستخدام الكارافيل، وتطور بمتوسط درجة واحدة في السنة. اكتُشفت السنغال وشبه جزيرة الرأس الأخضر في 1445 و1446، ووصل المستكشف ألفارو فرناندز برحلاته إلى سيراليون الحالية.
في عام 1453، شكّل فتح القسطنطينية على يد العثمانيين ضربة للعالم المسيحي والعلاقات التجارية الراسخة التي تربطه بالشرق. ففي سنة 1455 أصدر البابا نيقولا الخامس مرسوم الحبر الروماني البابوي الذي عزز مرسم دوم ديفرساس السابق، ومنح ملكية جميع الأراضي والبحار المكتشفة وراء رأس بوجادور إلى الملك أفونسو الخامس ملك البرتغال وخلفائه، فضلًا عن تشريع التجارة والغزو ضد المسلمين والوثنيين، وشرع في سياسة البحر المغلق في الأطلسي. أمر الملك الذي حصل على مشورة خبراء جنويين حول طريق بحري إلى الهند بإرسال بعثة لإحضار خريطة فرا ماورو [الإنجليزية] العالمية، التي وصلت لشبونة سنة 1459.
في سنة 1456 وصل ديوغو غوميز إلى أرخبيل الرأس الأخضر. وفي العقد التالي اكتشف العديد من القادة الذين عملوا في خدمة الأمير هنري –مثل الجنوي أنطونيو دا نولي والبندقي ألفيس كاداموستو– بقية الجزر التي احتُلت في القرن 15. وصلت الرحلات الاستكشافية إلى خليج غينيا في عقد 1460.

#### الاكتشافات البرتغالية بعد هنري الملاح

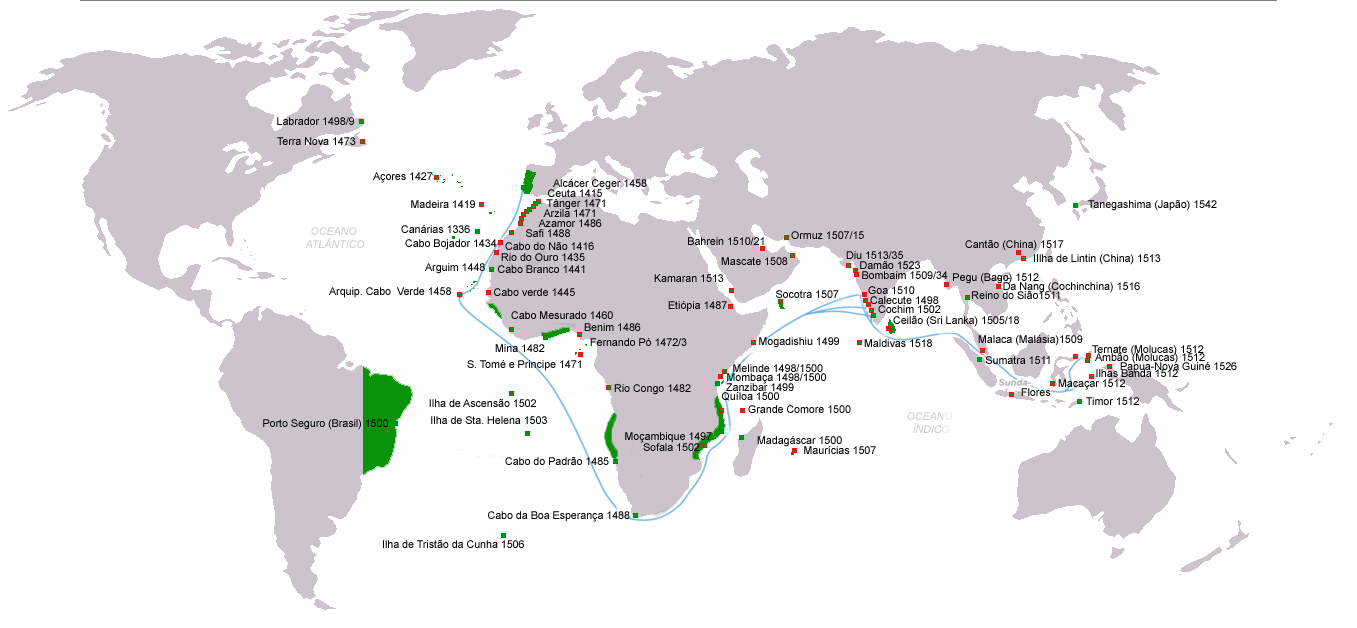
الاكتشافات البرتغالية 1415-1543؛ باللون الأخضر= في عهد جواو الثالث

وصل بيدرو دي سينترا إلى سيراليون في سنة 1460. وفي نوفمبر من ذات السنة توفي الأمير هنري، ونظرًا لضآلة العائدات عُمد إلى تاجر لشبونة فرناو غوميز في 1469 بالقيام برحلات الاستكشاف، ومُنح حق احتكار التجارة في خليج غينيا مقابل استكشاف 100 ميل (161 كيلومتر) كل عام لمدة خمسة سنوات. تمكّن المستكشفون جواو دي سانتاريم وبيرو إسكوبار ولوبو غونسالفيس وفرناو دو بو وبيدرو دي سينترا من تجاوز تلك الأهداف. وصلت البعثات الاستكشافية النصف الجنوبي من الكرة الأرضية وجزر خليج غينيا، مثل ساو تومي وبرينسيب وألمينا الواقعة على ساحل الذهب في 1471. (استخدم المستكشفون صليب الجنوب مرجعًا للملاحة الفلكية في النصف الجنوبي من الكرة). عُثر على ما أصبح يُعرف بساحل الذهب (غانا حاليًا) حيث نشطت تجارة الذهب الغريني بين السكان الأصليين والتجار العرب والبربر.
وفي سنة 1478 (خلال حرب الخلافة القشتالية) اندلعت معركة كبيرة بالقرب من ساحل ألمينا بين قوة قشتالية مسلحة قوامها 35 سفينة من الكارافيل وأسطول برتغالي من أجل السيطرة على تجارة غينيا (الذهب والعبيد والعاج وفلفل هال الذكر). انتهت الحرب بانتصار بحري برتغالي أعقبه اعتراف الملكيين الكاثوليك بالسيادة البرتغالية على معظم أراضي غرب أفريقيا المتنازع عليها في معاهدة ألكاسوفاس سنة 1479.
في سنة 1481 قرر الملك جواو الثاني المتوج حديثًا بناء مصنع ساو جورج دي ألمينا. وفي سنة 1482 اكتشف ديوغو كاو نهر الكونغو، ثم كيب كروس (ناميبيا الحديثة) في 1486.

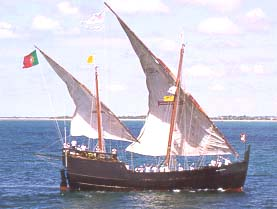
نسخة طبق الأصل من سفينة كارافيل ظهرت في منتصف القرن الخامس عشر لاستكشاف المحيطات

كان التقدم الهام التالي في 1488 عندما قام بارتولوميو دياز بالطواف حول الطرف الجنوبي من إفريقيا، والذي أطلق عليه اسم «رأس العواصف» (Cabo das Tormentas) حيث رسى في خليج موسيل، ثم أبحر شرقاً حتى مصب نهر جريت فيش. مما اثبت أن المحيط الهندي يمكن الوصول إليه من المحيط الأطلسي. في نفس الوقت أرسل بييرو دا كوفيلها الذي أرسل براً سراً إلى إثيوبيا بعد أن جمع معلومات مهمة عن البحر الأحمر وساحل كينيا، مما يشير إلى أن طريقًا بحريًا إلى جزر الهند سيكشف قريبًا. وسرعان ما أعاد الملك جواو الثاني ملك البرتغال تسمية الرأس باسم رأس الرجاء الصالح، بسبب التفاؤل الكبير باحتمال وجود طريق بحري إلى الهند، مما اثبت خطأ الرأي السائد منذ بطليموس أن المحيط الهندي هو بحر مغلق.
استنادًا إلى القصص اللاحقة للجزيرة الوهمية المعروفة باسم باكالاو والمنحوتات على صخرة دايتون [الإنجليزية]، تكهن البعض بأن المستكشف البرتغالي جواو فاز كورتريال اكتشف نيوفاوندلاند في سنة 1473، لكن المصادر التي استشهد بها المؤرخون اعتبروا أنها غير موثوقة وغير مقنعة.

### الاستكشافات الأسبانية: بلوغ كولومبوس الأمريكتين

رحلات كريستوفر كولومبوس الأربع 1492-1503

بدأت قشتالة منافس البرتغال، في بسط حكمها على جزر الكناري الواقعة قبالة الساحل الغربي لأفريقيا سنة 1402، لكنها أضحت مشتتة بسبب الصراع في السياسات الأيبيرية الداخلية، وصد محاولات الغزو والغارات الإسلامية خلال القرن الخامس عشر. ولكنها في أواخر القرن بعد توحيد تاجي قشتالة وأراغون، أصبحت إسبانيا الحديثة الناشئة ملتزمة تمامًا بالبحث عن طرق تجارية جديدة في الخارج. كان تاج أراغون حليفًا بحريًا مهمًا في البحر الأبيض المتوسط لسيطرته على مناطق في شرق إسبانيا وجنوب غرب فرنسا والجزر الرئيسية مثل صقلية ومالطا ومملكة نابولي وسردينيا مع ممتلكات البر الرئيسي حتى اليونان. وفي سنة 1492 غزا الملوك الكاثوليك مملكة غرناطة الأندلسية، التي كانت تزود قشتالة بالسلع الأفريقية من خلال الجزية. وقرروا تمويل رحلة كريستوفر كولومبوس على أمل تجاوز احتكار البرتغال للطرق البحرية لغرب إفريقيا للوصول إلى «جزر الهند» (شرق وجنوب آسيا) بالسفر غربًا. وقد قدم كولومبوس المشروع قبل ذلك مرتين إلى الملك جواو الثاني ملك البرتغال في 1485 و 1488 ولكنه رفض.
في مساء يوم 3 أغسطس 1492 غادر كولومبوس بالوس دي لا فرونتيرا بثلاث سفن. قرقور كبير وهو سانتا ماريا، الملقب بـ Gallega (الجاليكية)، واثنان من الكارافيل الأصغر وهما: بنتا وسانتا كلارا. أبحر كولومبوس في البداية إلى جزر الكناري، حيث أعاد تموين سفنه لما تبين له أنها رحلة تستمر خمسة أسابيع عبر المحيط، وعبر جزءًا من المحيط الأطلسي أصبح يُعرف باسم بحر سارجاسو.

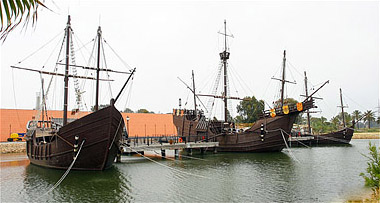
نسخ طبق الأصل من بنتا وسانتا كلارا وسانتا ماريا في بالوس دي لا فرونتيرا، إسبانيا

رأى البحارة اليابسة يوم 12 أكتوبر وكانت جزر البهاما. فأطلق كولومبوس على أول جزيرة رآها (لم يعرف بالضبط أي جزيرة هي) سان سلفادور، وكان يعتقد بأنها الهند الشرقية. استكشف كولومبوس أيضًا الساحل الشمالي الشرقي لكوبا (نزلها يوم 28 أكتوبر) والساحل الشمالي لهيسبانيولا يوم 5 ديسمبر. استقبله الزعيم الهندي الكاسيك غواكاناجاري الذي منحه الإذن بترك بعض رجاله خلفه. فترك كولومبوس 39 رجلاً وأسس مستوطنة لا نافيداد في ما يعرف الآن بهايتي. واختطف قبل أن يعود إلى إسبانيا ما بين عشرة إلى خمسة وعشرين مواطنًا وأخذهم معه. وصل سبعة أو ثمانية فقط من الهنود الأمريكيين إلى إسبانيا أحياء، لكن كان لهم تأثير كبير في إشبيلية.
وعند عودته أجبرته عاصفة على الرسو في لشبونة يوم 4 مارس 1493. وبعدها بأسبوع أبحر إلى إسبانيا. وفي 15 مارس 1493 وصل برشلونة، حيث أبلغ الملكة إيزابيلا والملك فرديناند. انتشر خبر اكتشافه للأراضي الجديدة بسرعة في جميع أنحاء أوروبا.
في البداية أصيب كولومبوس والمستكشفون الآخرون بخيبة أمل من اكتشافاتهم، فعلى عكس إفريقيا وآسيا لم يكن لدى سكان جزر الكاريبي سوى القليل للتجارة مع السفن القشتالية. وهكذا أصبحت الجزر محور جهود الاستعمار. لم يتم العثور على الثروة التي كانت تسعى إليها إلا بعد استكشاف القارة نفسها.

### معاهدة توردسيلاس (1494)

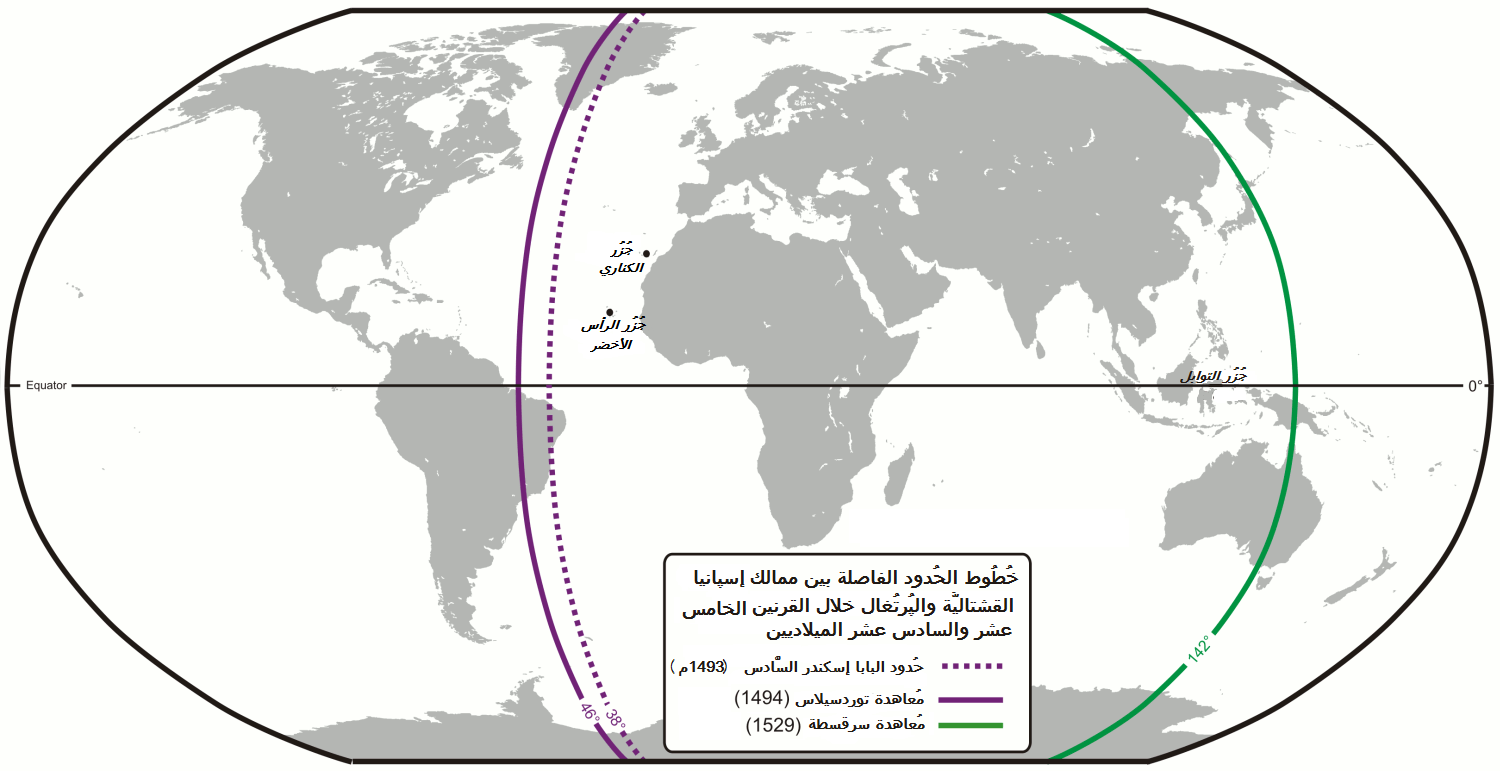
خط الطول لمعاهدة توردسيلاس 1494 (باللون الأرجواني) ولاحقًا جزر الملوك خط الزوال العكسي (الأخضر) كما نص عليها في معاهدة سرقسطة (1529)

بعد فترة وجيزة من عودة كولومبوس مما أطلق عليه لاحقًا «جزر الهند الغربية»، أصبح تقسيم النفوذ ضروريًا لتجنب الصراع بين الإسبان والبرتغاليين. ففي 4 مايو 1493، بعد شهرين من وصول كولومبوس، استلم الملوك الكاثوليك مرسوما بابويا (en:Inter caetera) من البابا ألكسندر السادس نص بأن جميع الأراضي الواقعة غرب وجنوب خط من القطب إلى القطب 100 فرسخ غرب وجنوب جزر الأزور أو جزر الرأس الأخضر يجب أن تنتمي إلى قشتالة، وبعد ذلك تنتمي جميع الأراضي الرئيسية والجزر إلى الهند. ولم يذكر المرسوم البرتغال التي لم تطالب بأراضي تم اكتشافها حديثًا شرق الخط.
لم يكن جواو الثاني ملك البرتغال مسرورًا بهذا التقسيم، وشعر أنه لم يُمنح سوى القليل جدًا من الأرض -مما يمنعه من الوصول إلى الهند- وهو هدفه الرئيسي. بدأ بالمفاوضة مباشرة مع الملكين فرديناند وإيزابيلا لتحريك الخط غربًا، والسماح له بالمطالبة بالأراضي المكتشفة حديثًا شرقه.
تم التوصل إلى اتفاق توردسيلاس في 1494 التي قسمت العالم بين القوتين. حصل البرتغاليون في تلك المعاهدة على كل شيء خارج أوروبا شرق خط الذي يبعد 370 فرسخًا غرب جزر الرأس الأخضر (وهي برتغالية) والجزر التي اكتشفها كريستوفر كولومبوس في رحلته الأولى (طالبت بها قشتالة)، والتي سميت في المعاهدة باسم سيبانغو وأنتيليا (كوبا وهيسبانيولا). منحهم ذلك السيطرة على إفريقيا وآسيا وشرق أمريكا الجنوبية (البرازيل). تلقى الأسبان (قشتالة) كل شيء غرب هذا الخط. في وقت المفاوضات قسمت المعاهدة العالم المعروف لجزر المحيط الأطلسي إلى النصف تقريبًا، وكان الخط الفاصل في منتصف الطريق تقريبًا بين الرأس الأخضر البرتغالي والاكتشافات الإسبانية في منطقة البحر الكاريبي.
واجه بيدرو ألفاريز كابرال في عام 1500 ما يُعرف الآن بالساحل البرازيلي، وكان يُعتقد بأنها جزيرة كبيرة. ونظرًا لأنه كان شرق الخط الفاصل، فقد طالب به للبرتغال واحترم الإسبان ذلك. أبحرت السفن البرتغالية غربًا إلى المحيط الأطلسي للحصول على رياح مواتية للرحلة إلى الهند، وهذا هو المكان الذي كان فيه كابرال متجهًا في رحلته، في ممر تم التفاوض بشأن المعاهدة لحمايته. شك البعض في أن البرتغاليين اكتشفوا البرازيل سراً قبلها، وهذا هو سبب تحركهم للخط شرقًا حيث وجده كابرال، لكن لا يوجد دليل موثوق على ذلك. ويشتبه آخرون في أن دوارتي باتشيكو بيريرا اكتشف البرازيل سراً سنة 1498 لكن هذا لا يعتبر موثوقًا من قبل المؤرخين الرئيسيين.
ثبت لاحقًا أن أراضي إسبانيا شملت مناطق شاسعة من البر القاري لأمريكا الشمالية والجنوبية، على الرغم من أن البرازيل الخاضعة للسيطرة البرتغالية توسعت عبر الخط، وكذلك مستوطنات القوى الأوروبية الأخرى التي تجاهلت المعاهدة.

### الأمريكتين: العالم الجديد

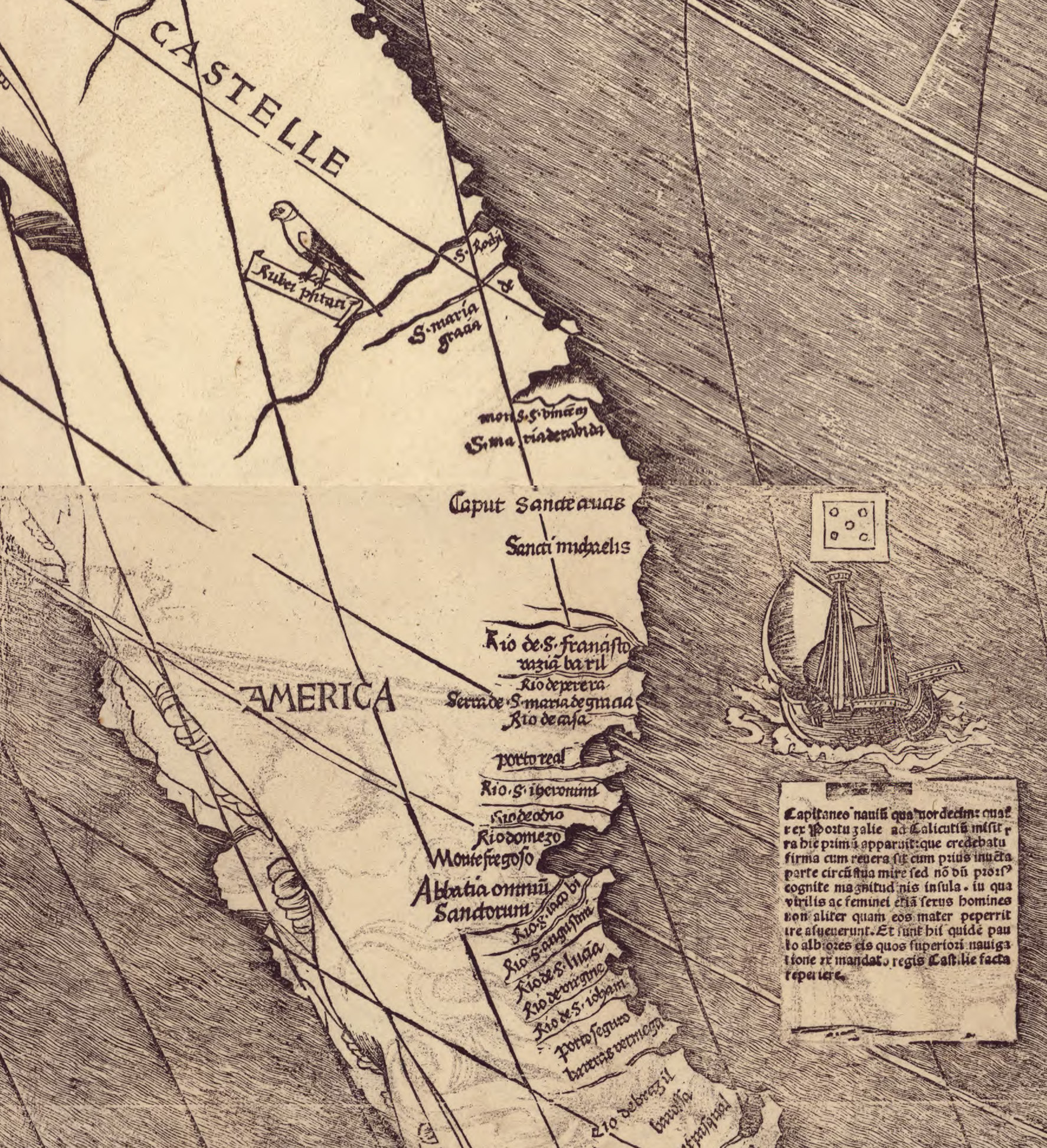
تفاصيل خريطة فالدسيمولير سنة 1507 وتُظهر اسم «أمريكا» لأول مرة.

لم ير الأوروبيون في الواقع إلا القليل جدًا من المنطقة المقسمة، حيث تم تقسيمها فقط من خلال تعريف جغرافي بدلاً من السيطرة على الأرض. حفزت رحلة كولومبوس الأولى في 1492 الاستكشاف البحري، واعتبارًا من 1497 بدأ عددًا من المستكشفين بالتوجه غربًا.

#### أمريكا الشمالية
في ذلك العام حصل جون كابوت وهو أيضًا إيطالي مفوض على خطابات براءة تمليك من الملك هنري السابع ملك إنجلترا. فأبحر من بريستول، وربما كان مدعومًا من جمعية التجار المغامرين المحلية، عبر كابوت المحيط الأطلسي من خط عرض شمالي على أمل أن تكون الرحلة إلى جزر الهند الغربية أقصر، ووصل اليابسة في مكان ما في أمريكا الشمالية، وربما كانت نيوفاوندلاند. وفي 1499 رخص ملك البرتغال جواو فرنانديز لافرادور للإبحار، فشاهد لأول مرة أراضي لابرادور التي منحت له وسُميته باسمه. بعد عودته من المحتمل أنه ذهب إلى بريستول للحصول على ترخيص استكشاف باسم إنجلترا. وفي الوقت نفسه بين 1499 و 1502 قام الأخوان غاسبار وميغيل كورتي ريال باستكشاف وتسمية سواحل جرينلاند ونيوفاوندلاند أيضًا. وتمت الإشارة إلى الاستكشافين في مسطح كانتينو لنصف الأرض سنة 1502.

#### جزر الهند الحقيقية والبرازيل
أرسل مانويل الأول ملك البرتغال المتوج حديثًا سنة 1497 أسطولًا استكشافيًا إلى الشرق، لتحقيق مشروع سلفه في إيجاد طريق إلى جزر الهند. وفي يوليو 1499 انتشرت أنباء تفيد أن البرتغاليين وصلوا إلى جزر الهند الحقيقية، حيث أرسل الملك البرتغالي رسالة إلى الملوك الكاثوليك الإسبان بعد يوم واحد من عودة الأسطول الشهيرة.
كانت الرحلة الاستكشافية الثالثة لكولومبوس في عام 1498 بداية أول استعمار قشتالي (إسباني) ناجح لجزر الهند الغربية على جزيرة هيسبانيولا. على الرغم من الشكوك المتزايدة رفض كولومبوس قبول فكرة عدم وصوله إلى جزر الهند. خلال الرحلة اكتشف مصب نهر أورينوكو على الساحل الشمالي لأمريكا الجنوبية (فنزويلا حاليًا) واعتقد أن الكمية الهائلة من المياه العذبة القادمة منه لا يمكن إلا أن تكون من كتلة برية قارية، وكان على يقين من أنها بر قارة آسيا.
مع نمو الشحن بين إشبيلية وجزر الهند الغربية، نمت المعرفة بجزر الكاريبي وأمريكا الوسطى والساحل الشمالي لأمريكا الجنوبية. وفي تلك الفترة وصل إسطول ألونسو دي أوخيدا وأمريكو فسبوتشي الإسباني في 1499-1500 إلى اليابسة لساحل ما يعرف الآن بغيانا، ثم انفصل المستكشفين في اتجاهين متعاكسين. فأبحر فسبوتشي جنوبًا واكتشف مصب نهر الأمازون في يوليو 1499، حيث وصل إلى 6 درجات جنوبًا إلى شمال شرق البرازيل الحالية قبل أن يستدير عائدًا.
في بداية 1500 خرج فيسنتي يانييز بينزون عن مساره بسبب عاصفة، ووصل إلى الساحل الشمالي الشرقي للبرازيل في 26 يناير 1500، مستكشفاً جنوباً مثل ولاية بيرنامبوكو الحالية. كان أسطوله هو أول إسطول يدخل مصب نهر الأمازون وأسماه (Río Santa María de la Mar Dulce) أو نهر سانت ماري في بحر المياه العذبة. لكن الأرض كانت بعيدة جدًا من أن يطالب بها القشتاليون بموجب معاهدة توردسيلاس، ومع ذلك فقد خلق الاكتشاف اهتمامًا قشتاليًا (إسبانيًا). فقام بينزون برحلة ثانية في 1508، وهي رحلة ساحلية استكشافية للساحل الشمالي من البر الرئيسي لأمريكا الوسطى بحثًا عن ممر إلى الشرق، ثم رحلة في 1515-1516 بواسطة ملاح من بعثة 1508، وهو خوان دياز دي سوليس. وتلك البعثة قد حفزتها تقارير الاستكشاف البرتغالي للمنطقة (انظر أدناه). انتهى الأمر عندما اختفى دي سوليس وبعض أفراد طاقمه عند استكشاف نهر ريو دي لا بلاتا في قارب، لكن ما وجده أعاد الاهتمام الإسباني، وبدأ الاستعمار سنة 1531.
في أبريل 1500 صادف أسطول الهند البرتغالي الثاني [الإنجليزية] برئاسة بيدرو ألفاريز كابرال مع طاقم من القباطنة الخبراء مثل بارتولوميو دياز ونيكولاو كويلو الساحل البرازيلي بعد انحرافهم غربًا في المحيط الأطلسي أثناء الانعطاف الكبير للرياح [الإنجليزية] لتجنب التوقف في خليج غينيا. وفي 21 أبريل 1500 شاهد جبل واسماه جبل باسكوال [الإنجليزية]، وفي 22 أبريل هبط كابرال على الساحل. وفي 25 أبريل أبحر الأسطول بأكمله إلى الميناء الذي أطلقوا عليه اسم بورتو سيجورو (الميناء الآمن). أدرك كابرال أن الأرض الجديدة تقع شرق خط توردسيلاس، فأرسل مبعوثًا برسائل عن اكتشافه إلى البرتغال، ومنها خطاب بييرو فاز دي كامينيا. معتقدًا أن الأرض هي جزيرة، وأطلق عليها اسم جزيرة الصليب الحقيقي [الإنجليزية] (Ilha de Vera Cruz). ويعتقد مؤرخين أن البرتغاليين ربما صادفوا الانحناء في أمريكا الجنوبية في وقت سابق أثناء الإبحار مع انعطاف البحر، ومن هنا جاء إصرار جواو الثاني على تحريك خط الغرب لتورديسيلاس في 1494 - لذلك قد لا يكون وصوله البرازيل عرضيًا؛ على الرغم من أن دافع جواو ربما كان زيادة فرصة المطالبة بأراضي جديدة في المحيط الأطلسي. ومن الساحل الشرقي انتقل الأسطول بعدها شرقاً لاستئناف الرحلة إلى الطرف الجنوبي لأفريقيا والهند. وبذا أضحى كابرال أول قائد يلمس أربع قارات، وقاد أول بعثة استكشافية ربطت ووحدت أوروبا مع إفريقيا والعالم الجديد وآسيا.
بدعوة من ملك البرتغال مانويل الأول ساهم أميريغو فسبوتشي ليكون مراقب في الرحلات الاستكشافية إلى الساحل الشرقي لأمريكا الجنوبية. (وأمريكو هو فلورنسي عمل في فرع مصرف ميديشي في إشبيلية منذ 1491، ونسق للرحلات الاستكشافية المحيطية وسافر مرتين إلى غيانا مع خوان دي لا كوسا في خدمة إسبانيا) أصبحت الرحلات الاستكشافية معروفة على نطاق واسع في أوروبا بعد نشر روايتين منسوبتين إليه بين 1502 و 1504 يعتقد بأن الأراضي المكتشفة حديثًا لم تكن جزر الهند بل عالم جديد، والعنوان اللاتيني لوثيقة معاصرة (Mundus novus) استندت إلى رسائل فسبوتشي إلى لورينزو دي ميديشي، والتي أصبحت شائعة في أوروبا. سرعان ما تم إدراك أن كولومبوس لم يصل إلى آسيا ولكنه وجد قارة جديدة الأمريكتين. تم تسمية الأمريكتين في 1507 من قبل رسامي الخرائط مارتن فالدسميلر وماتياس رينجمان على اسم أميريكو فسبوتشي.
في 1501-1502 أبحرت إحدى هذه الحملات البرتغالية بقيادة غونزالو كويلو (و / أو أندريه غونسالفيس أو غاسبار دي ليموس) جنوباً على طول ساحل أمريكا الجنوبية إلى خليج ريو دي جانيرو الحالي. وكتب أميريكو فسبوتشي في مذكراته أن البعثة وصلت إلى خط عرض «52° جنوبًا عن زاوية ارتفاع القطب الجنوبي»، في خطوط العرض الباردة لما هو الآن جنوب باتاغونيا (ربما بالقرب من المضيق) قبل عودتهم. وكتب فسبوتشي أنهم اتجهوا نحو الجنوب الغربي والجنوب، متبعين خط ساحلي طويل لا ينتهي (يتزامن على ما يبدو مع الساحل الجنوبي لأمريكا الجنوبية). يبدو هذا مثيرًا للجدل، لأنه غير جزءًا من وصفه في الرسالة التالية مشيرًا إلى انتقال من 32° جنوبا (جنوب البرازيل) إلى جنوب-جنوب شرق نحو البحر المفتوح؛ مع ذلك أكد أنهم وصلوا إلى 50° / 52° جنوبا (إذا كان ذلك بقراره الخاص أو من قبل رقباء الملك مانويل الذين اضطروا للضغط عليه لتغيير روايته، لأنه كشف الكثير إلى لورنزو دي ميديتشي وأمور غير معروفة في المجال العام).
في سنة 1503 قاد الملاح الفرنسي بينوت بولمير دي جونفيل متحديًا السياسة البرتغالية للبحر المغلق، إحدى أولى الرحلات الاستكشافية الفرنسية نورمان وبروتاني إلى البرازيل. كان ينوي الإبحار إلى جزر الهند الشرقية، ولكن انحرفت سفينته غربًا بالقرب من رأس الرجاء الصالح بسبب عاصفة، وهبطت في ولاية سانتا كاتارينا الحالية (جنوب البرازيل) في 5 يناير 1504.

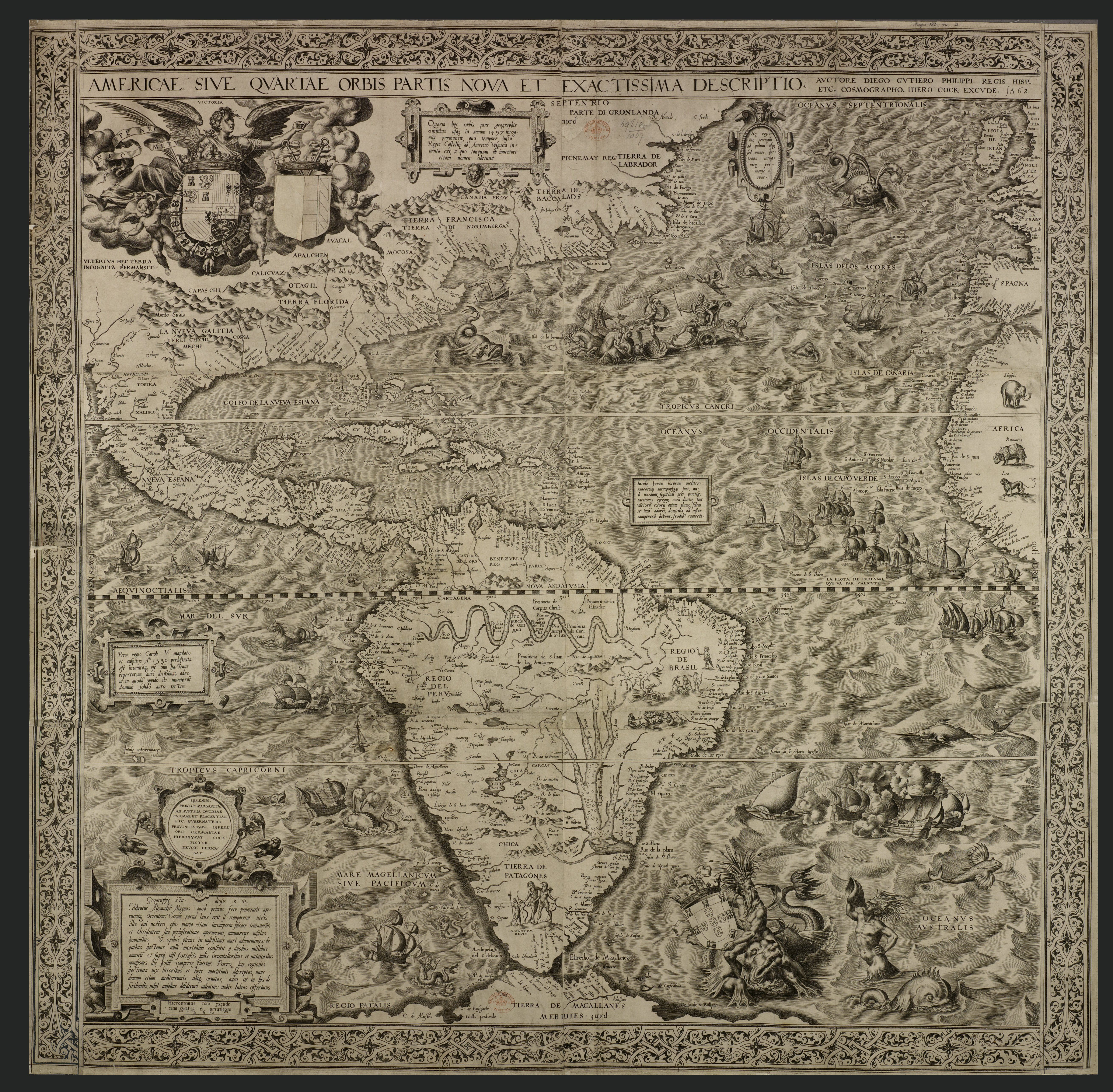
وصف جديد وأكثر دقة لأمريكا أو الجزء الرابع من العالم بيد دييغو جوتيريز، أكبر خريطة للأمريكتين حتى القرن السابع عشر وأول خريطة استخدمت اسم «كاليفورنيا». المكتبة البريطانية لندن.

خلال سنتي 1511-1512 وصل القبطانان البرتغاليان جواو دي ليسبوا وإستيفاو دي فرويس إلى مصب نهر ريو دي لا بلاتا في الأوروغواي والأرجنتين الحاليتين، وذهبوا جنوبا مثل خليج سان ماتياس الحالي عند °42 جنوبا (مسجل في Newen Zeytung auss Pressilandt وتعني "أخبار جديدة من أرض البرازيل). وصلت البعثة إلى رأس يمتد من الشمال إلى الجنوب وأطلقوا عليه اسم رأس "سانتا ماريا«(بونتا دل إيستي)؛ وبعد °40 جنوبا وجدوا» رأس«أو» نقطة أو مكان يمتد إلى البحر و «خليج» (في يونيو ويوليو). بعد أن أبحروا لما يقرب من 300 كـم (186 ميل) للدوران حول الرأس، شاهدوا القارة مرة أخرى على الجانب الآخر، وتوجهوا نحو الشمال الغربي، لكن عاصفة منعتهم من تحقيق أي تقدم. وبدفعهم بعيدًا عن طريق الترامونتان أو الرياح الشمالية تمكنوا من استعادة مسارهم. يقدم أيضًا الخبر الأول عن الملك الأبيض أو «شعب الجبال» إلى الداخل (إمبراطورية الإنكا) وهدية وهي فأس من الفضة، حصلوا عليها من سكان تشاروا الأصليين عند عودتهم («إلى الساحل أو الجانب البرازيلي») وإلى الغرب (على طول الساحل ومصب نهر ريو دي لا بلاتا) وعرضها على الملك مانويل الأول. ويعتقد كريستوفر دي هارو وهو فلمنكي من أصل سفاردي (أحد ممولي البعثة إلى جانب د.نونو مانويل) الذي خدم التاج الإسباني بعد 1516 أن الملاحين اكتشفوا مضيقًا جنوبيًا إلى الغرب نحو آسيا.
في 1519 قاد الملاح البرتغالي المتمرس فرديناند ماجلان رحلة استكشافية أرسلها التاج الإسباني لإيجاد طريق إلى آسيا. استكشف الأسطول الأنهار والخلجان أثناء رسمه لساحل أمريكا الجنوبية حتى وجد طريقًا إلى المحيط الهادئ عبر مضيق ماجلان.
في الفترة من 1524 إلى 1525 قاد أليكسو غارسيا المغامر البرتغالي (ربما كان من قدامى المحاربين في بعثة سوليس سنة 1516) رحلة استكشافية خاصة لعدد قليل من المغامرين القشتاليين والبرتغاليين ممن غرقت سفنهم، والتي جندت حوالي 2000 من هنود الغواراني. استكشفوا أراضي جنوب البرازيل الحالية وباراغواي وبوليفيا، باستخدام شبكات الطرق المحلية المسماة بيبيرو. كانوا أيضًا أول الأوروبيين الذين عبروا تشاكو ووصلوا إلى الحدود الخارجية لإمبراطورية الإنكا على سفوح جبال الأنديز بالقرب من سوكري.

## المحيط الهندي (1497–1513)

### طريق فاسكو دا غاما إلى الهند

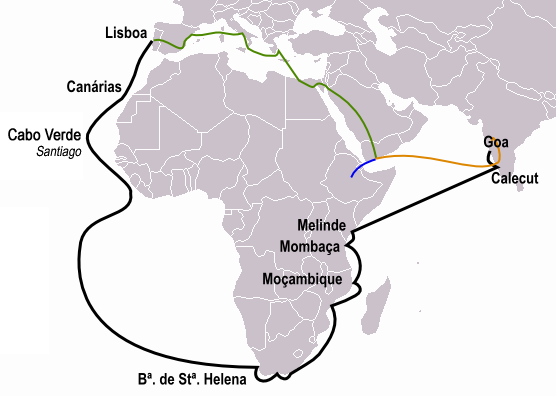
رحلة فاسكو دا غاما من 1497 إلى 1499 إلى الهند (أسود). والأسفار السابقة لبييرو دا كوفيلها (برتقالي) وأفونسو دي بايفا (أزرق)، وطريقهما المشترك (باللون الأخضر)

استمر استكشاف واستعمار البرتغاليين باتجاه الشرق المحمي من المنافسة الإسبانية المباشرة بموجب معاهدة تورديسيلاس على قدم وساق مرتين. في سنوات 1485 و 1488 رفضت البرتغال رسميًا فكرة الجنوي كريستوفر كولومبوس للوصول إلى الهند بالإبحار غربًا. ورفض خبراء الملك جواو الثاني ذلك، لأنهم رأوا أن تقدير كولومبوس لمسافة السفر البالغة 2,400 ميل (3,860 كـم) كان منخفضًا، وسبب ذلك يعود إلى أن بارتولوميو دياز غادر 1487 في محاولة للدوران حول الطرف الجنوبي لأفريقيا. فكانوا يعتقدون أن الإبحار شرقًا تطلب رحلة أقصر بكثير. أشارت عودة دياز من رأس الرجاء الصالح سنة 1488، وسفر بييرو دا كوفيلها إلى إثيوبيا برا إلى ثراء المحيط الهندي الذي يمكن الوصول إليه من المحيط الأطلسي. فتم تحضير رحلة استكشافية طال انتظارها.

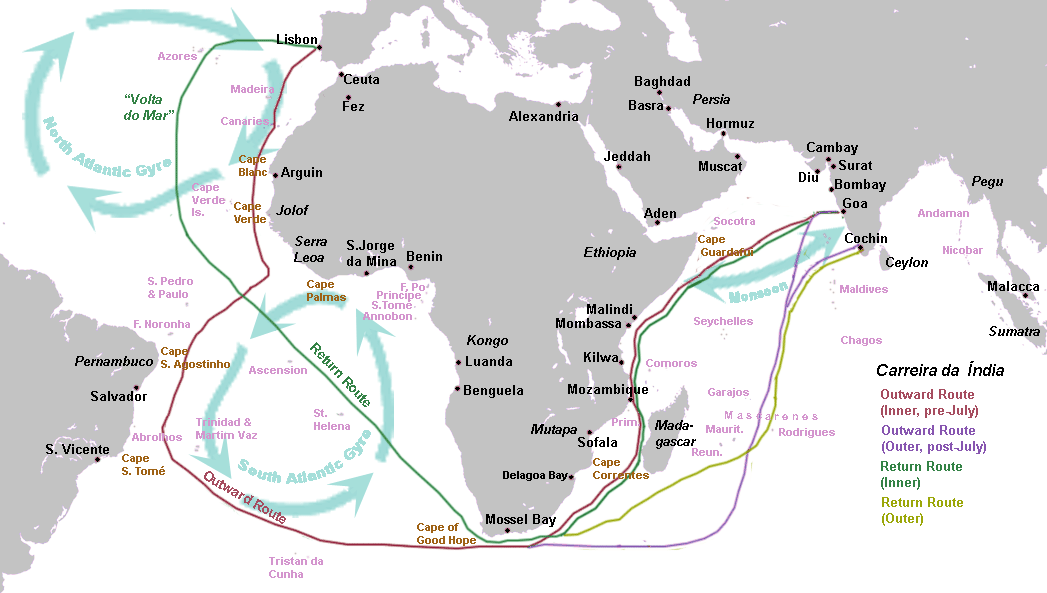
رحلات الذهاب والعودة لأساطيل الهند البرتغالية في المحيط الأطلسي والمحيط الهندي، مع تيارات شمال المحيط الأطلسي (وحركة الرياح) التقطها ملاحو هنري، والطريق الخارجي لجنوب المحيط الأطلسي الغربي الذي اكتشفه بارتولوميو دياز سنة 1488، واستكشفتها بعثات فاسكو دا جاما وبيدرو ألفاريز كابرال

تحت حكم الملك الجديد مانويل الأول ملك البرتغال غادر لشبونة أسطول استكشافي صغير مكون من أربع سفن وحوالي 170 رجلاً تحت قيادة فاسكو دا غاما في يوليو 1497. ثم مر الإسطول بنهر جريت فيش في ديسمبر - حيث عاد دياس - فأكمل في مياه غير معروفة لهم نحو المحيط الهندي، ودخل منطقة بحرية بها ثلاث مناطق تجارية مختلفة ومتطورة. فالطريق الأول الذي واجهه دا جاما متصل بمقديشو على الساحل الشرقي لأفريقيا؛ وعدن عند طرف شبه الجزيرة العربية ثم ميناء هرمز الفارسي. كامباي في شمال شرق الهند؛ وكاليكوت في جنوب شرق الهند. وفي 20 مايو 1498 وصلوا إلى كاليكوت. أعيقت جهود فاسكو دا جاما للحصول على ظروف تجارية مواتية بسبب انخفاض قيمة سلعهم مقارنة بالسلع القيمة المتداولة هناك. وبالنهاية عاد 55 رجلاً بفخر إلى البرتغال كونهم في أول سفن تبحر مباشرة من أوروبا إلى الهند.
وفي سنة 1500 خرج أسطول ثاني أكبر، يحتوي على ثلاثة عشر سفينة وحوالي 1500 رجل إلى الهند بقيادة بيدرو ألفاريس كابرال، قاموا بأول انزال على الساحل البرازيلي، مما أعطى البرتغال الحق بمطالبتها. في وقت لاحق في المحيط الهندي وصلت إحدى سفن كابرال إلى مدغشقر (1501) والتي تم استكشافها جزئيًا بواسطة تريستاو دا كونها سنة 1507؛ ثم وصل موريشيوس في 1507، واحتل سقطرى سنة 1506. وفي نفس العام هبط لورينسو دي ألميدا جزيرة سريلانكا الجزيرة الشرقية المسماة «تابروبان» في الروايات القديمة منذ الإسكندر الأكبر والجغرافي اليوناني ميغاستين في القرن الرابع قبل الميلاد. في البر الرئيسي الآسيوي تم إنشاء أولى المصانع (مراكز تجارية) في كوتشي وكاليكوت (1501) ثم غوا (1510).

### جزر التوابل والصين

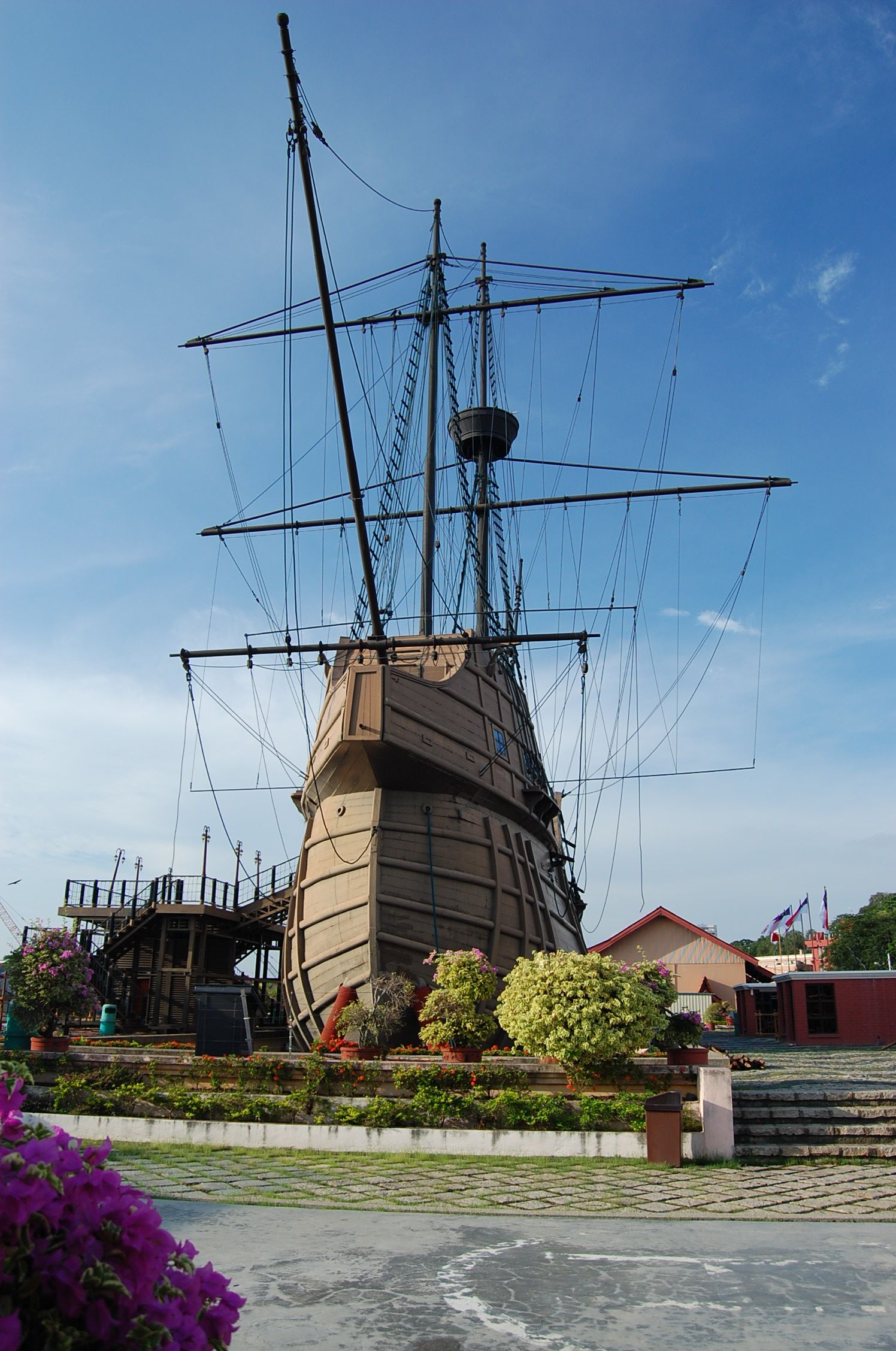
نسخة طبق الأصل من القرقور فلور دي لا مار موجود في المتحف البحري لملقا في ماليزيا.

استمر البرتغاليون في إبحارهم شرقاً من الهند، ودخلوا الدائرة الثانية الموجودة لتجارة المحيط الهندي: من كاليكوت وكويلون في الهند إلى جنوب شرق آسيا، ومنها ملقا وفلمبان. وفي 1511 احتل أفونسو دي ألبوكيرك ملقا للبرتغال، لتكون مركز التجارة الآسيوية. ثم أرسل إلى شرق ملقا عدة بعثات دبلوماسية: دوارتي فيرنانديز أول مبعوث أوروبي إلى مملكة سيام (تايلاند الحديثة).
ونما إلى علمه موقع ما سمي بجزر التوابل الذي كان سراً عن الأوروبيين، وهو موقع جزر الملوك، أو جزر باندا بالخصوص، وهو المصدر الوحيد في العالم لجوزة الطيب والقرنفل. فكان الوصول إلى تلك هو الهدف الرئيسي للرحلات البرتغالية في المحيط الهندي. أرسل ألبوكيرك رحلة استكشافية بقيادة أنطونيو دي آبرو إلى باندا (عبر جاوة وجزر سوندا الصغرى)، حيث كانوا أول أوروبيين وصلوا في بداية سنة 1512، بعد أن سلكوا طريقًا وصلوا من خلاله أيضًا إلى جزر بورو وأمبون وسيرام. عاد أبرو من باندا إلى ملقا في حين أن نائب القبطان فرانسيسكو سيراو انفصل مجبراً بعد تهشم سفينته واتجه شمالًا، فعاد مرة أخرى إلى أمبون، حيث غرقت السفينة قبالة تيرنات، حيث حصل على ترخيص لبناء مصنع حصن برتغالي: الحصن ساو جواو بابتيستا دي تيرنات، الذي أسس الوجود البرتغالي في أرخبيل الملايو.
في مايو 1513 وصل خورخي ألفاريس أحد المبعوثين البرتغال إلى الصين. على الرغم من أنه أول من هبط على جزيرة لينتين في دلتا نهر اللؤلؤة، إلا أن رافائيل بيريستريلو - ابن عم كريستوفر كولومبوس - هو أول مستكشف أوروبي هبط على الساحل الجنوبي للصين وتاجر في قوانغتشو سنة 1516، حيث قاد سفينة برتغالية ومعه طاقم جنك من مالاكان كانت قد أبحرت من ملقا. زار فيرناو بيريس دي أندرادي كانتون في 1517 وفتح التجارة مع الصين. هزم الصينيون البرتغاليين سنة 1521 في معركة تونمن [الإنجليزية] ومعركة زيكاوان [الإنجليزية] في السنة التالية، حيث استولى الصينيون على مدافع دوارة برتغالية تحمل بالمؤخرة وعكسوا هندسة التكنولوجيا، وأطلقوا عليها اسم «فولانغجي» 佛 郎 機 (مدافع الفرنجة)، حيث أطلق الصينيون على البرتغاليين اسم «فولانغجي». بعد بضعة عقود توقفت الأعمال العدائية بين البرتغاليين والصينيين. وفي سنة 1557 سمح الصينيون للبرتغاليين بأخذ ماكاو.
لفرض الاحتكار التجاري استولى أفونسو دي ألبوكيرك على مسقط وهرمز في الخليج العربي في 1507 و1515 على التوالي. كما دخل في علاقات دبلوماسية مع بلاد فارس. وفي 1513 أثناء محاولته غزو عدن، قامت رحلة استكشافية بقيادة ألبوكيرك بإبحار البحر الأحمر داخل باب المندب، حيث لجأ إلى جزيرة كمران. وفي 1521 غزت قوة بقيادة أنطونيو كوريا البحرين مستهلًا فترة حكم البرتغال لجزر الخليج لما يقرب من ثمانين عامًا. في البحر الأحمر كانت مصوع هي أقصى نقطة في الشمال يتردد عليها البرتغاليون حتى عام 1541 عندما توغل أسطول تحت قيادة استيفاو دا غاما حتى السويس.

## المحيط الهادئ (1513–1529)

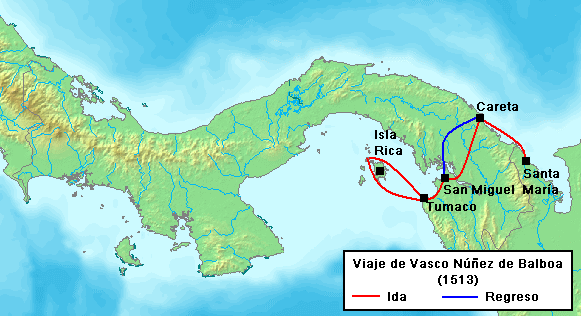
رحلة فاسكو نونييث دي بالبوا إلى «بحر الجنوب» 1513

### رحلة بالبوا إلى المحيط الهادئ
في 1513 سمع الإسباني فاسكو نونييث دي بالبوا وهو على بعد 40 ميل (64 كيلومتر) جنوب أكاندي في كولومبيا الحالية، أخبارًا غير متوقعة عن «بحر آخر» غني بالذهب، مما حظي باهتمام كبير له. ومع قلة الموارد وباستخدام المعلومات التي قدمها الكاسيك له، سافر عبر برزخ بنما مع 190 إسبانيًا وقليل من المرشدين المحليين مع مجموعة من الكلاب.
باستخدام سفينة شراعية صغيرة وعشرة زوارق محلية، أبحروا على طول الساحل ونزلوا اليابسة عدة مرات. وفي 6 سبتمبر تم تعزيز الحملة بـ 1000 رجل، حيث خاضوا عدة معارك ودخلوا غابات كثيفة وتسلقوا سلسلة الجبال على طول نهر تشوكوناك بحيث يمكن رؤية «البحر الآخر». مضى بالبوا نحو البحر، وقبل ظهر يوم 25 سبتمبر رأى في الأفق بحرًا غير مكتشف، ليصبح أول أوروبي يرى أو يصل إلى المحيط الهادئ من العالم الجديد. نزلت الحملة نحو الشاطئ في رحلة استكشافية قصيرة، وبذلك أصبحوا أول أوروبيين يبحرون في المحيط الهادئ قبالة ساحل العالم الجديد. بعد السفر لأكثر من 110 كـم (68 ميل)، أطلق بالبوا على الخليج الذي وصله اسم خليج سان ميغيل. وأطلق على البحر الجديد اسم Mar del Sur (بحر الجنوب) لأنهم سافروا جنوبا للوصول إليه. كان هدف بالبوا الرئيسي في الرحلة الاستكشافية هو البحث عن ممالك غنية بالذهب. تحقيقا لهذه الغاية، عبر أراضي الكاسيك إلى الجزر، وسمي أكبر جزيرة Isla Rica (جزيرة ريكا، المعروفة اليوم باسم Isla del Rey). قام بتسمية المجموعة بأكملها أرخبيل اللؤلؤ، والتي لا تزال بإسمها إلى اليوم.
في 1515-1516 أبحر أسطول إسباني بقيادة خوان دياز دي سوليس على الساحل الشرقي لأمريكا الجنوبية حتى ريو دي لا بلاتا والذي أسماه سوليس قبل وفاته أثناء محاولته العثور على ممر إلى «بحر الجنوب».

### طواف ماجلان حول العالم

طريق رحلة ماجلان-إلكانو في طوافهم حول العالم (1519–1522)

في إشبيلية سنة 1516 كان العديد من الملاحين البرتغاليين ممن لهم مشاكل مع الملك مانويل الأول ملك البرتغال قد قدموا لخدمة كارلوس الأول ملك إسبانيا المتوج حديثًا. ومن بينهم المستكشفون ديوغو ودوارتي باربوسا وإستيفاو غوميز وجواو سيراو وفرناندو ماجلان ورسامو الخرائط خورخي رينيل وديوقو ريبيرو وعلماء الفلك فرانسيسكو وروي فالييرو والتاجر الفلمنكي كريستوفر دي هارو. فماجلان كان يبحر إلى الهند لخدمة البرتغال حتى 1513، عندما وصل إلى جزر الملوك، فكان على اتصال بفرانسيسكو سيراو الذي يعيش هناك. وقد طور نظرية تقول بأن الجزر هي داخل منطقة تورديسيلاس الإسبانية، ويدعمها دراسات الأخوين فاليرو.
وإدراكًا منه لجهود الإسبان لإيجاد طريق إلى الهند عن طريق الإبحار غربًا، قدم ماجلان خطته إلى كارلوس الأول ملك إسبانيا. فقام الملك وكريستوفر دي هارو بتمويل رحلة ماجلان الاستكشافية. وتم تجهيز الأسطول، وانضم ملاحون إسبان مثل خوان سباستيان إلكانو إلى المشروع. وغادروا إشبيلية في 10 أغسطس 1519 بأسطول مكون من خمس سفن - سفينة القائد ماجلان واسمها ترينيداد سان أنطونيو وكونسيبسيون وسانتياغو وفيكتوريا، وكانت الأولى من نوع كارافيل، أما الأخريات فهي من نوع قرقور - مع طاقم من حوالي 237 رجلاً أوروبيًا من عدة مناطق بهدف الوصول إلى جزر الملوك غربًا، في محاولة لجعلها تحت الهيمنة الاقتصادية والسياسية لإسبانيا.

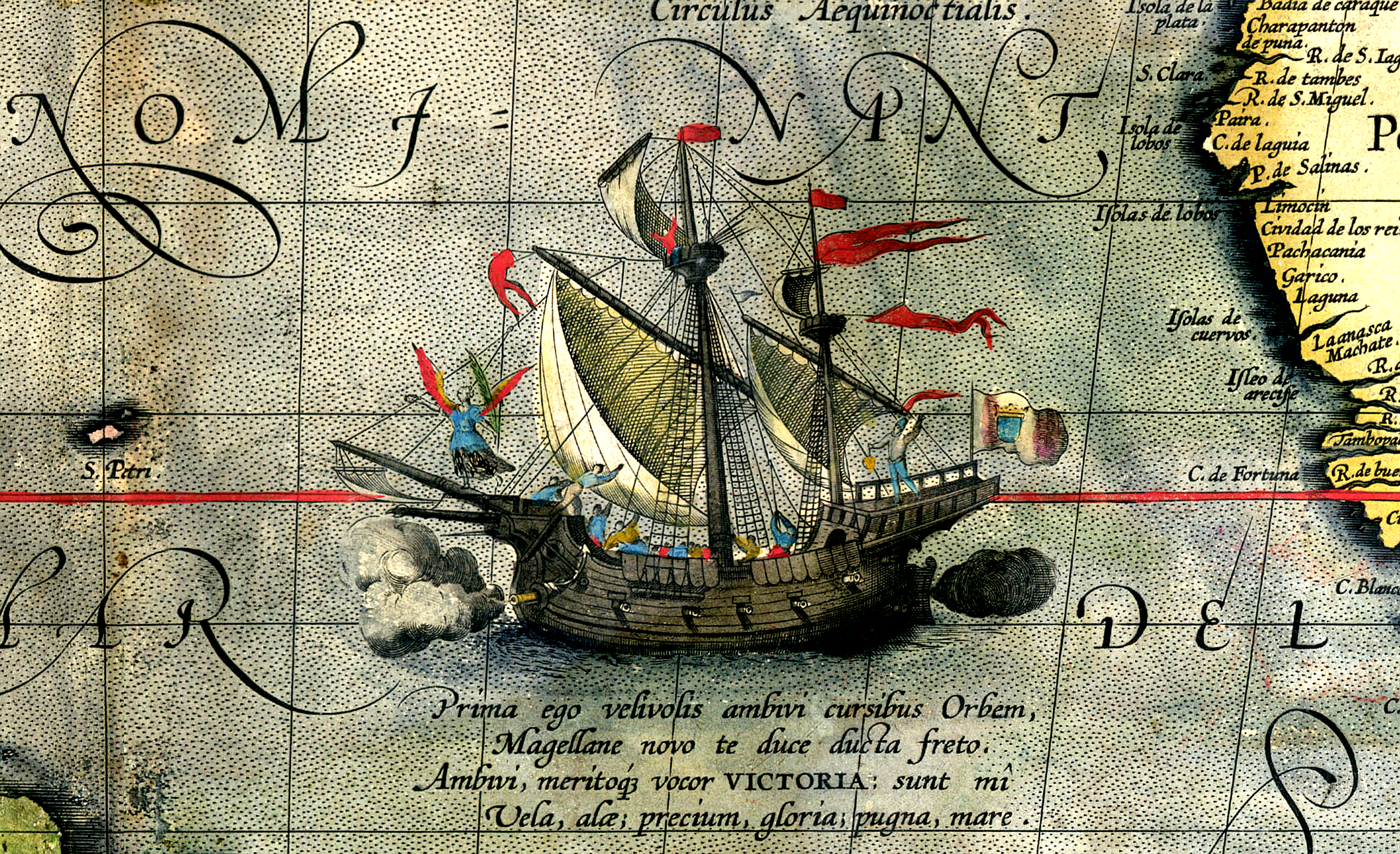
السفينة فيكتوريا الوحيدة التي أكملت أول طواف حول العالم. (التفاصيل من الخريطة Maris Pacifici التي رسمها أورتيليوس سنة 1589.)

أبحر الأسطول نحو الجنوب أكثر فأكثر، متجنبًا أراضي البرتغال في البرازيل، فكانوا أول من وصل أرض النار عند طرف الأمريكتين. وفي 21 أكتوبر بدأت رحلتهم الشاقة عبر رأس العذارى بطول 373 ميلاً (600 كم) أطلق عليه ماجلان اسم Estrecho de Todos los Santos، مضيق ماجلان الحالي. وفي 28 نوفمبر دخلت ثلاث سفن المحيط الهادئ وسميت بالمحيط الهادئ بسبب سكونها الواضح. تمكنت البعثة من عبور المحيط الهادئ. وفي ماكتان في الفلبين جرت معركة قُتل ماجلان بسهم سام خلال مناوشة، تاركًا للإسباني خوان سيباستيان إلكانو مهمة إكمال الرحلة والوصول إلى جزر التوابل في 1521. وفي 6 سبتمبر 1522 عادت فيكتوريا إلى إسبانيا، وبذلك أكملت أول طواف حول العالم. ومن بين الرجال الذين انطلقوا على متن خمس سفن أكمل 18 فقط الإبحار وعادوا إلى إسبانيا في هذه السفينة الفردية بقيادة إلكانو. ووصل 17 آخرون في وقت لاحق إلى إسبانيا: اثنا عشر منهم أسرهم البرتغاليون في الرأس الأخضر قبل بضعة أسابيع، وبين 1525 و 1527 وخمسة ناجين من ترينيداد. احتفظ أنطونيو بيغافيتا الباحث والمسافر الفينيسي الذي طلب أن يكون على متن السفينة وأن يصبح مساعدًا صارمًا لماجلان، بمذكرات دقيقة أصبحت المصدر الرئيسي لكثير مما نعرفه عن هذه الرحلة.
قدمت هذه الرحلة حول العالم لإسبانيا معرفة قيمة بالعالم ومحيطاته والتي ساعدت لاحقًا في استكشاف واستيطان الفلبين. على الرغم من أن هذا لم يكن بديلاً واقعيًا للطريق البرتغالي حول إفريقيا (كان مضيق ماجلان بعيدًا جدًا جنوباً، والمحيط الهادئ شاسعًا جدًا بحيث لا يمكن تغطيته في رحلة واحدة من إسبانيا) استخدمت البعثات الإسبانية المتعاقبة هذه المعلومات لاستكشاف المحيط الهادي واكتشاف الطرق التي فتحت التجارة بين أكابولكو وإسبانيا الجديدة (المكسيك حاليًا) ومانيلا في الفلبين.

### تلاقي الاستكشافات شرقًا وغربًا

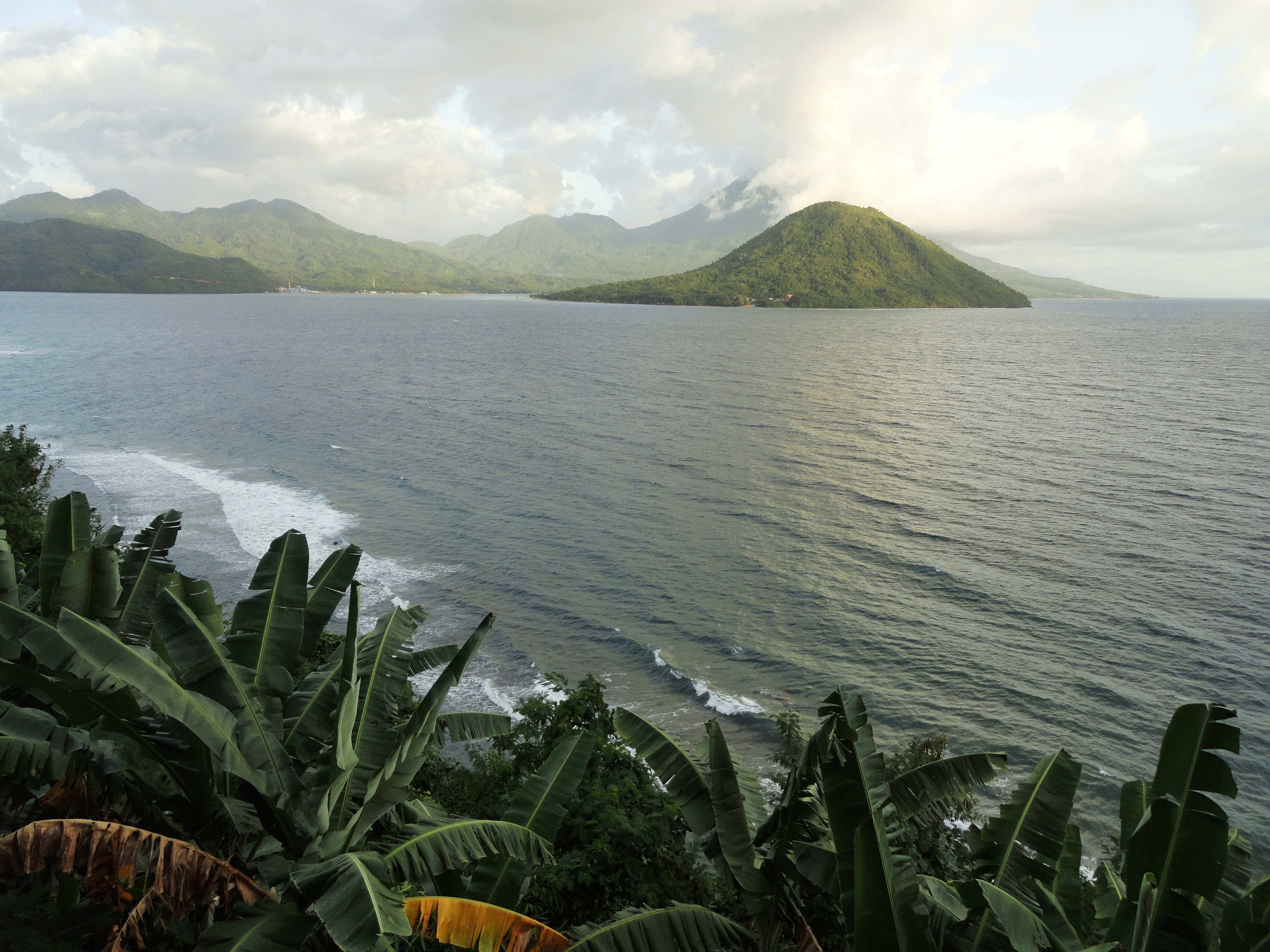
منظر من جزيرة تيرنات إلى جزر تيدور في مالوكو، حيث التقت الاستكشافات البرتغالية شرقًا والإسبانية غربًا بالنهاية جرى اصطدام بينهما بين 1522 و 1529

محاولات سافيدرا الفاشلة لإيجاد طريق عودة من جزر التوابل إلى إسبانيا الجديدة (المكسيك) في 1529

سارع البرتغاليون بعد فترة وجيزة من رحلة ماجلان للقبض على الطاقم الناج، وبنوا حصن في تيرنات. وفي 1525 أرسل كارلوس الأول ملك إسبانيا رحلة استكشافية أخرى غربًا لاستعمار جزر الملوك، مدعيًا أنها ضمن منطقته حسب معاهدة تورديسيلاس. فكان الأسطول المكون [الإنجليزية] من سبع سفن و 450 رجلاً بقيادة غارثيا خوفري دي لوايسا وضم أبرز الملاحين الإسبان: خوان سباستيان إلكانو ولويسا، اللذان فقدا حياتهما في الحملة، والشاب أندريس دي أوردانيتا.
بالقرب من مضيق ماجلان وجهت العواصف إحدى السفن جنوبًا، حتى وصلت 56 درجة جنوبًا، حيث اعتقدوا أنهم رأوا «نهاية الأرض»: لذلك تم عبور كيب هورن لأول مرة. وصلت البعثة إلى جزر الملوك بصعوبة بالغة، حيث رست في تيدور. فأضحى الصراع مع البرتغاليين الذي نشأ في منطقة تيرنات القريبة أمرًا حتميًا، حيث بدأ ما يقرب من عقد من المناوشات.
نظرًا لعدم وجود حد شرقي معين لخط تورديسيلاس، نظمت كلتا المملكتين اجتماعات لحل المشكلة. ما بين (1524 - 1529) التقى خبراء برتغاليون وإسبان في بطليوس-الواس في محاولة للعثور على موقع خط الزوال العكسي لتورديسيلاس، والذي من شأنه أن يقسم العالم إلى نصفين متساويين. عين كل تاج ثلاثة علماء فلك ورسامي خرائط وثلاثة ملاحين وثلاثة علماء رياضيات. كان لوبو هوميم رسام الخرائط وعالم الكونيات البرتغالي في المجلس، إلى جانب رسام الخرائط ديوقو ريبيرو من الوفد الإسباني. اجتمع المجلس عدة مرات، دون التوصل إلى اتفاق: كانت المعرفة في ذلك الوقت غير كافية لحساب دقيق لخط الطول [الإنجليزية]، ووزعت كل مجموعة الجزر حسب السيادة عليها. وبالآخر تمت تسوية القضية سنة 1529 بعد مفاوضات طويلة، مع توقيع معاهدة سرقسطة التي نسبت جزر الملوك إلى البرتغال والفلبين إلى إسبانيا.
وفي سنوات 1525 و 1528 أرسلت البرتغال بعثات استكشافية حول جزر مالوكو. فأرسل خورخي دي مينيزيس حاكم تيرنات كلا من جوميز دي سيكويرا وديوغو دا روشا نحو الشمال، فكانوا أول الأوروبيين وصلوا إلى جزر كارولين، والتي أطلقوا عليها اسم «جزر دي سيكيرا». وفي 1526 رسى خورخي دي مينيزيس في جزر بياك ووايجيو في بابوا غينيا الجديدة. وتلك الاستكشافات دعمت نظرية الاكتشاف البرتغالي لأستراليا، وهي واحدة من عدة نظريات متزاحمة حول الاكتشاف المبكر لأستراليا، ويدعمها المؤرخ الأسترالي كينيث ماكنتاير مشيرًا إلى اكتشافها من قبل كريستوفاو دي ميندونكا وغوميز دي سيكويرا.
وفي سنة 1527 قام هيرنان كورتيس بتجهيز أسطول للعثور على أراض جديدة في البحر الجنوبي (المحيط الهادئ)، وطلب من ابن عمه ألفارو دي سافيدرا سيرون تولي القيادة. فأبحر سافيدرا في 31 أكتوبر 1527 من إسبانيا الجديدة عابرًا المحيط الهادئ وقام بجولة في شمال غينيا الجديدة مطلقًا عليها اسم جزيرة الذهب. وفي أكتوبر 1528 وصلت إحدى السفن إلى جزر مالوكو. وإثناء محاولته للعودة إلى إسبانيا الجديدة حولت الرياح التجارية الشمالية الشرقية مساره، فأعادته إلى مكانه، فحاول الإبحار عائدًا جنوبًا إلى غينيا الجديدة. وأبحر إلى الشمال الشرقي، حيث شاهد جزر مارشال وجزر أميرالية، لكنه فوجئ مرة أخرى بالرياح التي أعادته مرة ثالثة إلى جزر الملوك. كان من الصعب العثور على طريق العودة غربًا، ولكن تم اكتشافه في النهاية بواسطة أندريس دي أوردانيتا في 1565.

## حملات الإسبان داخل القارة الأمريكية (1519–1532)
في سنة 1511 دخلت شائعات إسبانيا مفادها جزر غير مكتشفة شمال غرب هيسبانيولا، وكان الملك فرناندو الثاني ملك أراغون مهتمًا بالسبق في الاستكشافات. ففي حين كان البرتغاليون يحققون مكاسب ضخمة في المحيط الهندي، كان الأسبان يتولون أمر استكشاف المناطق الداخلية بحثًا عن الذهب والموارد القيمة الأخرى. لم يكن أعضاء هذه الحملات كونكيستدور أو الغزاة جنودًا في جيش ، لكنهم أشبه مرتزقة أو باحثي عن الكنوز؛ لقد جاءوا من خلفيات متنوعة بما في ذلك الحرفيين والتجار ورجال الدين والمحامين ونبلاء من الدرجة الثانية وبعض العبيد المحررين. عادة ما يقومون بتزويد المعدات الخاصة بهم أو يتم منحهم ائتمانًا لشرائها مقابل حصة في الأرباح. لم يتلقوا في العادة أي تدريب عسكري احترافي، لكن كان لعدد منهم خبرة سابقة في بعثات أخرى.
في البر الرئيسي للأمريكتين، واجه الإسبان إمبراطوريات محلية كانت كبيرة ومكتظة بالسكان مثل تلك الموجودة في أوروبا. فأقامت بعض البعثات الصغيرة من الغزاة تحالفات مع السكان المحليين ممن كان لديهم مظالم ضد القوة الرئيسية للإمبراطورية. بمجرد تأسيس السيادة الإسبانية وخلق مصدر رئيسي للثروة، ركز التاج الإسباني على إنشاء نسخة من مؤسسات الدولة والكنيسة الإسبانية في أمريكا. كان أحد العناصر الأساسية المبكرة هو ما يسمى بالفتح الروحي للسكان الأصليين من خلال التبشير المسيحي. كانت بداية الاقتصاد مع الغزو هو استلام الغزاة الإسبان الجزية على صورة سلع والعمل القسري للسكان الأصليين في ما يسمى إنكوميندا [الإنجليزية] (وهو نظام يجبر السكان الأصليين على العبودية). بمجرد العثور على مصادر رئيسية للثروة في شكل رواسب ضخمة من الفضة، لم يتغير الاقتصاد الاستعماري للمكسيك وبيرو فحسب، بل تغير أيضًا الاقتصاد الأوروبي. تحولت الإمبراطورية الإسبانية إلى قوة عالمية عظمى. وأنشئت شبكات التجارة العالمية التي شملت المحاصيل عالية القيمة من الأمريكتين، ولكن فضة أمريكا الإسبانية كانت محرك الاقتصاد العالمي.
خلال هذا الوقت أهلكت جائحة الأمراض الأوروبية مثل الجدري السكان الأصليين.
وفي سنة 1512 لمكافأة خوان بونثي دي ليون في اكتشافه بورتوريكو سنة 1508، حثه الملك فرديناند على البحث عن أراضي جديدة، وأنه سيكون حاكمًا عليها، إلا أن عليه تمويل جميع عمليات الاستكشاف بنفسه. فانطلق ليون من بورتوريكو في مارس 1513 بثلاث سفن وحوالي 200 رجل، وفي أبريل رأوا الأرض وأسموها «لا فلوريدا» - أو أرض الزهور عندما حطّ على شواطئها في موسم عيد الفصح، ويعرف بالإسبانية باسم باسكوا فلوريدا (بالإسبانية: Pascua Florida)‏ - معتقدين أنها كانت جزيرة، وأصبحوا أول الأوروبيين الذين دخلوا القارة. والموقع الذي حطوا فيه كان محل نزاع بين: إما سانت أوغسطين، أو خليج بونس دي ليون أو شاطئ ملبورن. ثم توجهوا جنوبًا للمزيد من الاستكشاف، وفي 8 أبريل واجهوا تيارًا قويًا لدرجة أنه دفعهم إلى العودة: كانت هذه أول مواجهة مع تيار الخليج التي سيصبح الطريق الأساسي للسفن المتجهة شرقاً بعد مغادرتها جزر الهند الإسبانية نحو أوروبا. وقد استكشفوا الساحل وصولًا إلى خليج بيسكاين وتورتوجاس دراي، ثم أبحروا جنوب غرب في محاولة للدوران حول كوبا للعودة والوصول إلى جراند باهاما في يوليو.

### مكسيك الكورتيس وإمبراطورية الأزتك

طريق كورتيز إلى داخل القارة 1519–1521

كلف حاكم كوبا دييغو فيلازكيز دي كيولار في 1517 أسطولًا قاده هيرنانديز دي كوردوبا لاستكشاف شبه جزيرة يوكاتان. وصلوا إلى الساحل حيث دعاهم المايا للنزول. إلا أنهم تعرضوا للهجوم في الليل وعاد فقط من تبقى من الطاقم الأحياء. ثم كلف فيلازكيز ببعثة استكشافية أخرى بقيادة ابن أخيه خوان دي جريخالبا الذي أبحر جنوبا على طول الساحل نحو تاباسكو وهي جزء من إمبراطورية الآزتيك.
وفي 1518 طلب فيلازكيز من عمدة العاصمة الكوبية هيرنان كورتيس قيادة رحلة استكشافية لتأمين المناطق الداخلية للمكسيك، ولكن بسبب مشاكل قديمة بينهما ألغى الامتياز. وفي فبراير 1519 تقدم كورتيس على أي حال بعمل تمرد مفتوح. فهبط في يوكاتان إقليم المايا بحوالي 11 سفينة و 500 رجل و 13 حصانًا وعدد قليل من المدافع، طالبًا الأرض إلى التاج الإسباني. انتقل من ترينيداد إلى تاباسكو وانتصر في معركة ضد السكان الأصليين. من بين المهزومين كانت مارينا (لا مالينش) عشيقته المستقبلية التي كانت تعرف لغتي الأزتك (ناواتل) والمايا، وأصبحت مترجمة ومستشارة قيّمة. أُخبِر كورتيس عن إمبراطورية الأزتك الثرية من خلال لا مالينش.
وفي يوليو استولى رجاله على فيراكروز ووضع نفسه تحت أوامر مباشرة من الملك الجديد كارلوس الأول ملك إسبانيا. هناك طلب كورتيس لقاء مع إمبراطور الأزتك مونتيزوما الثاني الذي رفض مرارًا وتكرارًا. توجهوا إلى تينوتشتيتلان وفي الطريق عقدوا تحالفات مع عدة قبائل. في أكتوبر ساروا برفقة حوالي 3000 من تلاكسكالتيك [الإنجليزية] إلى تشولولا ثاني أكبر مدينة في وسط المكسيك. فما لبث خوف الأزتيك الذي ينتظرونه أو (كما ادعى لاحقًا) يرغبون في جعله مثالاً يحتذى به عندما يخشى الغدر المحلي، فقد قاموا بذبح الآلاف من أعضاء النبلاء العزل في الساحة المركزية وأحرقوا المدينة جزئيًا.

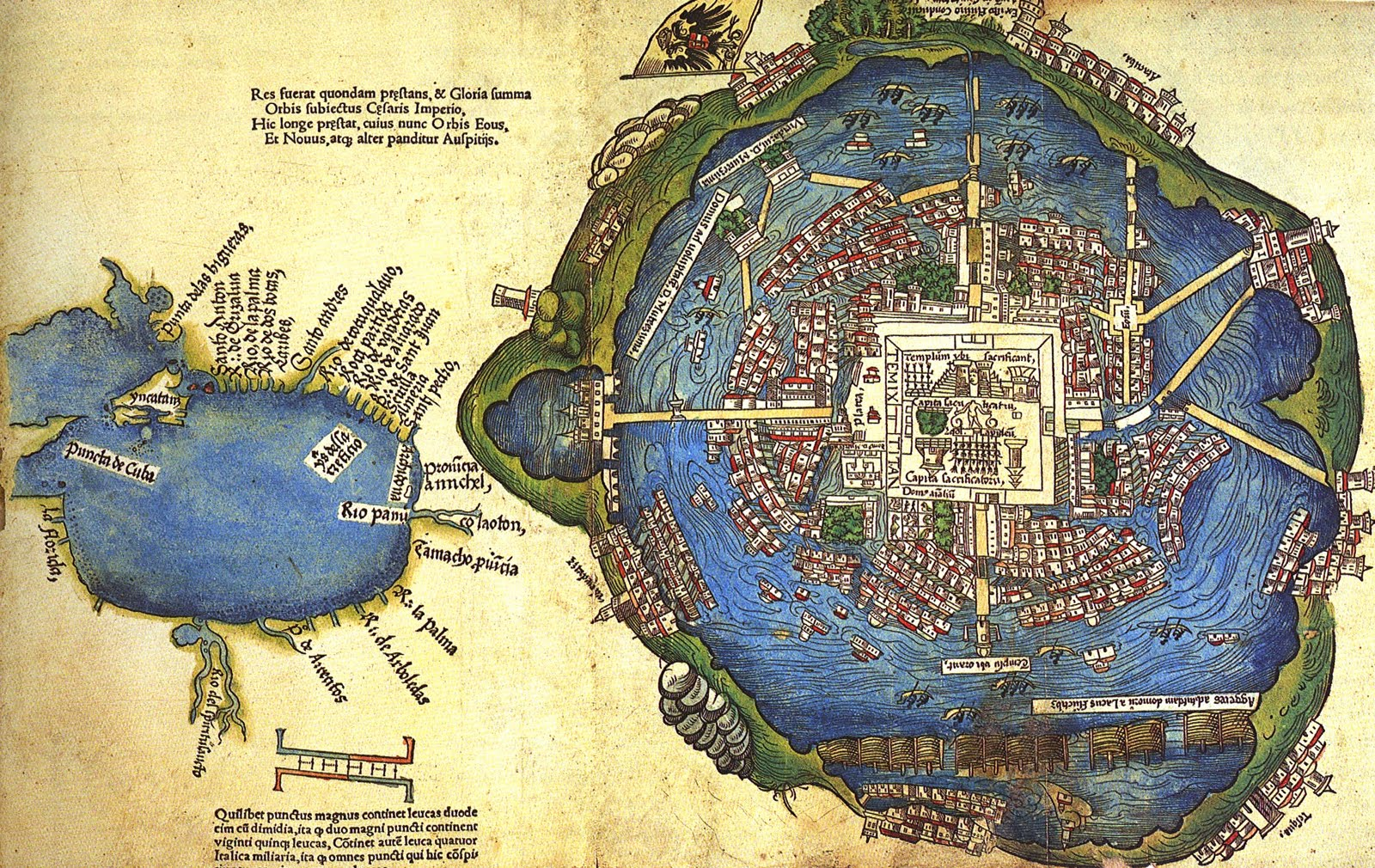
خريطة مدينة الجزيرة تينوتشتيتلان وخليج المكسيك صنعها أحد رجال كورتيس 1524. مكتبة نيوبيري شيكاغو.

عند وصولهم إلى تينوتشتيتلان بجيش كبير استقبلهم موكتيزوما الثاني في 8 نوفمبر بسلام، وسمح لكورتيس عن عمد بالدخول إلى قلب إمبراطورية الأزتك على أمل التعرف عليهم بشكل أفضل لسحقهم لاحقًا. قدم لهم الإمبراطور هدايا سخية من الذهب أغرتهم بنهب كميات كبيرة. وفي رسائله إلى الملك كارلوس، ادعى كورتيس أنه علم في ذلك الوقت أن الأزتيك يعتبرونه إما مبعوثًا للإله كيتزالكواتل أو أنه هو كيتزالكواتل نفسه - وهو اعتقاد يعارضه بعض المؤرخين المعاصرين-. لكنه سرعان ما علم أن رجاله على الساحل قد تعرضوا لهجوم، فقرر احتجاز موكتيزوما في قصره مطالبًا بفدية لإثبات الولاء للملك كارلوس.
في تلك الأثناء أرسل فيلازكيز حملة استكشافية أخرى بقيادة بانفيلو دي نارفاييث مضادة لحملة كورتيس، ووصلت المكسيك في أبريل 1520 على متنها 1100 رجل. ترك كورتيس 200 رجل في تينوتشتيتلان وأخذ البقية لمواجهة نارفاييث، الذي تغلب عليه وأقنع رجاله بالانضمام إليه. ارتكب أحد مساعدي كورتيس مذبحة المعبد الكبير في تينوتشتيتلان مما أدى إلى تمرد محلي. عاد كورتيس بسرعة محاولًا دعم موكتيزوما لكن إمبراطور الأزتك قُتل وربما رجمه رعاياه. فر الأسبان إلى تلاكسكالتيك بعد حادثة ليلة الأحزان، حيث تمكنوا من الهروب بأعجوبة بينما تم ذبح المؤخرة. فُقد الكثير من الكنز المنهوب خلال هذا الهروب المذعور. وبعد معركة أوتومبا وصلوا إلى تلاكسكالا بعد أن فقدوا 870 رجلاً. وبعد أن انتصر بمساعدة الحلفاء والتعزيزات من كوبا حاصر كورتيس تينوتشتيتلان وأسر حاكمها كواوتيموك في أغسطس 1521. ومع سقوط إمبراطورية الآزتيك ألحق المدينة لإسبانيا، وأعاد تسميتها مدينة مكسيكو.

### بيرو البيزارو وإمبراطورية إنكا

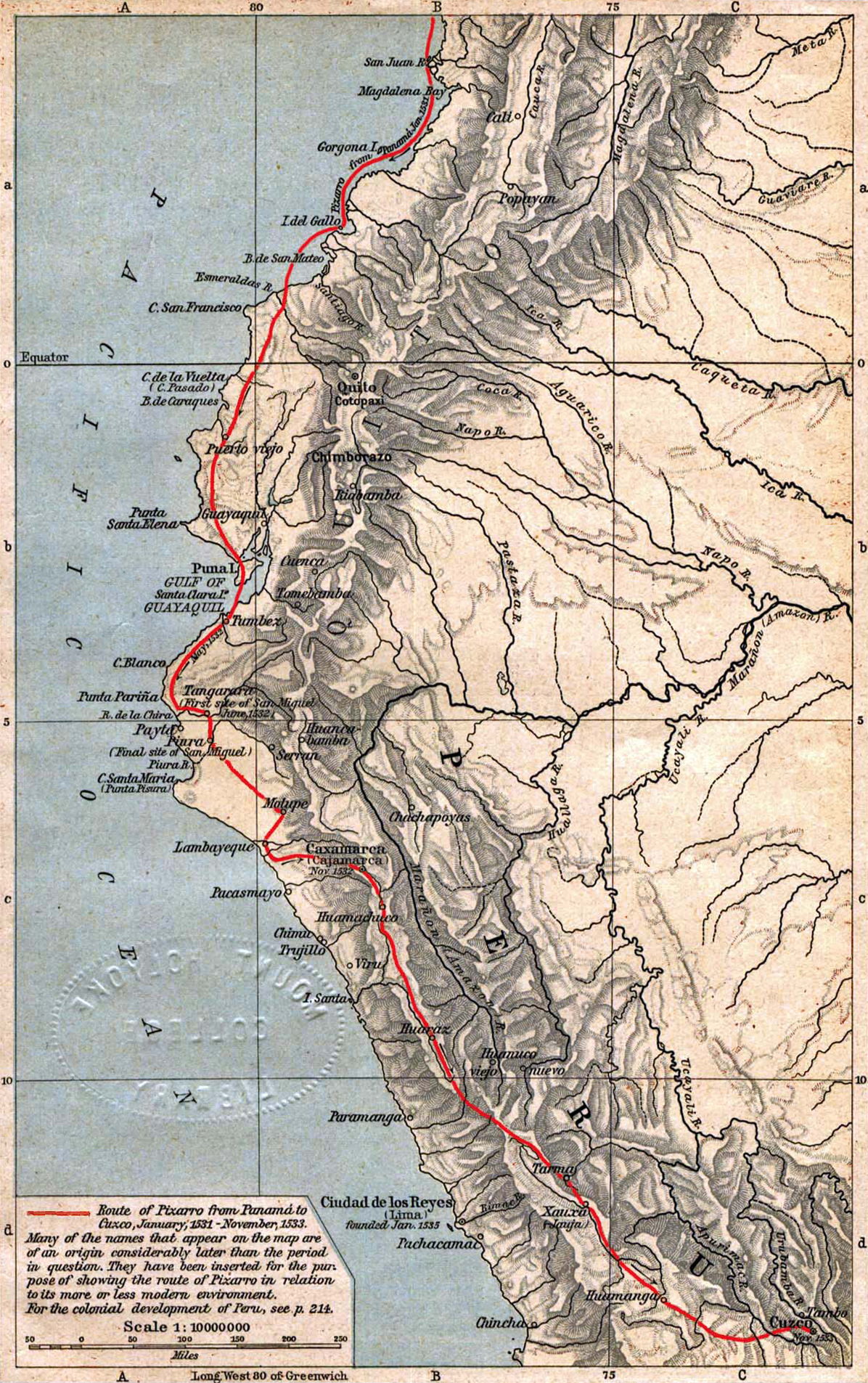
طريق الاستكشاف الذي سلكه فرانثيسكو بيثارو أثناء غزو بيرو (1531-1533)

جرت المحاولة الأولى لاستكشاف غرب أمريكا الجنوبية في 1522 على يد باسكوال دي أنداغويا. أخبره الأمريكيون الجنوبيون المحليون عن منطقة غنية بالذهب على نهر يسمى بيرو. فبعد أن وصل إلى نهر سان خوان (كولومبيا) مرض أنداغويا وعاد إلى بنما حيث نشر أخبارًا عن «بيرو» باعتباره الأسطورة إلدورادو. هذه وإلى جانب نجاحات إرنان كورتيس التي جذبت انتباه بيزارو.
رافق فرانسيسكو بيزارو بالبوا في معبر برزخ بنما. وفي 1524 شكل شراكة مع القس إرناندو دي لوكي والجندي دييغو دي ألماغرو لاستكشاف الجنوب، ووافق على تقسيم الأرباح. أطلقوا على المشروع اسم «Empresa del Levante» أو شركة المشرق: القيادة لبيزارو، وسيوفر ألماغرو الإمدادات العسكرية والغذائية، وسيكون لوكي مسؤولاً عن الشؤون المالية والأحكام الإضافية.
وفي 13 سبتمبر 1524 غادرت أولى الرحلات الاستكشافية الثلاث لغزو بيرو بحوالي 80 رجلاً و 40 حصانًا. إلا أن الحملة قد فشلت حيث لم تصل إلى أبعد من كولومبيا قبل الخضوع لسوء الأحوال الجوية والجوع والمناوشات مع السكان المحليين المعادين، حيث فقد ألماغرو إحدى عينيه. أسماء الأماكن التي منحوها على طول الطريق: بويرتو ديسيدو (الميناء المرغوب) وبويرتو ديل هامبر (ميناء الجوع) وبويرتو كيمادو (الميناء المحروق) تشهد على صعوبات رحلتهم. وبعد عامين بدأوا رحلة استكشافية ثانية بإذن متردد من حاكم بنما. وفي أغسطس 1526 غادروا مع سفينتين و160 رجلاً وعدة خيول. عند الوصول إلى نهر سان خوان انفصلوا، وبقي بيزارو لاستكشاف سواحل المستنقعات وعاد ألماغرو للحصول على التعزيزات. أبحر المرشد الرئيسي لبيزارو جنوبًا وبعد عبوره خط الاستواء استولى على طوافة من تومبيس. ولدهشته كانت تحمل المنسوجات والسيراميك والذهب والفضة والزمرد المرغوب فيه بشدة، وأصبحت نقطة التركيز المركزية للرحلة الاستكشافية. سرعان ما انضم الماغرو إلى التعزيزات واستأنفوا المسير. وبعد رحلة صعبة واجهوا فيه الرياح والتيارات القوية وصلوا إلى أتاكاميس حيث وجدوا أعدادًا كثيرة من السكان المحليين تحت حكم الإنكا إلا أنهم لم يهبطوا.
بقي بيزارو آمنًا بالقرب من الساحل، بينما عاد ألماغرو ولوكي للحصول على تعزيزات مع دليل على الذهب الإسطوري. رفض الحاكم الجديد بشكل قاطع رحلة استكشافية ثالثة وأمر سفينتين بإعادة الجميع إلى بنما. اغتنم ألماجرو ولوك فرصة الانضمام إلى بيزارو. عندما وصلوا إلى جزيرة إيسلا دي جالو رسم بيزارو خطاً في الرمال قائلاً:«هناك توجد بيرو بثرواتها، بينما هنا بنما وفقرها. ليختر كل رجل أفضل ما يمكن ليصبح قشتاليًا شجاعًا». قرر ثلاثة عشر رجلاً البقاء. توجهوا إلى جزيرة إيسلا جورجونا، حيث مكثوا لمدة سبعة أشهر قبل وصول المؤن.
بعدها قرروا الإبحار جنوبًا، فوصلوا في أبريل 1528 إلى إقليم تومبيس البيروفية الشمالية الغربية واستقبلوا بحرارة من قبل أهالي الإقليم. أبلغ اثنان من رجال بيزارو عن ثروات لا تصدق مثل الزخارف الذهبية والفضية حول منزل الرئيس. رأوا لأول مرة حيوان لاما أطلق عليه بيزارو «الجمال الصغيرة». أطلق السكان الأصليون على الإسبان اسم «أطفال الشمس» لبشرتهم الفاتحة ودروعهم اللامعة. قرروا بعد ذلك العودة إلى بنما للتحضير لرحلة استكشافية نهائية. وقبل مغادرتهم أبحروا جنوبًا عبر الأراضي التي أطلقوا عليها اسم كابو بلانكو وميناء بايتا وسيشورا وبونتا دي أجوجا وسانتا كروز وتروخيو ووصلوا إلى °9 جنوبًا.
في ربيع 1528 أبحر بيزارو عائدًا إلى إسبانيا، حيث قابل الملك كارلوس الأول، الذي وصلته أخبار رحلاته الاستكشافية في الأراضي الغنية بالذهب والفضة ووعده بدعمه. أذن تفويض طليطلة لبيزارو بالمضي قدمًا في غزو بيرو. بعد ذلك تمكن بيزارو من إقناع العديد من الأصدقاء والأقارب بالانضمام: إخوته هيرناندو بيزارو وخوان بيزارو وغونزالو بيزارو وكذلك فرانثيسكو دي أوريانا الذي اكتشف لاحقًا نهر الأمازون، وكذلك ابن عمه بيدرو بيزارو.
غادرت بعثة بيزارو الثالثة والأخيرة من بنما متوجهة إلى بيرو في 27 ديسمبر 1530. مع ثلاث سفن ومائة وثمانين رجلاً نزلوا بالقرب من الإكوادور وأبحروا إلى تومبيس، ولكنهم وجدوها مدمرة. فتوجهوا نحو الداخل فأسسوا أول مستوطنة إسبانية في بيرو، سان ميغيل دي بيورا. عاد أحد الرجال مع مبعوث من الإنكا يدعوه للاجتماع. بعد اللقاء الأخير دخلت الإنكا في حربًا أهلية، وكان أتاوالبا يحكم من شمال بيرو بعد هزيمة شقيقه واسكار. بعد مسيرة شهرين اقتربوا من أتاوالبا. لكنه رفض الإسبان قائلاً إنه لن يدفع جزية لأحد. كان هناك أقل من 200 إسباني مقابل 80,000 جنوده، لكن بيزارو هاجم وانتصر على جيش الإنكا في معركة كاخاماركا، وأسر أتاوالبا في ما يسمى بغرفة الفدية. على الرغم من الوفاء بوعده بملء غرفة واحدة بالذهب واثنتين بالفضة، إلا أنه أدين بقتل شقيقه والتآمر ضد بيزارو وتم إعدامه.
وفي 1533 غزا بيزارو كوسكو مع القوات المحلية وكتب إلى الملك كارلوس الأول:«هذه المدينة هي الأعظم والأفضل على الإطلاق في هذا البلد أو في أي مكان في جزر الهند ... وإنها جميلة للغاية وبها مبانٍ رائعة ستكون رائعة حتى في إسبانيا». بعد أن ختم الإسبان غزو البيرو أنشئوا جاويا في وادي مانتارو الخصب لتكون عاصمة مؤقتة لبيرو، لكنها كانت بعيدة جدًا في الجبال، فأسس بيزارو مدينة ليما في 18 يناير 1535 والتي اعتبرها بيزارو واحدة من أهم الأعمال في حياته.

## طرق التجارة الرئيسية الجديدة (1542-1565)

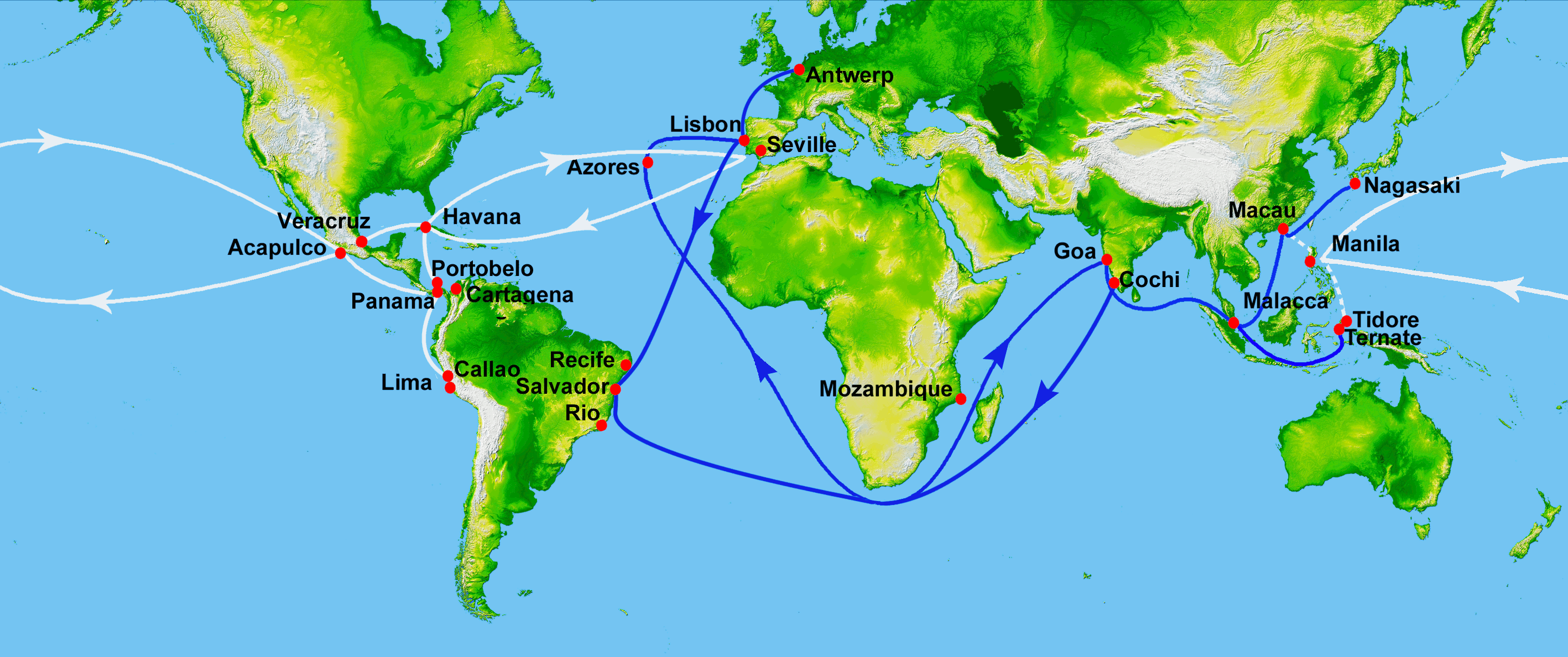
تأسست طرق التجارة البرتغالية (باللون الأزرق) والإسبانية المسماة الطرق الغالونية بين مانيلا وأكابولكو (باللون الأبيض) في 1568

في 1543 أصبح ثلاثة تجار برتغاليين أول غربيين وصلوا إلى اليابان عن طريق الخطأ وبداوا بالتجارة معها. وفقًا لفرناو مندش بنتو الذي ادعى أنه كان في هذه الرحلة، فقد وصلوا إلى تانغاشيما، حيث أعجب السكان المحليون بالأسلحة النارية، فقام اليابانيون بصناعتها فورا وعلى نطاق واسع.
تم الغزو الإسباني للفلبين بأمر من فيليب الثاني ملك إسبانيا، وكان أندريس دي أوردانيتا هو القائد المعين، إلا أنه وافق على مرافقة البعثة ولكنه رفض القيادة، فتم تعيين ميغل لوبيز دي ليغازبي بدلاً من ذلك. أبحرت البعثة في نوفمبر 1564. بعد قضاء بعض الوقت على جزر الفلبين، طلب ليغازبي عودة أوردانيتا لإيجاد أفضل طريق للعودة. أبحر أوردانيتا من سان ميغيل في جزيرة سيبو في 1 يونيو 1565، لكنه اضطر للإبحار حتى خط عرض 38° شمال للحصول على رياح مواتية.

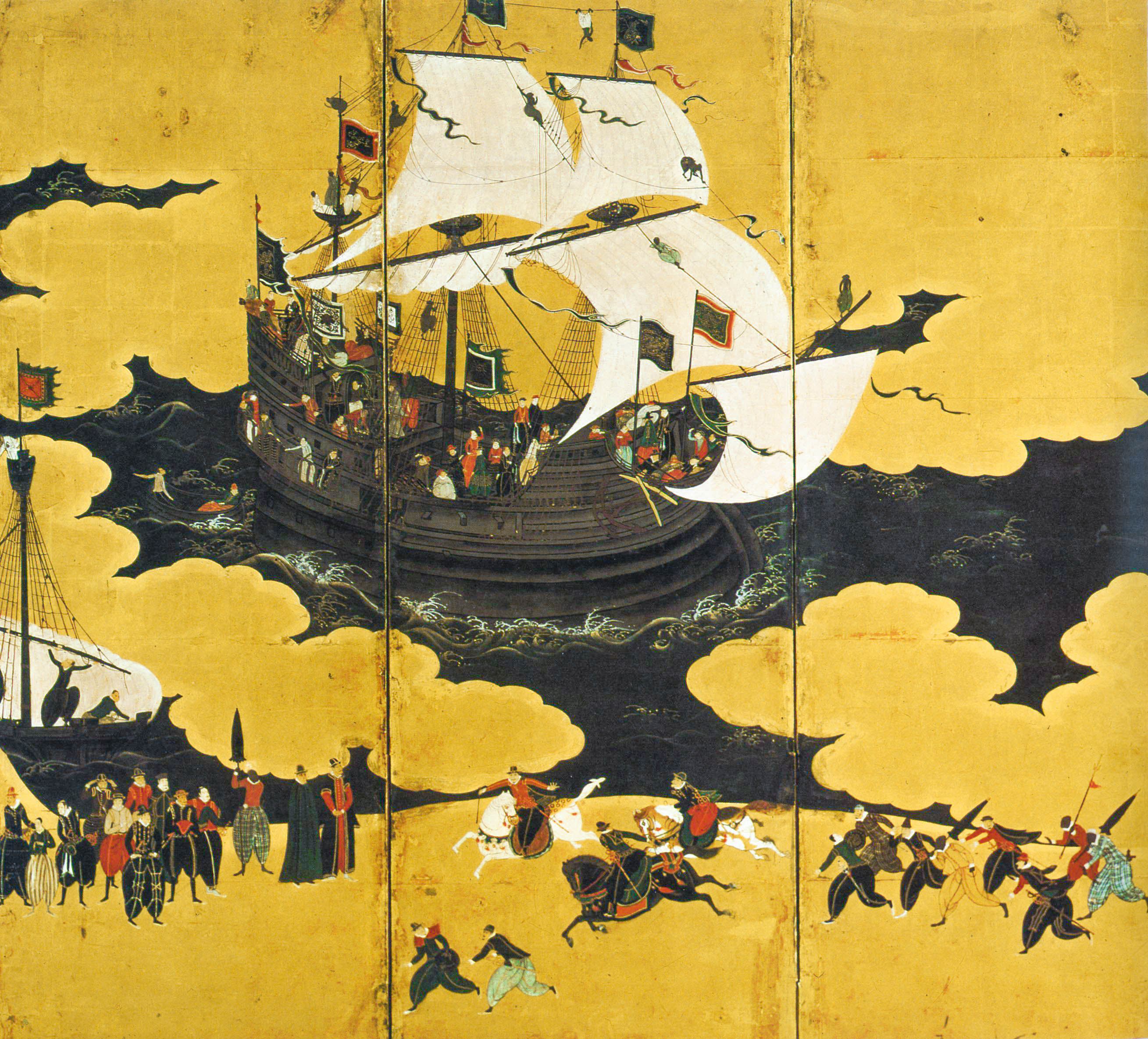
قرقور برتغالي في ناغازاكي، فن نانبان المنسوب إلى كانو نيزين، 1570-1616 اليابان

كان يرى أن الرياح التجارية للمحيط الهادئ قد تتحرك في دوامات كما تفعل رياح المحيط الأطلسي. إذا كانت السفن في المحيط الأطلسي قد تلتقط رياح انعطاف البحر كي تعيدها من ماديرا ثم كما قال من خلال الإبحار بعيدًا نحو الشمال قبل التوجه شرقًا، فسوف يلتقط الرياح التجارية لتعيده نحو شمال أمريكا. وكما توقع، فقد أتى حدسه ثماره ووصل الساحل الأمريكي بالقرب من كيب ميندوسينو في كاليفورنيا، ثم حاذى الساحل جنوبا، حتى وصل إلى ميناء أكابولكو في 8 أكتوبر 1565 بعد أن قطع 12,000 ميل (19312 كيلومترًا) في 130 يومًا. توفي أربعة عشر من طاقمه. فقط أوردانيتا وفيليب ديسالسيدو ابن شقيق ليغازبي كان لديهما القوة الكافية لإلقاء المراسي.
وهكذا تم إنشاء طريق إسباني عبر المحيط الهادئ بين المكسيك والفلبين. ولفترة طويلة استخدمت سفن مانيلا تلك الطرق، مما أدى إلى إنشاء رابط تجاري يربط بين الصين والأمريكتين وأوروبا خلال الطرق المشتركة عبر المحيط الهادئ والأطلسي.

## مساهمات أوروبا الشمالية (1595 – القرن 17)

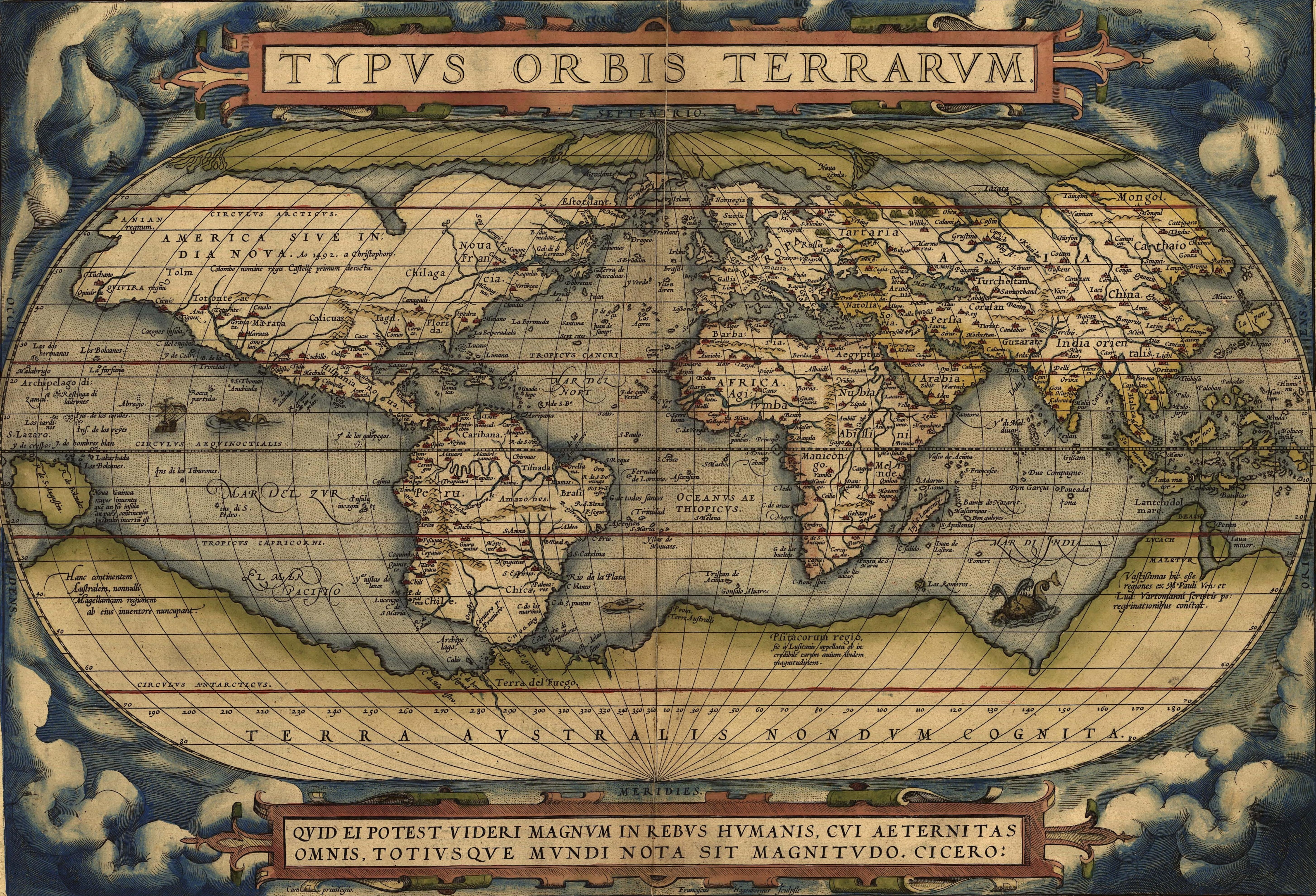
في سنة 1570 (20 مايو) نشر جيل كوبينز دي ديست في أنتويرب 53 خريطة أنشأها إبراهام أورتيليوس بعنوان ثيتروم أوربيس تيراروم والذي يُعتبر «أول أطلس حديث». ظهرت ثلاث طبعات لاتينية من هذا (إلى جانب النسخة الهولندية والفرنسية والألمانية) قبل نهاية 1572؛ استمر الطلب على الأطلس حتى حوالي 1612. وهذه خريطة العالم من هذا الأطلس.

لم تعترف الدول الأوروبية بمعاهدة تورديسيلاس بين البرتغال وقشتالة، ولا بمراسيم البابا إسكندر السادس التي أقر بالاكتشافات الإسبانية في العالم الجديد. فكان لكل من فرنسا وهولندا وإنجلترا تقاليد بحرية طويلة ولهم باع ومساهمات في القرصنة. على الرغم من الحماية والسرية، إلا أنها سرعان ما شقت التقنيات والخرائط الجديدة طريقها نحو الشمال.
بعد فشل زواج هنري الثامن ملك إنجلترا وكاثرين أراغون في إنجاب وريث ذكر وفشل هنري في الحصول على إعفاء بابوي لفسخ زواجه، انفصل عن الكنيسة الكاثوليكية الرومانية ونصّب نفسه على رأس كنيسة إنكلترا. أضاف هذا الصراع الديني إلى الصراع السياسي. عندما أصبح جزء كبير من هولندا بروتستانتية، سعت إلى الاستقلال السياسي والديني عن إسبانيا الكاثوليكية. وفي 1568 تمرد الهولنديون ضد حكم فيليب الثاني ملك إسبانيا مما أدى إلى حرب الثمانين عاما. كما اندلعت الحرب بين إنجلترا وإسبانيا. وفي 1580 أصبح فيليب الثاني ملك البرتغال وريثًا لتاجها. على الرغم من أنه حكم البرتغال وإمبراطوريتها منفصلة عن الإمبراطورية الإسبانية، إلا أن اتحاد التاجين أنتج قوة كاثوليكية عظمى، والتي تحدتها إنجلترا وهولندا.
في حرب الاستقلال الهولندية التي استمرت ثمانين عامًا، احتلت قوات فيليب المدن التجارية الهامة في بروج وغنت. سقطت أنتويرب التي كانت آنذاك أهم ميناء في أوروبا في عام 1585. أعطي السكان البروتستانت عامين لتسوية الأمور قبل مغادرة المدينة. استقر الكثير في أمستردام. وكان هؤلاء في الأساس من الحرفيين المهرة والتجار الأغنياء في المدن الساحلية واللاجئين الذين فروا من الاضطهاد الديني، مثل يهود السفارديم من البرتغال وإسبانيا، ومن بعدهم الهوغونوت من فرنسا. كما قضى الآباء الحجاج وقتًا هناك قبل ذهابهم إلى العالم الجديد. كانت تلك الهجرة الجماعية قوة دافعة مهمة: من ميناء صغير في سنة 1585 تحولت أمستردام بسرعة إلى أحد أهم مراكز التجارة العالمية. وعلى الرغم من هزيمة الإسطول الإسباني سنة 1588، إلا أن هناك توسع هائل في التجارة البحرية من المنافسين الناشئين.
كان ظهور القوة البحرية الهولندية سريعًا ورائعًا: شارك البحارة الهولنديون لسنوات في الرحلات البرتغالية إلى الشرق، كبحارة قادرين وصانعي خرائط متحمسين. ففي سنة 1592 أرسل التجار الهولنديون كورنيليس دي هوتمان إلى لشبونة لجمع أكبر قدر ممكن من المعلومات حول جزر التوابل. وفي 1595 قام التاجر والمستكشف جان هيغن فان لينشوتن بعد أن سافر في خدمة البرتغاليين وغطى مناطق شاسعة في المحيط الهندي بنشر تقرير عن رحلاته في أمستردام بعنوان «تقرير عن رحلة من خلال ملاحة البرتغاليين في الشرق». وشمل ذلك توجيهات واسعة حول كيفية التنقل بين البرتغال وجزر الهند الشرقية واليابان. في نفس العام اتبع هوتمان هذه الاتجاهات في أول رحلة استكشافية هولندية اكتشفت طريقًا بحريًا جديدًا، حيث أبحر مباشرة من مدغشقر إلى مضيق سوندا في إندونيسيا ووقع معاهدة مع سلطان بنتن.
أدى الاهتمام الهولندي والبريطاني المشبع من المعلومات الجديدة إلى حركة التوسع التجاري، وتأسيس شركة مرخصة إنجليزية (1600)، وهولندية (1602). أرسلت هولندا وفرنسا وانجلترا سفنها لكسر الاحتكار البرتغالي، حيث تركزت على المناطق الساحلية، والتي أثبتت عدم قدرتها على الدفاع ضد هذا المشروع الضخم والمنتشر.

### اكتشاف أمريكا الشمالية

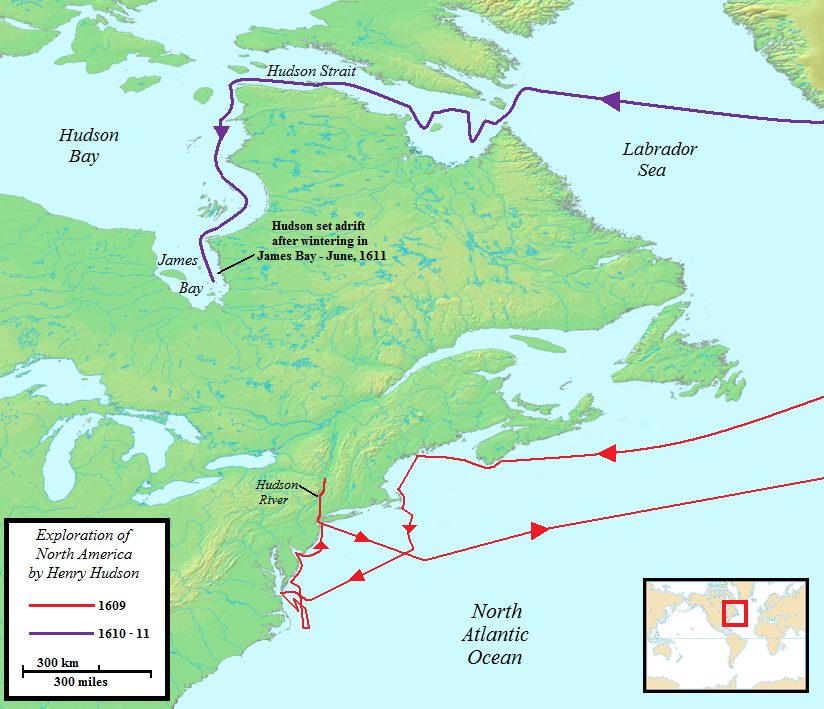
خريطة رحلات هنري هدسون 1609-1611 إلى أمريكا الشمالية لخدمة شركة الهند الشرقية الهولندية (VOC)

أرسل هنري السابع ملك إنجلترا بعثة بقيادة جون كابوت (جيوفاني كابوتو) سنة 1497؛ فكانت الأولى من سلسلة بعثات فرنسية وإنجليزية لاستكشاف أمريكا الشمالية. لعب البحارة من شبه الجزيرة الإيطالية دورًا مهمًا في الاستكشافات الأولى، ولا سيما بحار جنوة كريستوفر كولومبوس. مع الغزوات الكبرى لوسط المكسيك وبيرو واكتشافات الفضة، لم تبذل إسبانيا جهودًا تذكر لاستكشاف الجزء الشمالي من الأمريكتين؛ فقد تركزت مواردها في أمريكا الوسطى والجنوبية حيث عثرت على الكثير من الثروات. كانت الرحلات الاستكشافية الأوروبية الأخرى مدفوعة في البداية بنفس فكرة كولومبوس، وهي اختصار طريق إلى البر القاري الآسيوي. بعد أن أكد بالبوا وجود محيط آخر (المحيط الهادئ) في 1513، لا يزال هناك دافع لإيجاد ممر محيطي شمالي غربي للتجارة الآسيوية. لم يتم اكتشاف ذلك إلا في أوائل القرن 20، ولكن تم العثور على احتمالات أخرى على الرغم من عدم وجود شيء على نطاق مذهل للإسبان. في أوائل القرن السابع عشر بدأ المستعمرون من عدد من دول شمال أوروبا بالاستقرار على الساحل الشرقي لأمريكا الشمالية. وفي 1520-1521 استكشف البرتغالي جواو ألفاريس فاغوندي برفقة بحارة من البرتغال وجزر الأزور، نيوفاوندلاند ونوفا سكوتيا (ربما وصلوا إلى خليج فندي في حوض ميناس، وأنشأوا مستعمرة لصيد الأسماك في جزيرة كيب بريتون التي استمرت إلى مابين 1570 أو نهاية القرن.
في 1524 أبحر الإيطالي جيوفاني دي فيرازانو تحت إمرة فرانسوا الأول ملك فرنسا المستاء من تقسيم العالم بين البرتغال والإسبان. استكشف فيرازانو الساحل الأطلسي لأمريكا الشمالية من ساوث كارولينا إلى نيوفاوندلاند، وكان أول أوروبي مسجل يزور ما عرف لاحقًا مستعمرة فيرجينيا والولايات المتحدة. وفي نفس العام استكشف استيبان غوميز رسام الخرائط البرتغالي (الذي كان في أسطول فرديناند ماجلان) نوفا سكوشا مبحرًا جنوبًا عبر مين حيث دخل ما يُعرف الآن بميناء نيويورك ونهر هدسون ووصل في النهاية إلى فلوريدا في أغسطس 1525، ونتيجة رحلته الاستكشافية حدد رسام الخرائط ديوقو ريبيرو الساحل الشرقي لأمريكا الشمالية بشكل مثالي تقريبًا في 1529. وما بين 1534 إلى 1536 كان المستكشف الفرنسي جاك كارتييه الذي يُعتقد أنه رافق فيرازانو إلى نوفا سكوشا والبرازيل أول أوروبي سافر إلى داخل أراضي أمريكا الشمالية واصفًا خليج سانت لورنس الذي أطلق عليه اسم إسم كندا [الإنجليزية] نقلا من لغة الإيروكوا الذين أسموها بكندا لفرانسيس الأول ملك فرنسا.

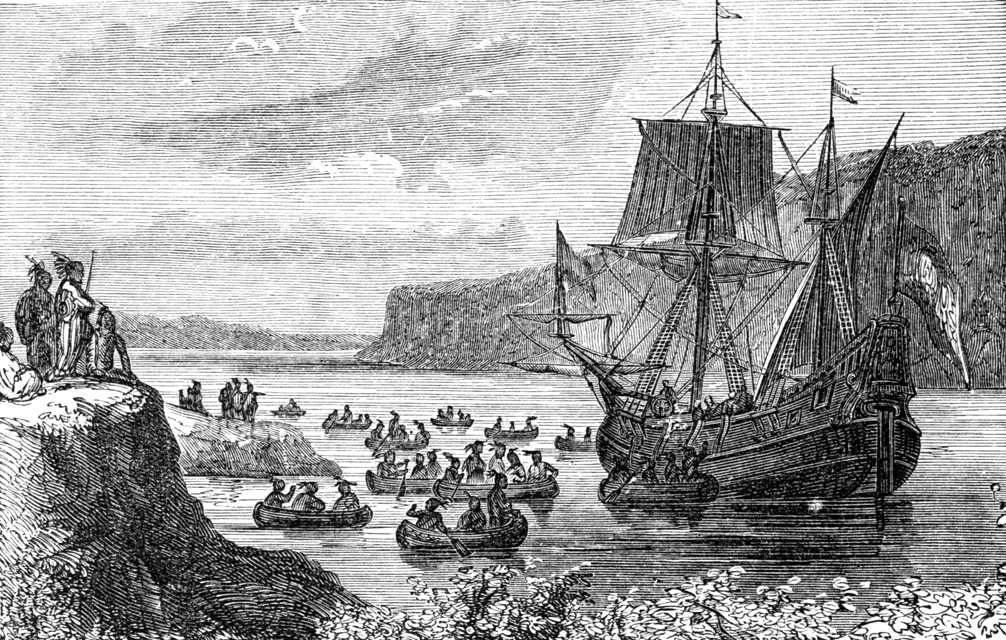
سفينة هنري هدسون هالف مين في نهر هدسون

اكتشف الأوروبيون ساحل المحيط الهادئ بداية من منتصف القرن السادس عشر. حيث بدأها الأسباني فرانسيسكو دي أولوا باستكشاف ساحل المكسيك على المحيط الهادئ، ومنها خليج كاليفورنيا، وأثبت أن باخا كالفورنيا هي شبه جزيرة. على الرغم من تقريره المستند على معلومات مباشرة، إلا أن أسطورة جزيرة كاليفورنيا لازالت مستمرة في أوروبا. قدم تقريره بأول ذكر لاسم كاليفورنيا. وأبحر الملاح البرتغالي جواو رودريغيز كابريلو لصالح التاج الإسباني، فكان أول أوروبي وطأت قدماه كاليفورنيا في 28 سبتمبر 1542 على شواطئ خليج سان دييغو، فطالب كاليفورنيا لإسبانيا. ثم حط في سان ميغيل إحدى جزر القنال، واستمر نحو الشمال حتى بوينت رييس في البر الرئيسي. وبعد وفاته واصل الطاقم استكشافه حتى شمال ولاية أوريغون.
وفي سنة 1579 أبحر القبطان الإنجليزي فرانسيس دريك على طول الساحل شمال موقع كابريلو أثناء إبحاره حول العالم. وكان لدريك مسيرة طويلة وناجحة ما في مهاجمة المستوطنات الإسبانية في جزر الكاريبي والبر الرئيسي، لذلك كان بالنسبة للإنجليز بطلاً عظيماً وبروتستانتياً متحمساً، لكن بالنسبة للإسبان كان قرصانًا مخيفاً. لعب دريك دورًا رئيسيًا في هزيمة الأسطول الأسباني سنة 1588، وقاد بنفسه أسطولًا إلى منطقة البحر الكاريبي الإسبانية ولكن لم ينجح في إزاحة الإسبان. وفي 5 يونيو 1579 هبطت السفينة لفترة وجيزة إلى اليابسة في ساوث كوف- كيب أراغو جنوب خليج كوس مباشرة في أوريغن، ثم أبحرت جنوبًا أثناء البحث عن ميناء مناسب لإصلاح سفينته التالفة. وفي 17 يونيو وجد دريك وطاقمه خليجًا محميًا عندما هبطوا على ساحل المحيط الهادئ لما يُعرف الآن بشمال كاليفورنيا بالقرب من بوينت رييس. بينما على الشاطئ ادعى أن المنطقة للملكة إليزابيث الأولى ملكة إنجلترا باسم نوفا ألبيون أو نيو ألبيون. لتوثيق ادعائه وتأكيده نشر دريك لوحة نحاسية منقوشة للمطالبة بالسيادة على الملكة إليزابيث وخلفائها على العرش. وتعتبر الأماكن التي نزلها دريك على الساحل الغربي لأمريكا الشمالية جزءًا صغيرًا من رحلته حول العالم من 1577 إلى 1580، وهو أول قبطان يعمل لحسابه الخاص وسفينته الخاصة. توفي دريك في 1596 قبالة سواحل بنما بعد إصابته بجروح من غارة.
خلال سنوات 1609 و 1611 وبعد عدة رحلات نيابة عن التجار الإنجليز لاستكشاف ممر شمال شرقي محتمل إلى الهند، اكتشف الملاح الإنجليزي هنري هدسون وبرعاية شركة الهند الشرقية الهولندية (VOC) المنطقة المحيطة بمدينة نيويورك الحالية أثناء البحث عن طريق غربي إلى آسيا. واستكشف نهر هدسون وأرسى الأساس للاستعمار الهولندي للمنطقة. امتدت رحلة هدسون الاستكشافية الأخيرة إلى أقصى الشمال بحثًا عن الممر الشمالي الغربي، مما أدى إلى اكتشافه لمضيق هدسون وخليج هدسون. بعد فصل الشتاء في خليج جيمس حاول هدسون المضي قدمًا في رحلته في ربيع 1611 لكن معظم طاقمه تمرد، وألقوه مع ابنه وسبعة آخرين في أحد الأماكن، ولم يشاهد آل هودسون ورفاقهم مرة أخرى.

### البحث عن طريق شمالي

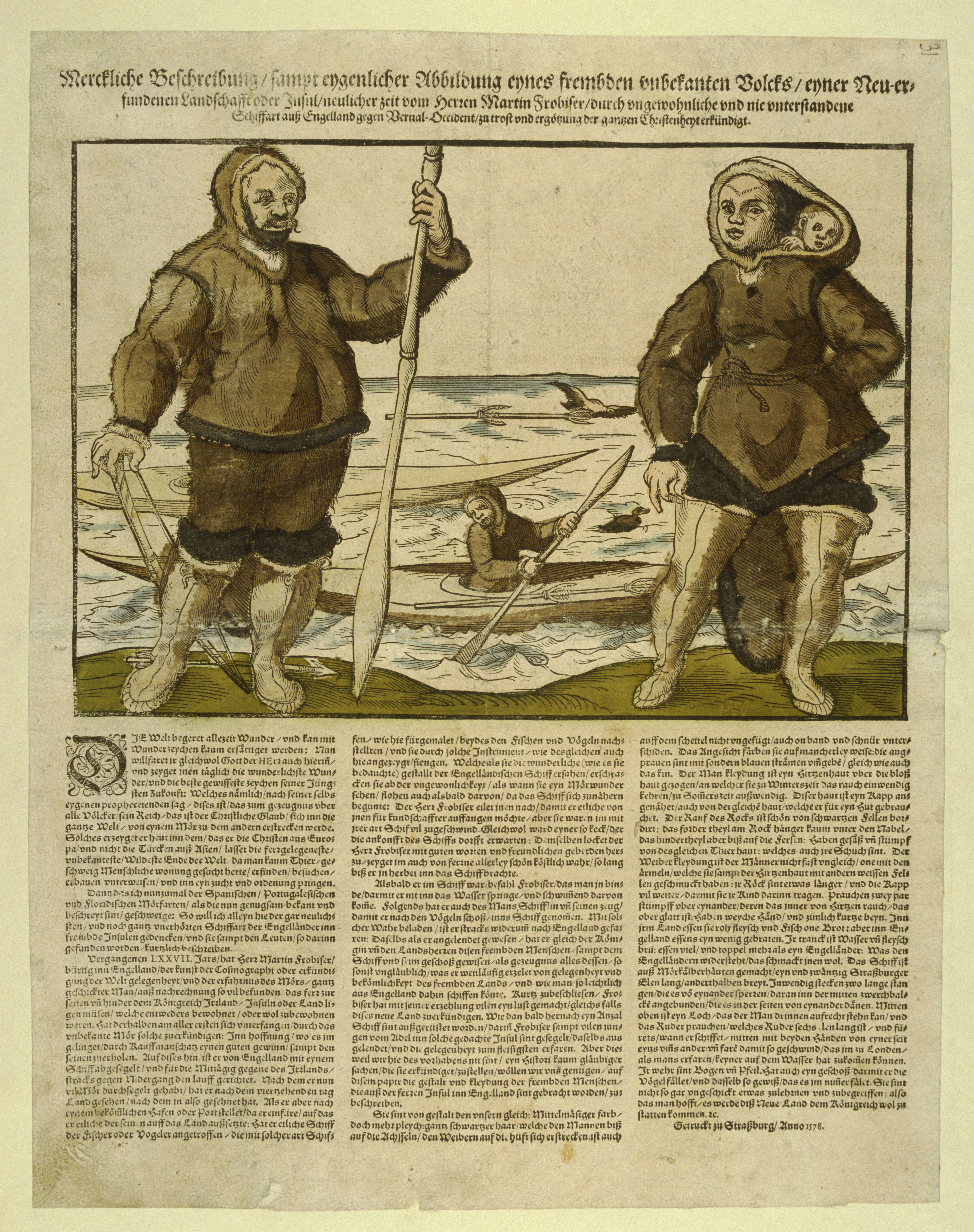
تقرير باللغة الألمانية عن إحدى بعثات مارتن فروبيشر في القطب الشمالي

لم تتمكن فرنسا وهولندا وإنجلترا من طريق بحري إلى آسيا إلا عبر إفريقيا أو أمريكا الجنوبية. وعندما أصبح واضحًا أنه لا يوجد طريق عبر وسط الأمريكتين، تحول الانتباه إلى إمكانية المرور عبر البحار الشمالية. دفعت الرغبة في إنشاء مثل هذا الطريق الكثير من عمليات الاستكشاف الأوروبية لسواحل القطب الشمالي لكل من أمريكا الشمالية وروسيا. ففي روسيا طرح الدبلوماسي جيراسيموف في 1525 لأول مرة فكرة ممر بحري محتمل يربط بين المحيط الأطلسي والمحيط الهادئ، على الرغم من أن المستوطنين البومور الروس على ساحل البحر الأبيض كانوا يستكشفون أجزاء من الطريق في بداية القرن ال 11.
في سنة 1553 ذهب المستكشف الإنجليزي هيو ويلوبي مع كبير الملاحين ريتشارد تشانسيلور في ثلاث سفن بحثًا عن ممر لشركة التجار المغامرين إلى الأراضي الجديدة (بالإنجليزية: Company of Merchant Adventurers to New Lands)‏ في لندن. أثناء الرحلة عبر بحر بارنتس اعتقد ويلوبي أنه رأى جزرًا في الشمال، وجُزُرًا أسماها أرض ويلوبي عُرضت على الخرائط التي نشرها بلانسيوس ومركاتور في عقد 1640. ثم انفصلت السفن عن بعضها بسبب العواصف القوية في بحر النرويج، وأبحر ويلوبي إلى خليج بالقرب من الحدود الحالية بين فنلندا وروسيا. وبعد سنة عثر الصيادون الروس على القبطان ويلوبي وسفنه مع الطاقم وهم متجمدون، ووجدوا أيضًا مذكراته. تمكن ريتشارد تشانسلور من إلقاء مرساة في البحر الأبيض وشق طريقه براً إلى موسكو وبلاط إيفان الرهيب، وافتتح التجارة مع روسيا وأصبحت شركة التجار المغامرون تسمى شركة موسكوفي.
في يونيو 1576 قاد الملاح الإنجليزي مارتن فروبيشر رحلة استكشافية تتكون من ثلاث سفن و35 رجلاً للبحث عن ممر شمال غربي حول أمريكا الشمالية. كانت الرحلة مدعومة من شركة موسكوفي، نفس التجار الذين استأجرهم هيو ويلوبي لإيجاد ممر شمال شرقي فوق روسيا. وأغرقت عواصف عنيفة سفينة وأجبرت أخرى على العودة لكن فروبيشر والسفينة المتبقية وصلتا إلى ساحل لابرادور في يوليو. وبعد أيام قليلة وصلوا إلى مصب ما يعرف الآن بخليج فروبيشر. واعتقد فروبيشر أنه المدخل إلى ممر شمالي غربي وأطلق عليه اسم مضيق فروبيشر وألحق جزيرة بافن لحكم الملكة إليزابيث. وبعد بعض الاستكشافات الأولية عاد فروبيشر إلى إنجلترا. ثم قاد رحلتين متتاليتين في 1577 و 1578، لكنه فشل في العثور على الممر المأمول. جلب فروبيشر إلى إنجلترا سفنه المحملة بخامات معادن ظنًا منه أنها ثمينة، ولكن تبين أنها عديمة القيمة وأضرت بسمعته كمستكشف. ومع ذلك لا يزال من أوائل الشخصيات التاريخية المهمة في كندا.

#### استكشاف بارنتز للقطب الشمالي

خريطة ويليام بارنتز في رحلته الثالثة لاستكشاف القطب الشمالي 1598

في 5 يونيو 1594 غادر رسام الخرائط الهولندي ويليام بارنتز من تيسل في أسطول مكون من ثلاث سفن لدخول بحر كارا على أمل العثور على الممر الشمالي الشرقي فوق سيبيريا. في جزيرة ويليامز واجه الطاقم دبًا قطبيًا لأول مرة، فقرروا إدخاله السفينة، لكن الدب هاج فقُتِل. وصل بارنتز إلى الساحل الغربي لنوفايا زيمليا وحاذاها شمالًا قبل أن يضطر للعودة بعد مواجهة الجبال الجليدية الكبيرة.
في العام التالي عينه الأمير موريس أمير أورانج قائدًا رئيسيًا لبعثة استكشافية جديدة مؤلفة من ست سفن محملة بالسلع التجارية التي كان الهولنديون يأملون في التجارة بها مع الصين. فصادفت الحملة «رجال متوحشون» من ساموديون، إلا أنهم عادوا بعدما اكتشفوا تجمد بحر كارا. وفي 1596 عرضت القيادة العامة مكافأة عالية لأي شخص ينجح في الإبحار في الممر الشمالي الشرقي. فقام مجلس مدينة أمستردام بشراء وتجهيز سفينتين صغيرتين للقبطانين يان ريجب وجاكوب فان هيمسكيرك للبحث عن تلك القناة الصعبة، تحت قيادة بارنتز. فانطلقوا في مايو وفي يونيو اكتشفوا جزيرة الدب وسبيتسبرغن حيث شاهدوا الساحل الشمالي الغربي. لقد رأوا خليجًا كبيرًا أطلقوا عليه رودفيوردن، ودخلوا ماجدلين فيوردن وأطلقوا عليه خليج تسك، وأبحروا إلى المدخل الشمالي لفورلاند سندت والتي أطلقوا عليها كيرويك، لكنهم اضطروا إلى العودة بسبب المياه الضحلة. وفي 28 يونيو قاموا بالدوران شمالًا من جزيرة برنس كارل فورلاند، وأطلقوا عليها اسم فوغلهوك بسبب العدد الكبير من الطيور، وأبحروا جنوبًا مرورًا بجزر إيزفيوردن وبلساند، والتي سمبت في مخطط بارنتز باسم غروتن إينوك وإينوك.

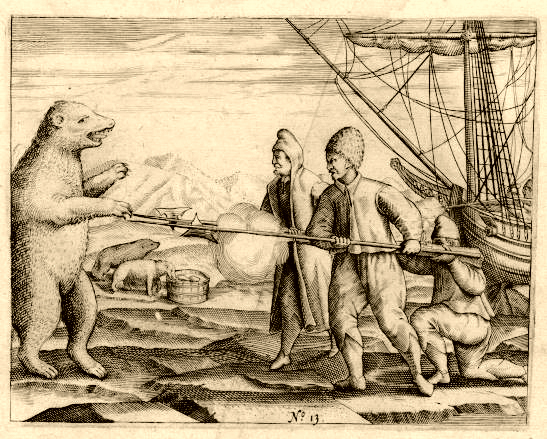
طاقم ويليم بارنتز يقاتل دبًا قطبيًا

مرة أخرى عادت السفن إلى جزيرة الدب في 1 يوليو، فتسبب ذلك إلى خلافات بينهم فافترقوا. فاستمر بارنتز في الشمال الشرقي، بينما توجه ريجب شمالًا. وصل بارنتز إلى نوفايا زيمليا ولتجنب الوقوع في شرك الجليد، توجه إلى مضيق فياغاتس لكنه علق داخل جبال وطوافات الجليدية. وبعد أن تقطعت بهم السبل اضطر الطاقم المكون من 16 رجلاً لقضاء الشتاء على الجليد. استخدم الطاقم الخشب من سفينتهم لبناء نزل للسكن. واستخدموا في التعامل مع البرد القارس الأقمشة التجارية لصنع بطانيات وملابس إضافية واصطادوا الثعالب والدببة القطبية في فخاخ بدائية. مع ذلك فعند حلول يونيو لم يخف الجليد قبضته على السفينة، أخذ الناجون الذين يعانون من داء الإسقربوط زورقين صغيرين إلى البحر. توفي بارنتز في البحر في 20 يونيو 1597 أثناء دراسته للرسوم البيانية. استغرق الأمر سبعة أسابيع أخرى حتى وصلت القوارب إلى كولا حيث أنقذتهم سفينة تجارية روسية. نجا 12 من أفراد الطاقم فقط، ووصلوا إلى أمستردام في نوفمبر حيث نشر اثنان الطاقم يومياتهم.
في سنة 1608 قام هنري هدسون بمحاولة ثانية لعبور البحار الشمالية من روسيا. وصل إلى نوفايا زمليا لكنه اضطر للعودة. وما بين 1609 و 1611 استمر هدسون في رحلاته نيابة عن التجار الإنجليز لاستكشاف طريق البحر الشمالي المحتمل إلى الهند، فاكتشف المنطقة المحيطة بمدينة نيويورك الحديثة أثناء البحث عن طريق غربي إلى آسيا بتمويل شركة الهند الشرقية الهولندية (VOC).

### أستراليا ونيوزيلندا الهولندية

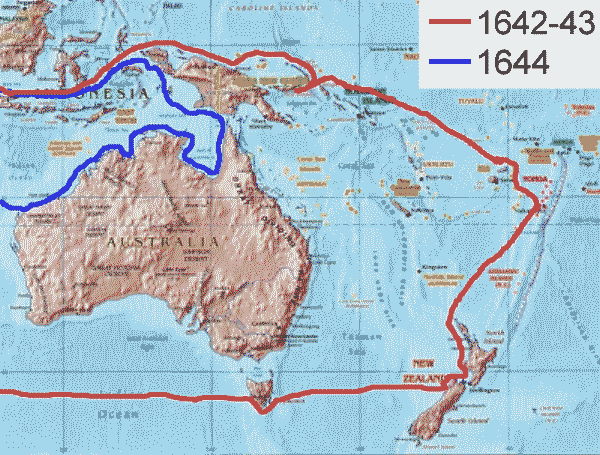
مسار رحلات أبل تاسمان 1642 و 1644 في هولندا الجديدة (أستراليا) لخدمة VOC (شركة الهند الشرقية الهولندية)

كانت تيرا أستراليس (وتعني باللاتينية: الأرض الجنوبية) قارة افتراضية ظهرت على الخرائط الأوروبية من القرن الخامس عشر إلى القرن الثامن عشر، ولها جذور من نظرية قدمها أرسطو. تم تصويرها على خرائط دييب [الإنجليزية] في منتصف القرن السادس عشر، حيث بدا خط ساحل جنوب جزر الهند الشرقية؛ غالبًا ما تم رسمها بشكل متقن، مع غزارة من التفاصيل الوهمية. أدت الاكتشافات إلى تقليص المساحة التي يمكن أن توجد فيها القارة؛ ومع ذلك فإن العديد من رسامي الخرائط متمسكين برأي أرسطو، مثل جيراردوس مركاتور (1569) وألكسندر دالريمبل حتى نهاية 1767 وأصروا بوجودها، مع الحجج القائلة بوجوب وجود مساحة كبيرة من اليابسة في نصف الكرة الجنوبي تكون قوة موازنة لليابسة المعروفة في نصف الكرة الشمالي. وعند اكتشاف أي أراضٍ جديدة كان يُفترض مباشرة بأنها أجزاء من تلك القارة الافتراضية.
ادعى خوان فرنانديز الذي أبحر من تشيلي سنة 1576، أنه اكتشف القارة الجنوبية. وأثبت لويس فاز دي توريس الملاح الجاليكي الذي يعمل لإسبانيا بوجود ممر جنوب غينيا الجديدة المعروف الآن باسم مضيق توريس. ورأى بيدرو فرنانديز دي كويروس البرتغالي الذي يعمل للتاج الإسباني جزيرة كبيرة جنوب غينيا الجديدة في 1606، وأطلق عليها اسم لا أستراليا ديل إسبيريتو سانتو. وصور ذلك لملك إسبانيا بأنها أرض إستراليس المجهولة. ولكنها لم تكن أستراليا بل جزيرة من جزر فانواتو الحالية.

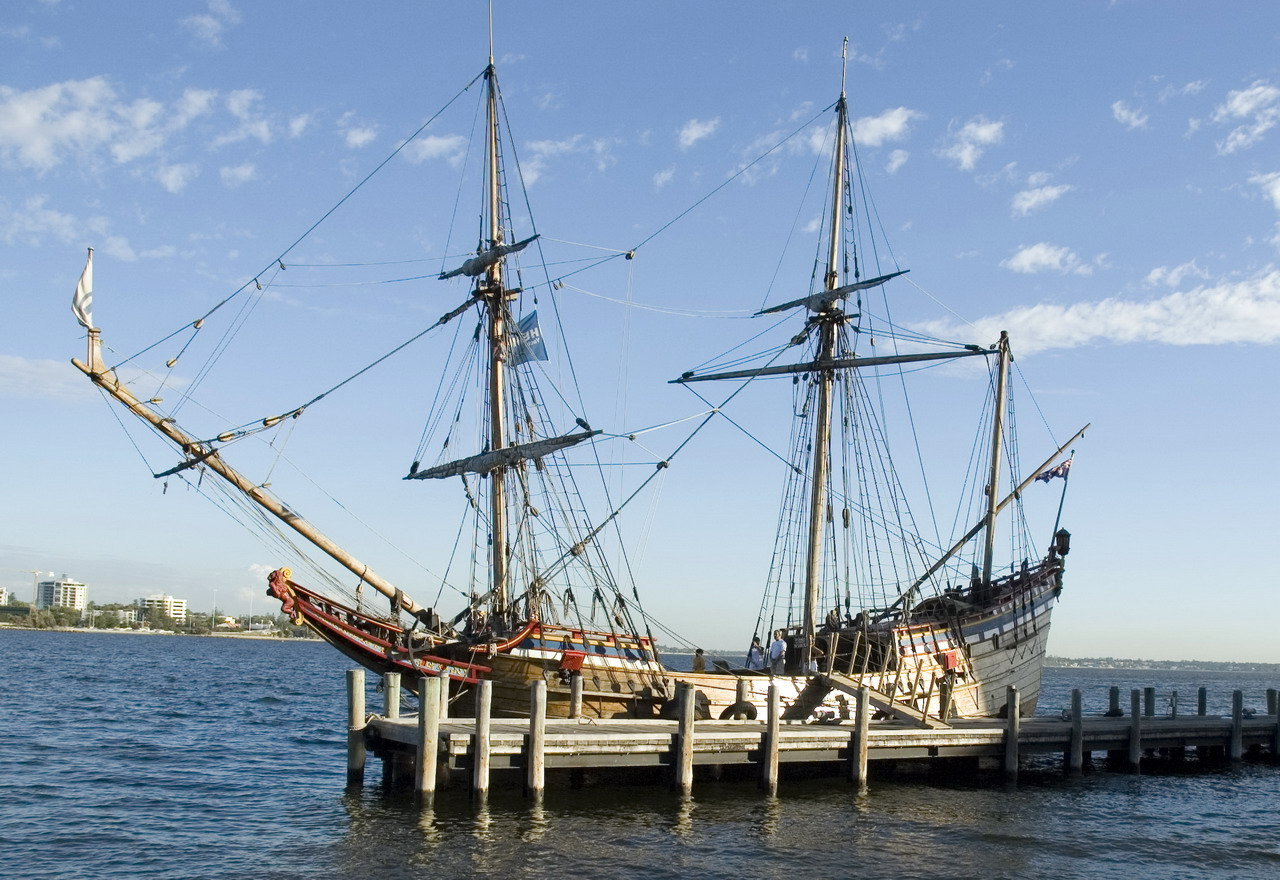
نسخة طبق الأصل لسفينة دويفكن في نهر سوان إستراليا

أبحر الملاح الهولندي والحاكم الاستعماري ويليم جانزون من هولندا متجهًا إلى جزر الهند الشرقية للمرة الثالثة في 18 ديسمبر 1603، كونه قبطان السفينة دويفكن (وتعني اليمامة الصغيرة) إحدى السفن الاثنتي عشرة التابعة لأسطول ستيفن فان دير هاغن الكبير. بمجرد الوصول إلى جزر الهند أرسل جانزون للبحث عن منافذ أخرى للتجارة، وبالذات في «أرض غينيا الجديدة الكبيرة والأراضي الشرقية والجنوبية الأخرى». وفي 18 نوفمبر 1605 أبحرت دويفكن من بانتام إلى ساحل غرب غينيا الجديدة. فعبر جانزون الطرف الشرقي لبحر آرافورا دون رؤية مضيق توريس إلى خليج كاربنتاريا. وفي 26 فبراير 1606 وصل إلى اليابسة في نهر بينيفاذر على الشاطئ الغربي لكيب يورك في كوينزلاند بالقرب من مدينة ويبا الحالية. هذا هو أول هبوط أوروبي مسجل في القارة الأسترالية. شرع جانزون في رسم حوالي 320 كيلومتر (199 ميل) من الساحل، وكان يعتقد أنه امتداد لجنوب غينيا الجديدة. وفي سنة 1615 أثبت يعقوب لو مير وويليم شوتن بعد عبورهما كيب هورن أن أرض النار كانت جزيرة صغيرة نسبيًا.
في 1642-1644 أبحر أبل تاسمان وهو أيضًا مستكشف هولندي وتاجر في خدمة VOC حول هولندا الجديدة ليثبت أن أستراليا لم تكن جزءًا من القارة الجنوبية الأسطورية. لقد كانت أول رحلة استكشافية أوروبية معروفة للوصول إلى جزر أرض فان دايمن (الآن تسمانيا) ونيوزيلندا ومشاهدة جزر فيجي، وهو ما فعله في 1643. كما قام تاسمان وملاحه فيشر وتاجره غيلسمان بوضع خرائط لأجزاء كبيرة من جزر فيجي وأستراليا ونيوزيلندا وجزر المحيط الهادئ.

## البعثات الروسية نحو سيبيريا (1581–1660)

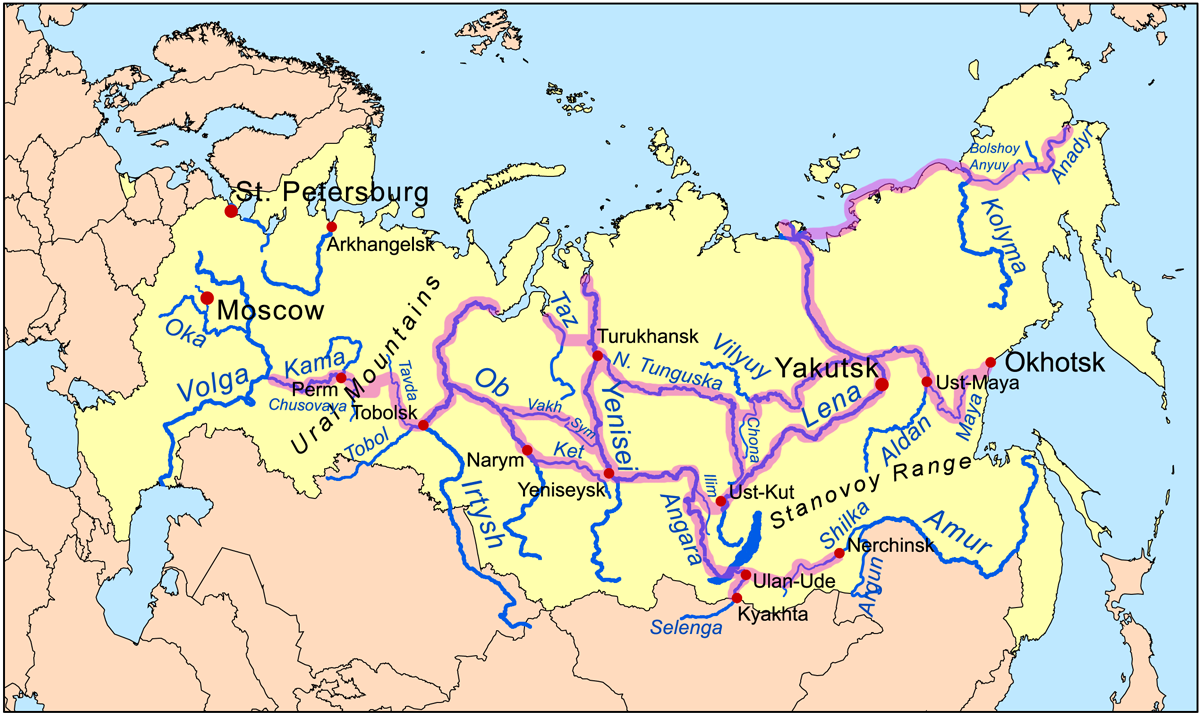
كانت طرق الأنهار السيبيرية ذات أهمية أساسية في عملية الاستكشاف.

في منتصف القرن السادس عشر غزت روسيا القيصرية خانات التتار في قازان وأستراخان، وضمت بذلك منطقة الفولغا بأكملها وفتحت الطريق إلى جبال الأورال. قادت أسرة ستروغانوف [الإنجليزية] الثرية استعمار الأراضي الجديدة الواقعة في أقصى شرق روسيا، والتمدد باتجاه الشرق. منح القيصر إيفان الرابع ممتلكات شاسعة بالقرب من جبال الأورال بالإضافة إلى امتيازات ضريبية لأنيكي ستروغانوف، الذي نظم هجرة واسعة النطاق إلى تلك الأراضي. وطورت أسرة ستروغانوف الزراعة والصيد وصناعة الملح وصيد الأسماك وتعدين الخام في جبال الأورال وأقاموا التجارة مع القبائل السيبيرية.

### الاستيلاء على خانية سيبير
في حوالي 1577 استأجر سميون ستروجانوف وأبناء آخرون لأنيكي ستروجانوف زعيمًا للقوزاق يُدعى يرماك لحماية أراضيهم من هجمات الخان كوتشوم السيبيري. وفي 1580 توصل ستروغانوف ويرماك إلى فكرة حملة عسكرية نحو سيبيريا من أجل محاربة كوتشوم في أرضه. وفي 1581 بدأ يرماك رحلته إلى أعماق سيبيريا. بعد انتصارات قليلة على جيش الخان هزم شعب يرماك القوات الرئيسية لكوتشوم على نهر إيرتيش في معركة تشوفاش كيب التي استمرت 3 أيام في 1582. تراجعت بقايا جيش الخان إلى السهوب، وبالتالي استولى يرماك على خانات سيبيريا، بما في ذلك عاصمتها قاشلق بالقرب من توبولسك الحالية. كان كوتشوم لا يزال قوياً وهاجم فجأة يرماك سنة 1585 في جوف الليل، مما أسفر عن مقتل معظم الجنود. أصيب يرماك وحاول السباحة عبر نهر واجاي (رافد إيرتيش)، لكنه غرق تحت وطأة ثقل الدرع. فكان على القوزاق الانسحاب من سيبيريا بالكامل، ولكن بفضل استكشاف يرماك لجميع طرق الأنهر الرئيسية في غرب سيبيريا، نجح الروس في استعادة جميع ماخسروه بعد عدة سنوات فقط.

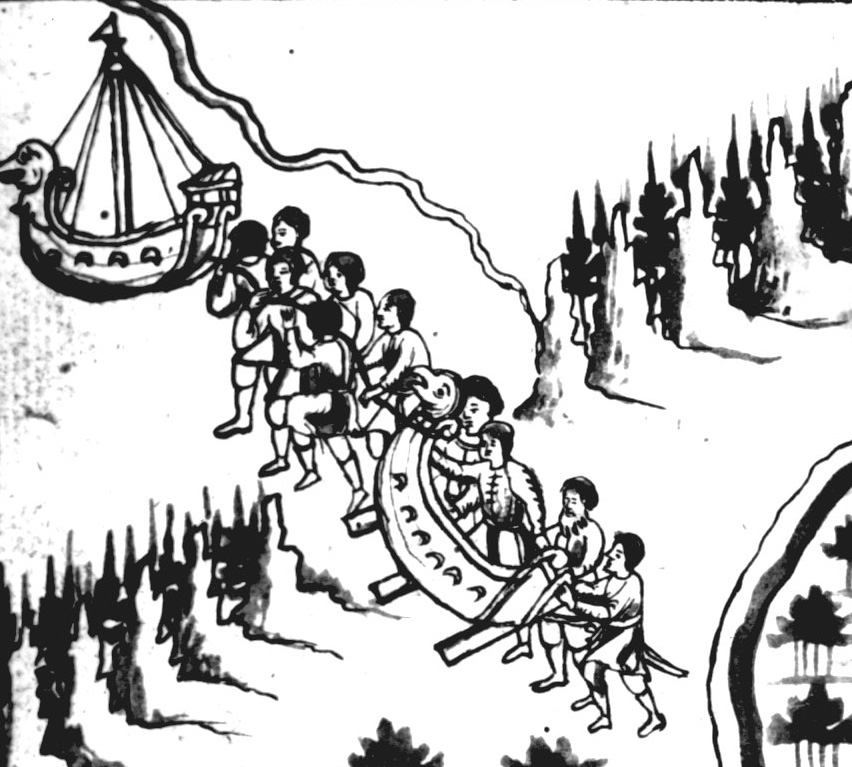
يرماك تيموفيفيتش ومجموعته من المغامرين يعبرون جبال الأورال في تاجيل، ويدخلون آسيا من أوروبا

### طرق أنهار سيبيريا
تباطأت حركة الروس باتجاه الشرق مع بداية القرن السابع عشر، بسبب الاضطرابات الداخلية في البلاد. ومع ذلك سرعان ما تم استئناف استكشاف واستعمار أراضي سيبيريا الشاسعة، بقيادة القوزاق في الغالب بحثًا عن الفراء والعاج الثمين. بينما جاء القوزاق من جبال الأورال الجنوبية، أتت موجة أخرى من الروس عبر المحيط المتجمد الشمالي، وهم البومور من الشمال الروسي الذين كانوا يتاجرون بالفراء مع مانغازية في شمال غرب سيبيريا لفترة طويلة. وفي 1607 تم تأسيس مستوطنة توروخانسك على نهر ينسي الشمالي بالقرب من مصب تونجوسكا، وفي سنة 1619 تم تأسيس قلعة يينيسيسك في منتصف نهر ينسي عند أعالي تونجوسكا.
ما بين 1620 و 1624 غادرت مجموعة من صيادي الفراء بقيادة ديميد بياندا توروخانسك واستكشفت حوالي 1,430 ميل (2,301 كيلومتر) من تونجوسكا السفلى، وأمضوا فصل الشتاء بالقرب من نهري فيليوي ولينا. وفقًا للروايات الأسطورية اللاحقة (تم جمع الحكايات الشعبية بعد قرن من وقوع الحدث) اكتشف بياندا نهر لينا. يُزعم أنه اكتشف حوالي 1,500 ميل (2,414 كيلومتر) من طولها، ووصل إلى وسط ياقوتيا. ثم عاد إلى نهر لينا حتى أصبح صخريًا وضحلًا جدًا، فانتقل إلى نهر أنغارا. بهذه الطريقة ربما أصبح بياندا أول روسي قابل شعبي الياكوت وبورياتيون. قام ببناء قوارب جديدة واستكشف حوالي 870 ميل (1,400 كيلومتر) من أنغارا، وأخيرًا وصل إلى يينيسيسك واكتشف أن نهر أنغارا (اسم من لغة البوريات) ونهر أعالي تونجوسكا (أو كما كان يسمى فرخنيايا تونجوسكا عند الروس) هما نفس النهر.
وفي سنة 1627 تم تعيين بيوتر بيكيتوف قائدا عسكريا لينسي في سيبيريا. نجح في تنفيذ الرحلة لتحصيل الضرائب من زابايكال البورياتيون، ليصبح أول روسي يخطو في بورياتيا. أسس أول مستوطنة روسية هناك: قلعة رايبنسكي. وقد ذهب بيكيتوف إلى نهر لينا سنة 1631، حيث أسس ياكوتسك سنة 1632 وأرسل رجاله القوزاق لاستكشاف نهر ألدان وقد تعمق في نهر لينا لتأسيس قلاع جديدة وتحصيل الضرائب.
سرعان ما تحولت ياكوتسك إلى نقطة انطلاق رئيسية لمزيد من الرحلات الاستكشافية الروسية باتجاه الشرق والجنوب والشمال. مكسيم بيرفيليف الذي كان أحد مؤسسي يينيسيسك، أسس براتسك أوستروج في أنغارا سنة 1631، وفي 1638 أصبح أول روسي يدخل ترانس بايكال وسافر هناك من ياكوتسك.

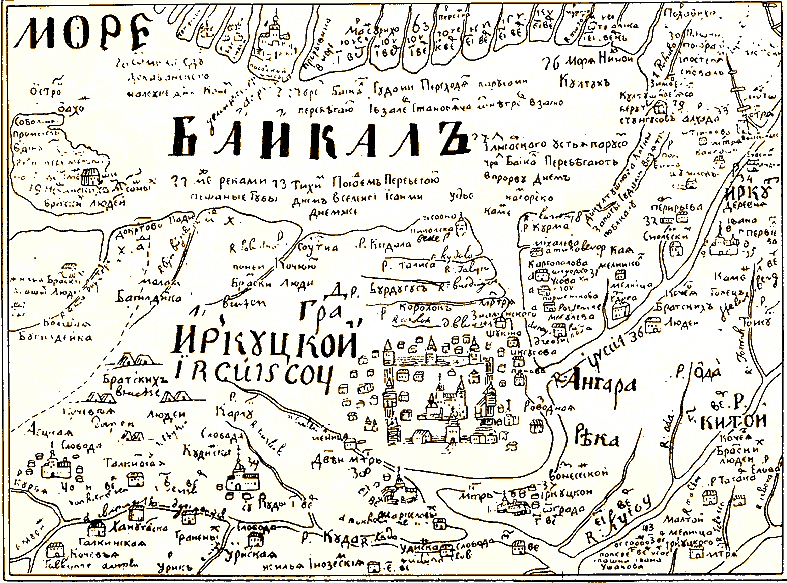
خريطة إيركوتسك وبجانبها بحيرة بايكال، كما تم تصويرها في أواخر القرن السابع عشر في كتاب وقائع ريميزوف

في عام 1643 قاد كوربات إيفانوف مجموعة من القوزاق من ياكوتسك إلى الجنوب من جبال بايكال فاكتشف بحيرة بايكال، وزار جزيرة أولخون. في وقت لاحق رسم إيفانوف أول رسم بياني ووصف لبايكال.

### وصول الروس إلى الهادئ
في سنة 1639 وصلت أول مجموعة من المستكشفين الروس بقيادة إيفان موسكفيتين إلى المحيط الهادئ واستكشفوا بحر أوخوتسك، بعد أن أقاموا معسكرًا شتويًا على شاطئه عند مصب نهر يوليا. علم القوزاق من السكان المحليين عن نهر آمور الكبير في أقصى الجنوب. وفي 1640 أبحروا جنوبًا على ما يبدو، واستكشفوا الشواطئ الجنوبية الشرقية لبحر أوخوتسك، وربما وصلوا إلى مصب نهر أمور وربما اكتشفوا جزر شانتار في طريق عودتهم. بناءً على رواية موسكفيتين، رسم كوربات إيفانوف أول خريطة روسية للشرق الأقصى سنة 1642.
وفي 1643 عبر فاسيلي بوياركوف سلسلة جبال ستانوفوي ووصل إلى أعالي نهر زيا في بلاد الدور، الذين كانوا يدفعون الجزية إلى المانشو الصينيين. وبعد شتاء 1644 اندفع بوياركوف إلى أسفل نهر زيا، وأصبح أول روسي يصل إلى نهر أمور. أبحر عبر نهر أمور واكتشف أخيرًا مصب هذا النهر العظيم من اليابسة. فبعد أن أثار القوزاق عداء السكان المحليين وراءه، اختار بوياركوف طريقًا مختلفًا للعودة. قاموا ببناء القوارب وأبحروا في 1645 على طول ساحل بحر أوخوتسك إلى نهر يوليا وقضوا الشتاء التالي في الأكواخ التي بناها إيفان موسكفيتن قبل ست سنوات. وفي سنة 1646 عادوا إلى ياكوتسك.

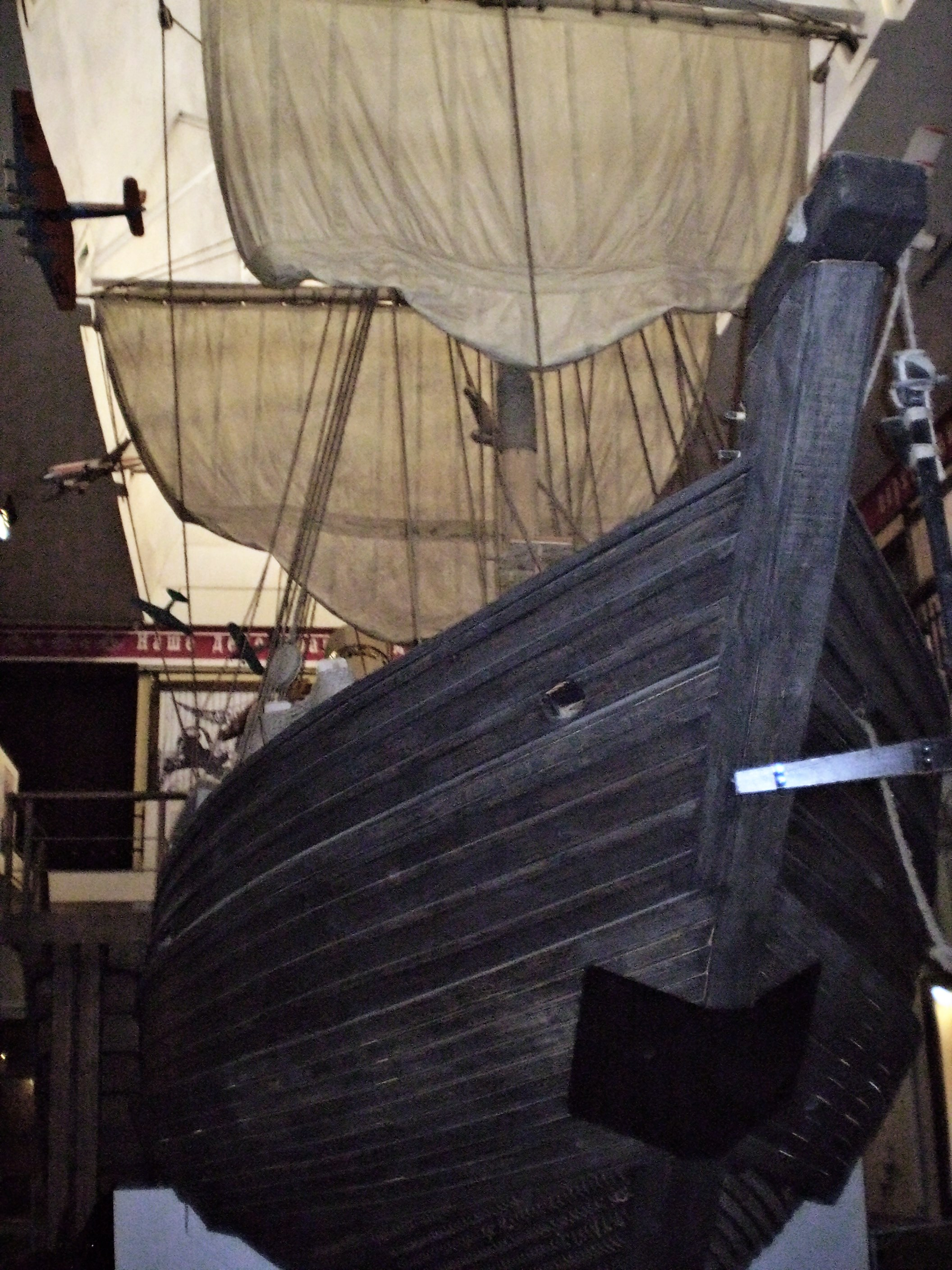
قارب كوتش من القرن 17 في متحف في كراسنويارسك. كان الكوتش هو أول كاسحات الجليد واستخدمها الروس على نطاق واسع في القطب الشمالي وفي أنهار سيبيريا.

في 1644 اكتشف ميخائيل ستادوخين نهر كوليما وأسس سريدنكوليمسك. وقام تاجر يدعى فيدوت أليكسيف بوبوف بتنظيم رحلة استكشافية أخرى باتجاه الشرق، بحيث أصبح سيمون ديزهنيوف قائدًا لأحد الكوتش. وفي سنة 1648 أبحروا من سريدنكوليمسك إلى القطب الشمالي، وبعد ذلك قاموا بالدوران حول رأس ديزهنيوف، ليصبحوا بذلك أول المستكشفين الذين مروا عبر مضيق بيرنغ واكتشفوا شبه جزيرة تشوكشي وبحر بيرنغ. وقد فقدت معظم سفن الكوتش وبمن فيها رجالها (بما في ذلك بوبوف نفسه) في العواصف والاشتباكات مع السكان الأصليين. وصلت مجموعة صغيرة بقيادة ديزهنيوف إلى مصب نهر أنادير وأبحرت فيه سنة 1649 بعد أن صنعت قوارب جديدة من الحطام. أسسوا قلعة أناديرسك حيث تقطعت بهم السبل هناك، حتى وجدهم ستادوخين قادما من كوليما برًا. وبعدها في 1651 انطلق ستادوخين جنوبًا، واكتشف خليج بنزهين على الساحل الشمالي لبحر أوخوتسك. ربما يكون قد اكتشف أيضًا الشواطئ الغربية لكامتشاتكا.
في 1649-1650 أصبح يروفي خاباروف ثاني روسي يستكشف نهر آمور. من خلال أنهار أوليوكما وتونغر وشيلكا وصل إلى أمور (داوريا)، وعاد إلى ياكوتسك ثم عاد إلى أمور بقوات أكثر في 1650-1653. هذه المرة واجه مقاومة مسلحة. وقام ببناء أحياء شتوية في ألبازين، ثم أبحر إلى آمور ووجد أشانسك المسماة حاليًا خاباروفسك، وهزم أو تهرب من مواجهة جيوش ضخمة من الدوريون المانشو الصينيين والكوريين في طريقه. ورسم خريطة لأمور في مشروعه لنهر أمور. وقد احتفظ الروس بمنطقة أمور حتى 1689 عندما تم بموجب اتفاق نيرتشينسك تخصيص هذه الأرض للإمبراطورية الصينية، (إلا أنهم استعادوها بموجب معاهدة ايجون في 1858).
في 1659-1665 كان كوربات إيفانوف الرئيس التالي لأناديرسكي أوستروغ بعد سيمون ديزهنيوف. فأبحر في 1660 من خليج أنادير إلى رأس ديزهنيوف. على قمة الخرائط الرائدة السابقة، يُنسب إلى إيفانوف إنشاء الخريطة الأولى لتشوكوتكا ومضيق بيرينج، والتي كانت أول من ظهر على الورق (بشكل تخطيطي للغاية) جزيرة رانجل التي لم يتم اكتشافها بعد، وجزر ديوميد وألاسكا، بناءً على البيانات التي تم جمعها من سكان تشوكوتكا الأصليين.
لذلك بحلول منتصف القرن السابع عشر أنشأ الروس حدود بلادهم بالقرب من الحدود الحديثة، واستكشفوا سيبيريا بأكملها تقريبًا، باستثناء كامتشاتكا الشرقية وبعض المناطق شمال الدائرة القطبية الشمالية. تم غزو كامتشاتكا لاحقًا في بداية عقد 1700 على يد فلاديمير أتلاسوف، بينما اكتمل اكتشاف ساحل القطب الشمالي وألاسكا بواسطة البعثة الشمالية الكبرى في 1733-1743.

مزيد من المعلومات: أهم الحملات الاستطلاعية بعد عصر الاستكشاف

## التأثير العالمي

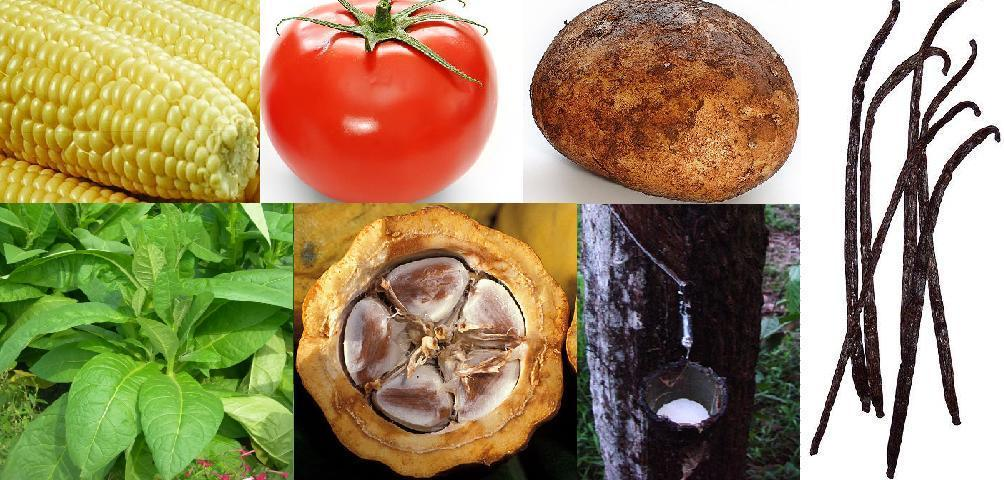
محاصيل العالم الجديد. باتجاه عقارب الساعة من اليسار: 1. الذرة 2. الطماطم 3. البطاطا 4. فانيليا 5. شجرة المطاط 6. الكاكاو 7. تبغ

أدى التوسع الخارجي لأوروبا إلى ازدياد الارتباط بين العالمين القديم والجديد، فظهر إنتاج ماسمي بالتبادل الكولومبي الذي سمي على اسم كولومبوس. فبدأت تجارة الفضة العالمية من القرن 16 إلى القرن 18 [الإنجليزية] التي قادت إلى مشاركة أوروبا المباشرة في تجارة الخزف الصيني [الإنجليزية]. وتضمنت نقل البضائع الفريدة من نصف الكرة الأرضي إلى النصف الآخر. جلب الأوروبيون الماشية والخيول والأغنام إلى العالم الجديد، ومن العالم الجديد تلقى الأوروبيون التبغ والبطاطس والطماطم والذرة. أصبحت السلع والسلع الأخرى مهمة في التجارة العالمية مثل التبغ وقصب السكر ومحاصيل القطن في الأمريكتين، إلى جانب الذهب والفضة التي تم جلبها من القارة الأمريكية ليس فقط إلى أوروبا ولكن إلى أماكن كثيرة من العالم القديم.
أدى تشكيل روابط جديدة عبر المحيطات والتوسع اللاحق للتأثير الأوروبي إلى عصر الإمبريالية، وهي فترة تاريخية بدأت خلال عصر الاكتشاف، حيث استعمرت القوى الاستعمارية الأوروبية تدريجياً معظم أراضي هذا الكوكب. كان للطلب الأوروبي على التجارة والسلع والمستعمرات والعبيد تأثير كبير على بقية العالم. خلال استعمار أوروبا للأمريكتين، غزت القوى الاستعمارية الأوروبية واستعمرت العديد من الشعوب والثقافات المحلية، وأجرت العديد من التحويلات الإجبارية والنقل الثقافي القسري. إلى جانب ظهور الأمراض المعدية من أوروبا، أدت تلك الأحداث إلى انخفاض حاد في السكان الأمريكيين الأصليين. ولخص الباحث بيتر سي مانكال روايات السكان الأصليين للاستعمار الأوروبي على هذا النحو: «جلب وصول الأوروبيين الموت والتشريد والحزن واليأس إلى الأمريكيين الأصليين». في بعض المناطق مثل أمريكا الشمالية والوسطى وأستراليا ونيوزيلندا والأرجنتين، تعرض الأهالي الأصليين لمعاملة سيئة وطردوا من أراضيهم وتحولوا إلى أقليات خاضعة في الإقليم.

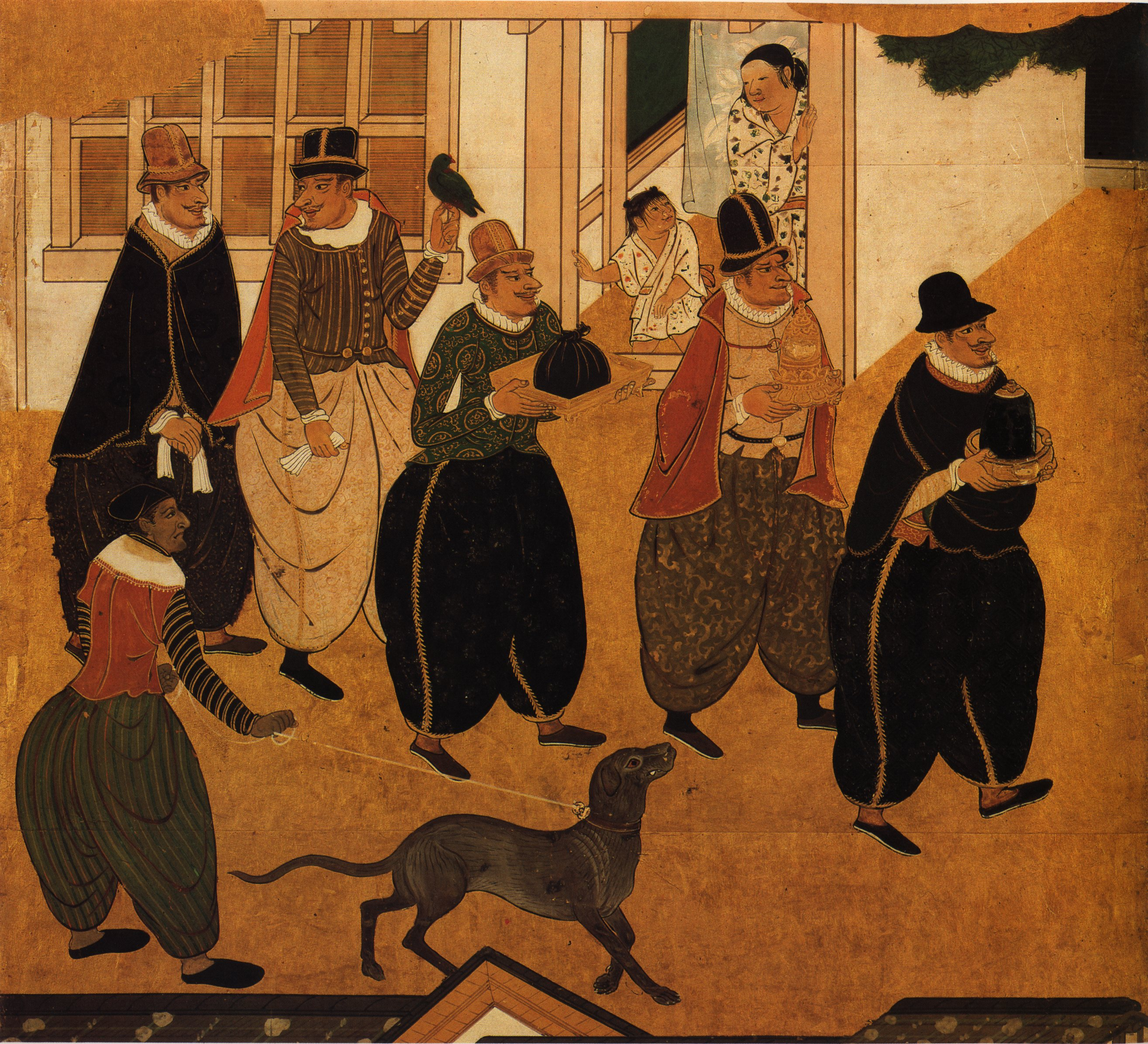
وصول التجار البرتغاليين نانبان إلى اليابان أثار دهشة السكان المحليين، تفاصيل من لوحة نانبان في مدرسة كانو، 1593–1600

وكذلك في غرب وشرق إفريقيا أغرت الدول المحلية شهية تجار الرقيق الأوروبيين، مما أدى إلى تغيير مظاهر الدول الأفريقية الساحلية وتغيير طبيعة العبودية في إفريقيا بشكل أساسي، مما تسبب في التأثير على المجتمعات والاقتصادات في عمق المناطق الداخلية.
وفي أمريكا الشمالية كان هناك العديد من النزاعات بين الأوروبيين والسكان الأصليين. كان للأوروبيين العديد من المزايا على السكان الأصليين. أدت الأمراض الأوراسية المُدخلة إلى القضاء على 50-90٪ من السكان الأصليين (انظر التاريخ السكاني للشعوب الأصلية في الأمريكيتين) لأنهم لم يتعرضوا لها من قبل وافتقروا إلى المناعة المكتسبة.
أدخل البرتغاليون الذرة والمنيهوت إلى إفريقيا في القرن السادس عشر. أصبحت الآن أغذية أساسية مهمة، وحلت محل المحاصيل المحلية. تكهن ألفرد كروسبي بأن زيادة إنتاج الذرة والمنيهوت ومحاصيل العالم الجديد الأخرى أدت إلى تركيزات أكبر من السكان في المناطق التي أسر فيها تجار الرقيق ضحاياهم.
في تجارة الفضة العالمية من القرن 16 إلى القرن 18، دب النشاط في الصين وفي أسرة مينج عن طريق البرتغاليين والإسبان والهولنديين. وعلى الرغم من كونها تجارة عالمية، إلا أن معظم الفضة وقع بيد الصين، فهيمنت على واردات الفضة. وخلال الفترة من 1600 و 1800 كانت الصين تتلقى في المتوسط 100 طن من الفضة سنويًا. وبلغ متوسط مايناله سكان دلتا نهر يانغتسي في أواخر القرن السادس عشر هو مئات من تايلات الفضة لكل منزل. فقد تم شحن أكثر من 150,000 طن فضة من بوتوسي أواخر القرن الثامن عشر. ومن 1500 إلى 1800 أنتجت المكسيك وبيرو حوالي 80٪ من فضة العالم، وأكثر من 30٪ منها انتهى بها المطاف إلى الصين (والسبب القوي لذلك هو التجار الأوروبيين الذين استخدموها لشراء سلع صينية غريبة). وفي أواخر القرن 16 وبداية القرن 17 كانت اليابان تصدر بكثافة إلى الصين بالخصوص والتجارة الخارجية بشكل عام. جلبت التجارة مع القوى الأوروبية واليابان كميات هائلة من الفضة، والتي حلت محل العملات النحاسية والورقية كوسيلة مشتركة للتبادل في الصين. خلال العقود الأخيرة من أسرة مينغ تضاءل تدفق الفضة إلى الصين بشكل كبير، مما أدى إلى تقويض إيرادات الدولة واقتصاد مينغ بأكمله. وقد تفاقم هذا الضرر الذي لحق بالاقتصاد بسبب التأثيرات على الزراعة في العصر الجليدي الصغير والكوارث الطبيعية وانهيار المحاصيل والأوبئة المفاجئة. وبالتالي سقطت السلطة، فتوجه الشعب لطلب الرزق إلى القادة المتمردين مثل لي زيتشنج الذين نافسوا حكم منغ.

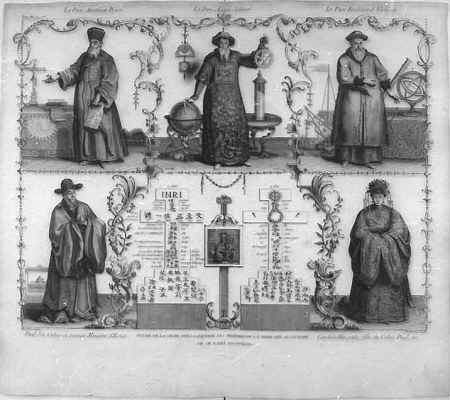
تعاون العلماء اليسوعيون على نطاق واسع مع علماء الفلك الصينيين، وقدموا مبدأ كوبرنيكوس. أعلى: ماتيو ريتشي، آدم شال and فردناند فربيست (1623–1688); تحت: بول سيو (شو جوانجكي)، كولاو أو رئيس الوزراء، وحفيدته كانديد هيو.

ساهمت المحاصيل الجديدة التي أتت إلى آسيا من الأمريكتين عبر المستعمرين الإسبان في القرن 16 في النمو السكاني لآسيا. على الرغم من أن الجزء الأكبر من الواردات إلى الصين كان من الفضة، إلا أن الصينيين اشتروا أيضًا محاصيل العالم الجديد من الإمبراطورية الإسبانية، مثل البطاطا الحلوة والذرة والفول السوداني، وهي أطعمة التي يمكن زراعتها في الأراضي التي لا يمكن أن تنمو فيها المحاصيل الرئيسية الصينية التقليدية مثل القمح والدخن والأرز، مما أدى إلى زيادة عدد سكان الصين. في عهد أسرة سونغ (960-1279) كان الأرز هو المحصول الرئيسي للفقراء؛ وبعد إدخال البطاطا الحلوة إلى الصين حوالي 1560 أصبحت تدريجيًا هي الطبق التقليدي للطبقات الدنيا.
بدأ وصول البرتغاليين إلى اليابان في 1543 فترة تجارة نانبان حيث تبنى اليابانيون العديد من التقنيات والممارسات الثقافية، مثل قربينة والدروع التي على الطراز الأوروبي والسفن الأوروبية والدين المسيحي والفن الزخرفي واللغة. فبعد أن حظر الصينيون التجارة المباشرة للتجار الصينيين مع اليابان، ملأ البرتغاليون هذا الفراغ التجاري ليكونوا وسطاء بينهما. اشترى البرتغاليون الحرير الصيني وباعوه لليابانيين مقابل الفضة المستخرجة من التعدين الياباني. نظرًا لأن الفضة كانت ذات قيمة عالية في الصين، تمكن البرتغاليين من استخدام الفضة اليابانية لشراء كميات أكبر من الحرير الصيني. وفي سنة 1573 أسس الأسبان قاعدة تجارية في مانيلا، إلا أن التجارة الوسيطة البرتغالية تفوقت كونها المصدر الرئيسي للفضة الواردة إلى الصين من الأمريكتين الإسبانية. ومع أن الصين كانت بمثابة الترس الذي أدار عجلة التجارة العالمية خلال القرنين 16 إلى 18، إلا أن مساهمة اليابان الهائلة في صادرات الفضة إلى الصين كانت حاسمة للاقتصاد العالمي وسيولة الصين ونجاحها في هذه السلعة.
كان اليسوعي الإيطالي ماتيو ريتشي (1552–1610) أول أوروبي يُسمح له بدخول المدينة المحرمة. فقام بتعليم الصينيين كيفية صنع بيانو صغير والعمل عليه، وترجم النصوص الصينية إلى اللاتينية والعكس، وعمل بشكل وثيق مع زميله الصيني شو جوانجكي (1562–1633) في الرياضيات.

### التأثير الاقتصادي على أوروبا
مع دخول مجموعة متنوعة من السلع الفاخرة العالمية إلى الأسواق الأوروبية عن طريق البحر، كسدت الأسواق الأوروبية السابقة للسلع الكمالية. حلت التجارة الأطلسية إلى حد كبير محل القوى التجارية الإيطالية والألمانية الموجودة مسبقًا والتي كانت تعتمد على روابط تجارة البلطيق والروسية والإسلامية. تسببت السلع الجديدة أيضًا في حدوث تغير اجتماعي، حيث دخل السكر والتوابل والحرير والأواني الخزفية إلى أسواق السلع الفاخرة في أوروبا.
تحول المركز الاقتصادي الأوروبي من البحر الأبيض المتوسط إلى أوروبا الغربية. أصبحت مدينة أنتويرب التي كانت جزءًا من دوقية برابنت إلى مركز الاقتصاد الدولي بأكمله، وأغنى مدينة في أوروبا في ذلك الوقت. وتمركز العصر الذهبي الهولندي فيها أولاً ثم في أمستردام، وكان مرتبطًا ارتباطًا وثيقًا بعصر الاستكشاف. وقال عنها فرانتشيسكو غويتشارديني مبعوث البندقية:«أن مئات السفن تمر على أنتويرب يوميا، وأن 2000 عربة تدخل المدينة كل أسبوع». كانت السفن البرتغالية المحملة بالفلفل والقرفة تفرغ حمولتها. مع وجود العديد من التجار الأجانب المقيمين في المدينة وتحكمهم الأوليغارشية المصرفية -الأرستقراطيين الممنوعين من ممارسة التجارة-، كان اقتصاد أنتويرب تحت سيطرة الأجانب، مما جعلها مدينة عالمية، ومع التجار والمستثمرين من البندقية راغوزا وإسبانيا والبرتغال وسياسة التسامح التي جذبت جالية يهودية أرثوذكسية كبيرة. شهدت المدينة ثلاثة فترات ازدهار خلال عصرها الذهبي، الأول قائم على سوق الفلفل، والثاني ظهر مع فضة العالم الجديد القادم من إشبيلية (انتهت بإفلاس إسبانيا سنة 1557)، والطفرة الثالثة كانت بعد معاهدة كاتو - كامبريسيس في 1559، واعتمدت على صناعة المنسوجات.
على الرغم من الأعمال العدائية في البداية، إلا أنه في سنة 1549 تمكن البرتغاليون من إرسال بعثات تجارية سنوية إلى جزيرة شانغشوان الصينية. ثم تمكنوا في 1557 من إقناع بلاط مينغ بالموافقة على معاهدة ميناء قانونية تمكنت من تأسيس ماكاو البرتغالية لتكون مستعمرة تجارية رسميًا. كتب الراهب البرتغالي غاسبار دا كروز (حوالي 5 فبراير 1570) أول كتاب كامل عن الصين وسلالة مينغ نُشر في أوروبا؛ تضمنت معلومات عن جغرافيتها ومقاطعاتها وعاداتها الملكية والطبقة الرسمية والبيروقراطية والشحن والعمارة والزراعة والحرف اليدوية وشؤون التجار والملابس والعادات الدينية والاجتماعية والموسيقى والآلات والكتابة والتعليم والعدالة.
كانت الصادرات الرئيسية من الصين هي الحرير والبورسلين، والتي تم تكييفها لتلبية الأذواق الأوروبية. فحظي الخزف الصيني بتقدير كبير في أوروبا لدرجة أن الصين أصبحت في اللغة الإنجليزية مرادفًا شائعًا للخزف. كان بورسلين الكراك (الذي يُعتقد أنه سمي على اسم الكراك البرتغالي الذي كان ينقله) من أوائل الأدوات الصينية التي وصلت إلى أوروبا بكميات كبيرة. في البداية كان الأغنياء هم من يستطيعون تحمل كلفة تلك الواردات، وغالبًا ما ظهرت الكراك في اللوحات الهولندية التي لا تزال حية. سرعان ما خلقت شركة الهند الشرقية الهولندية تجارة نشطة مع الشرق، حيث استوردت 6 ملايين قطعة بورسلين من الصين إلى أوروبا بين 1602 و 1682. أعجبت صناعة الصين الكثيرين. وما بين 1575 و 1587 كان خزف ميديشي من فلورنسا أول محاولة ناجحة لتقليد الخزف الصيني. على الرغم من أن الخزافين الهولنديين لم يقلدوا الخزف الصيني على الفور، إلا أنهم بدأوا في فعل ذلك عندما توقف الإمداد إلى أوروبا بعد وفاة الإمبراطور وانلي سنة 1620. تم تقليد الكراك وهو الخزف الأزرق والأبيض [الإنجليزية] بشكل أساسي في جميع أنحاء العالم من قبل الخزافين في أريتا، اليابان [الإنجليزية] وبلاد فارس - حيث تحول التجار الهولنديون إليها بعد سقوط أسرة مينغ بسبب عدم توفر القطع الصينية- وأخيرًا في الدلف الهولندية. استمر طلب الخزف الهولندي ومن بعدها الخزف الدلفي الإنجليزي [الإنجليزية] المستوحى من التصاميم الصينية من سنة 1630 حتى منتصف القرن الثامن عشر إلى جانب أنماط أوروبية أخرى.
قام أنطونيو دي مورغا (1559-1636) وهو مسؤول إسباني في مانيلا بإدراج قائمة جرد واسعة للسلع التي تم تداولها مع مينغ الصين من بداية القرن 16 إلى القرن 17 قائلا: «النوادر التي أشرت إليها جميعًا لن أنتهي منها أبدًا، وليس لدي ما يكفي من الورق لها». بعد ملاحظة تنوع السلع الحريرية التي تم تداولها مع الأوروبيين، كتب إيبري عن الحجم الكبير للمعاملات التجارية: في إحدى الحالات حملت سفية غليون إلى الأراضي الإسبانية في العالم الجديد أكثر من 50 ألف زوج من جوارب الحرير. في المقابل استوردت الصين الفضة في الغالب من مناجم بيرو والمكسيك، وتم نقلها عبر مانيلا [الإنجليزية]. كان التجار الصينيون نشطين في هذه المشاريع التجارية، وهاجر العديد منهم إلى أماكن مثل الفلبين وبورنيو للاستفادة من الفرص التجارية الجديدة.
تزامنت الزيادة في الذهب والفضة التي شهدتها إسبانيا مع دورة تضخم كبيرة داخل إسبانيا وأوروبا، عرفت باسم ثورة الأسعار. جمعت إسبانيا كميات كبيرة من الذهب والفضة من العالم الجديد. وفي عقد 1540 بدأ استخراج الفضة على نطاق واسع من غواناخواتو المكسيكية. ومع افتتاح مناجم الفضة في زاكاتيكاس وبوتوسي في بوليفيا في 1546 أصبحت الشحنات الكبيرة من الفضة المصدر الأسطوري للثروة. وفي القرن 16 امتلكت إسبانيا ما يعادل 1.5 تريليون دولار أمريكي (شروط 1990) من الذهب والفضة من إسبانيا الجديدة. نظرًا لكونهم أقوى ملوك أوروبي في وقت مليء بالحرب والصراعات الدينية، فقد أنفق حكام هابسبورغ الثروة في الحروب والفنون في جميع أنحاء أوروبا. وكتب رحالة فرنسي في 1603: «تعلمت مثلًا هنا أن كل شيء ثمين في إسبانيا باستثناء الفضة». تسببت الفضة المستهلكة التي انتشرت فجأة في جميع أنحاء أوروبا التي كانت تعاني من نقص السيولة في السابق في حدوث تضخم واسع النطاق. تفاقم التضخم بسبب النمو السكاني مع مستوى إنتاج ثابت ورواتب منخفضة وارتفاع تكاليف المعيشة، مما أضر بالصناعة المحلية. على نحو متزايد أصبحت إسبانيا تعتمد على العائدات المتدفقة من إمبراطوريتها التجارية في الأمريكتين، مما أدى إلى إفلاس إسبانيا لأول مرة في 1557 بسبب ارتفاع التكاليف العسكرية. وتخلف فيليب الثاني ملك إسبانيا عن سداد الديون في 1557 و 1560 و 1575 و 1596. وقد أدت الزيادة في الأسعار نتيجة تداول العملات إلى نمو الطبقة الوسطى التجارية في أوروبا، وهي الطبقة البرجوازية التي أضحت مؤثرة على سياسة وثقافة دول كثيرة.
أحد آثار التضخم لا سيما في بريطانيا العظمى، أن المزارعين المستأجرين الذين لديهم عقود إيجار طويلة الأجل من اللوردات شهدوا انخفاضًا حقيقيًا في الإيجار. اختار بعض اللوردات بيع أراضيهم المؤجرة، مما أدى إلى نشوء صغار المزارعين المدينين للأراضي مثل يومن أو المزارعين السادة.

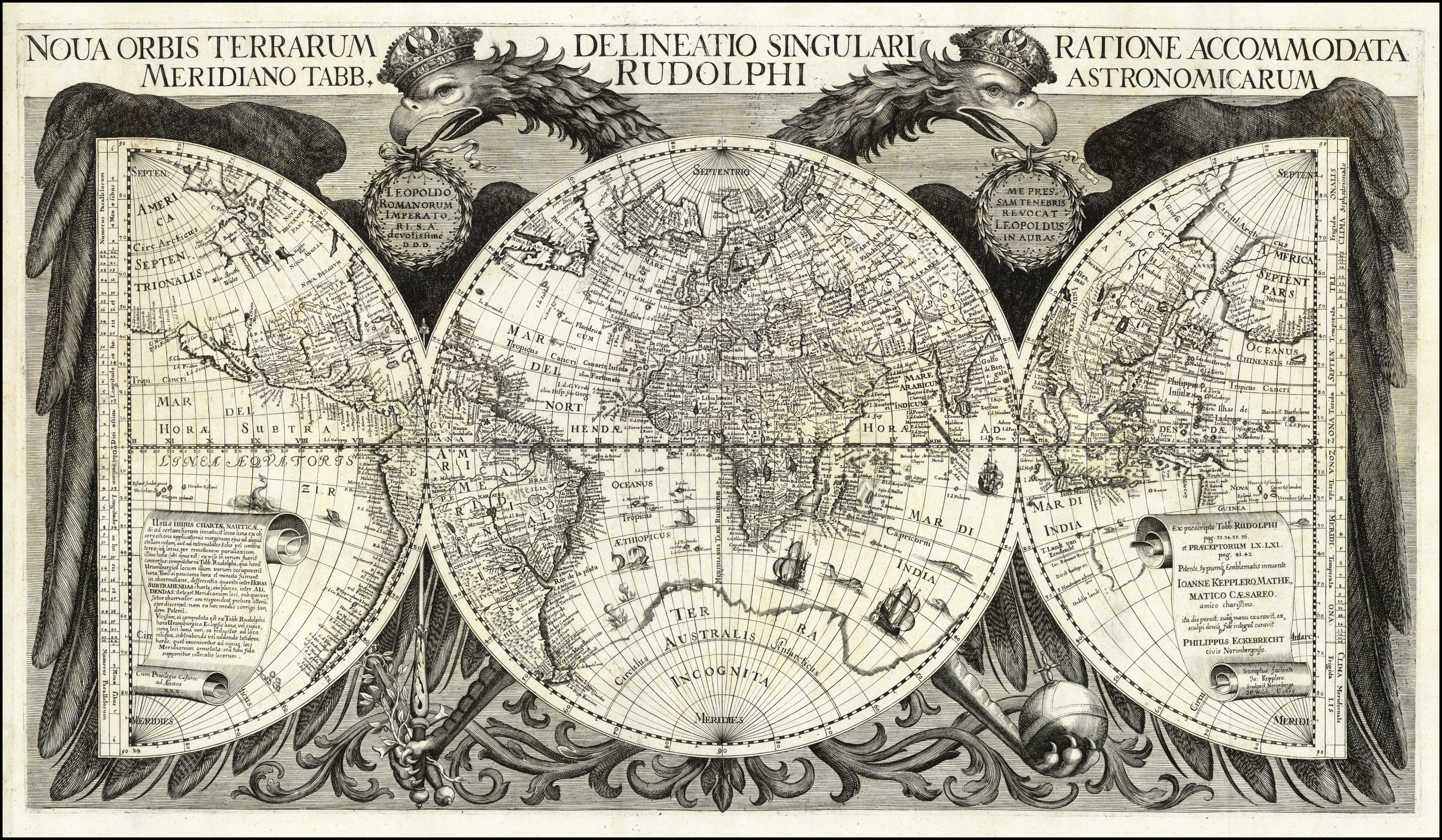
خريطة العالم من جداول رودولفين (1627) ليوهانس كيبلر، تتضمن العديد من الاكتشافات الجديدة.
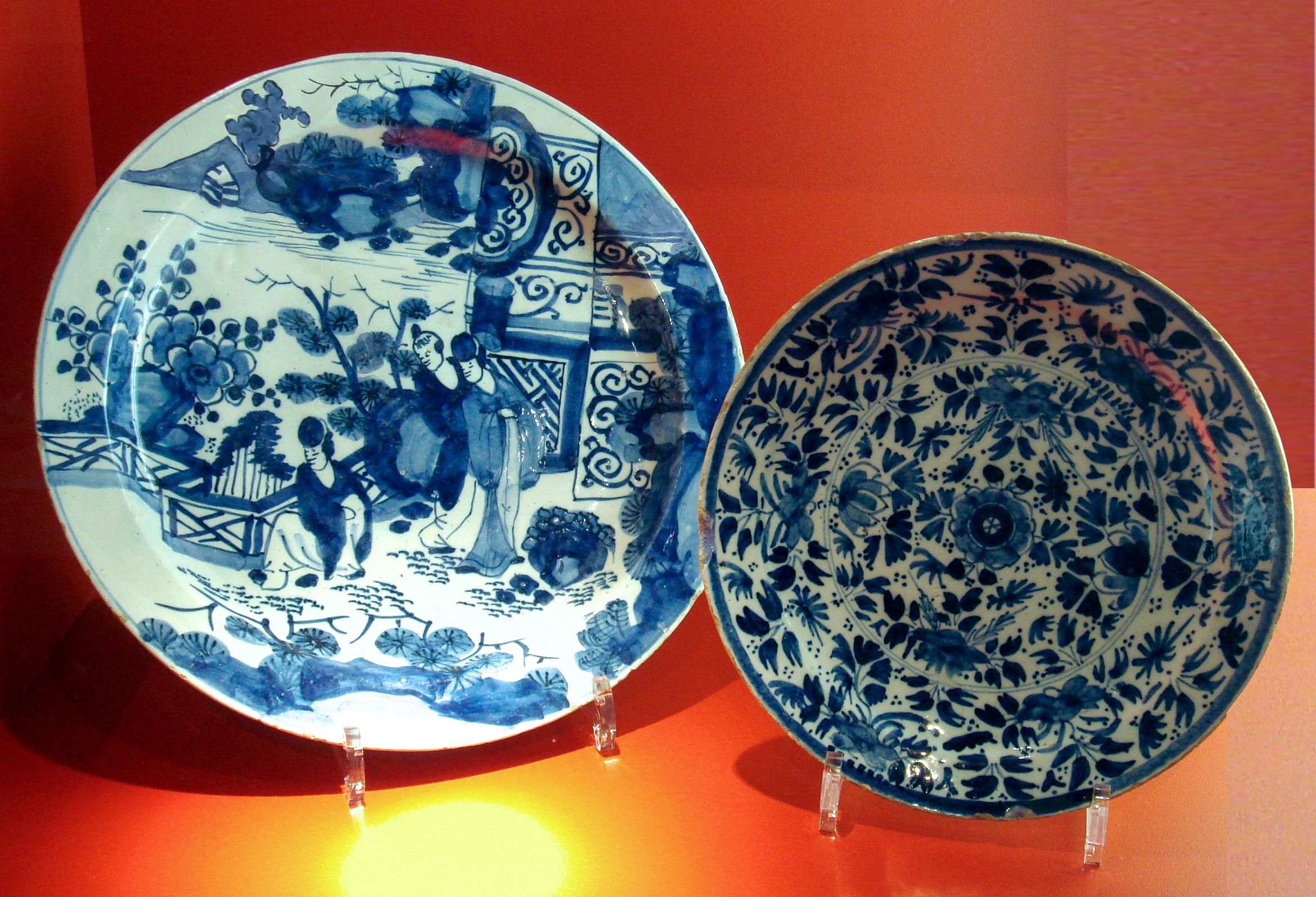
الخزف الدلفي مصورًا مشاهد صينية، القرن الثامن عشر. متحف إرنست كونياك
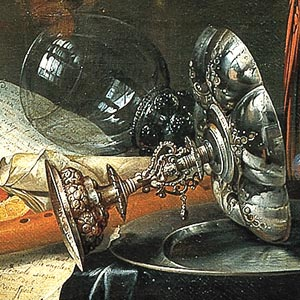
لوحة لجان دافيدز دي هيم، تفاصيل الأواني الفضية على طاولة مقلدة تمامًا، حوالي 1650

## وصلات خارجية
- "The Faustian Impulse and European Exploration" at The Fortnightly Review
- "Discover Columbus: Re-reading the Past" at Zinn Education Project.org (six-page lesson plan for high school students from Rethinking Schools)